# Aquecimento global

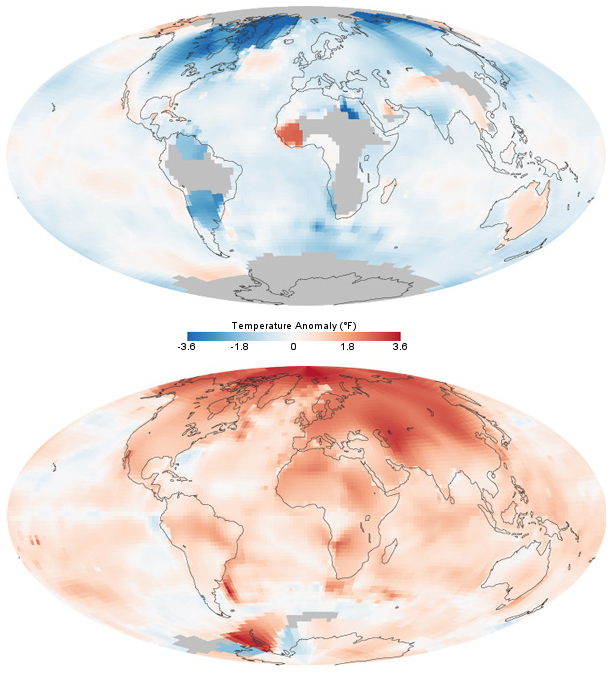
Temperaturas globais na década de 1880 e 1980, comparadas à média no período entre 1951 e 1980

O declínio do gelo flutuante do Ártico é um dos sinais mais evidentes do aquecimento global. A animação mostra a redução entre 1979 e 2010

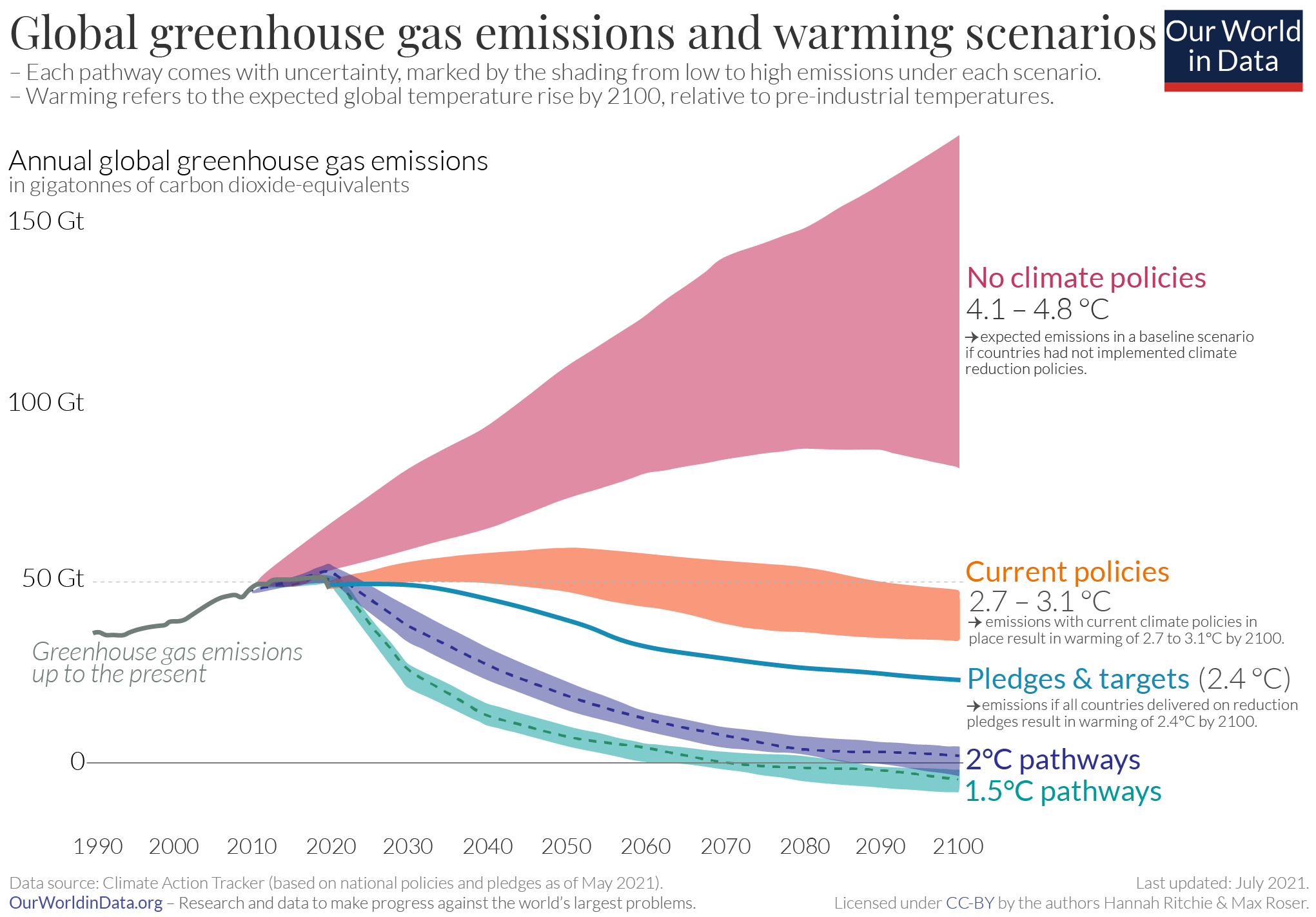
Cenários futuros potenciais de emissões globais de gases de efeito estufa. Se todos os países cumprirem suas promessas atuais estabelecidas no acordo climático de Paris, o aquecimento médio até 2100 irá bem além da meta do Acordo de Paris de manter o aquecimento “bem abaixo de 2 ° C”

Aquecimento global é o processo de aumento da temperatura média dos oceanos e da atmosfera da Terra causado por massivas emissões de gases que intensificam o efeito estufa, originados de uma série de atividades humanas, especialmente a queima de combustíveis fósseis e mudanças no uso da terra, como o desmatamento, bem como de várias outras fontes secundárias. Essas causas são um produto direto da explosão populacional, do crescimento econômico, do uso de tecnologias e fontes de energia poluidoras e de um estilo de vida insustentável, em que a natureza é vista como matéria-prima para exploração. Os principais gases do efeito estufa emitidos pelo homem são o dióxido de carbono (ou gás carbônico, CO2) e o metano (CH4). Esses e outros gases atuam obstruindo a dissipação do calor terrestre para o espaço. O aumento de temperatura vem ocorrendo desde meados do século XIX e deverá continuar enquanto as emissões continuarem elevadas.
O aumento nas temperaturas globais e a nova composição da atmosfera desencadeiam alterações importantes em virtualmente todos os sistemas e ciclos naturais da Terra. Afetam os mares, provocando a elevação do seu nível e mudanças nas correntes marinhas e na composição química da água, verificando-se acidificação, dessalinização e desoxigenação. Interferem no ritmo das estações e nos ciclos da água, do carbono, do nitrogênio e outros compostos. Causam o degelo das calotas polares, do solo congelado das regiões frias (permafrost) e dos glaciares de montanha, modificando ecossistemas e reduzindo a disponibilidade de água potável. Tornam irregulares o regime de chuvas e o padrão dos ventos, produzem uma tendência à desertificação das regiões florestadas tropicais, enchentes e secas mais graves e frequentes, e tendem a aumentar a frequência e a intensidade de tempestades e outros eventos climáticos extremos, como as ondas de calor e de frio. As mudanças produzidas pelo aquecimento global nos sistemas biológicos, químicos e físicos do planeta são vastas, algumas são de longa duração e outras são irreversíveis, e provocam uma grande redistribuição geográfica da biodiversidade, o declínio populacional de grande número de espécies, modificam e desestruturam ecossistemas em larga escala, e geram por consequência problemas sérios para a produção de alimentos, o suprimento de água e a produção de bens diversos para a humanidade, benefícios que dependem da estabilidade do clima e da integridade da biodiversidade. Esses efeitos são intimamente inter-relacionados, influem uns sobre os outros amplificando seus impactos negativos e produzindo novos fatores para a intensificação do aquecimento global. O aquecimento e as suas consequências serão diferentes de região para região, e o Ártico é a região que está aquecendo mais rápido. A natureza e o alcance dessas variações regionais ainda são difíceis de prever de maneira exata, mas sabe-se que nenhuma região do mundo será poupada de mudanças. Muitas serão penalizadas pesadamente, especialmente as mais pobres e com menos recursos para adaptação. Mesmo que as emissões de gases estufa cessem imediatamente, a temperatura continuará a subir por mais algumas décadas, pois o efeito dos gases emitidos não se manifesta de imediato e eles permanecem ativos por muito tempo. É evidente que uma redução drástica das emissões não acontecerá logo, por isso haverá necessidade de adaptação às consequências inevitáveis do aquecimento. Uma vez que as consequências serão tão mais graves quanto maiores as emissões de gases estufa, é importante que se inicie a diminuição destas emissões o mais rápido possível, a fim de minimizar os impactos sobre esta e as futuras gerações.
A Organização das Nações Unidas publica um relatório periódico sintetizando os estudos feitos sobre o aquecimento global em todo o mundo, através do Painel Intergovernamental de Mudanças Climáticas (IPCC). Estes estudos têm, por motivos práticos, um alcance de tempo até o ano de 2100. Todavia, já se sabe que o aquecimento e suas consequências deverão continuar por séculos adiante, e algumas das consequências mais graves, como a elevação dos mares e o declínio da biodiversidade, serão irreversíveis dentro dos horizontes da atual civilização. Os governos do mundo em geral trabalham hoje para evitar uma elevação da temperatura média acima de 1,5 °C, considerada o máximo tolerável antes de se produzirem efeitos globais em escala catastrófica. Num cenário de elevação de 3,5 °C a União Internacional para a Conservação da Natureza e dos Recursos Naturais (IUCN) prevê a extinção provável de até 70% de todas as espécies hoje existentes. Se a elevação superar os 4 °C, uma possibilidade que não está descartada e que a cada dia parece se tornar mais plausível, pode-se prever sem dúvidas mudanças ambientais em todo o planeta em escala tal que comprometerão irremediavelmente a maior parte de toda a vida na Terra. Num cenário de altas emissões continuadas, superpopulação humana e exploração desenfreada da natureza, semelhante ao que hoje está em curso, prevê-se para um futuro não muito distante o inevitável esgotamento em larga escala dos recursos naturais e uma rápida escalada nos índices de fome, epidemias e conflitos violentos, a ponto de desestruturar todos os sistemas produtivos e sociais e tornar as nações ingovernáveis, levando ao colapso da civilização como hoje a conhecemos. Se considerarmos o futuro para além do limite de 2100, admitindo a queima de todas as reservas conhecidas de combustíveis fósseis, projeta-se um aquecimento dos continentes de até 20 °C, eliminando a produção de grãos em quase todas as regiões agrícolas do mundo e criando um planeta praticamente inabitável.
A imprensa ainda dá espaço para controvérsias mal-informadas, tendenciosas ou distorcidas sobre a realidade e a gravidade do aquecimento e seus efeitos, e influentes grupos de pressão política e econômica financiam campanhas de negacionismo climático, opondo-se ao consenso científico virtualmente unânime dos climatologistas. Este consenso afirma que o aquecimento global está acontecendo inequivocamente e precisa ser contido com medidas vigorosas sem nenhuma demora, pois os riscos da inação, sob todos os ângulos, são altos demais. De todas as ameaças ambientais contemporâneas, o aquecimento global é a maior e a mais grave, em vista dos seus efeitos múltiplos e duradouros e do seu impacto generalizado sobre todo o mundo. O Protocolo de Quioto e outras políticas e ações nacionais e internacionais visam a redução das emissões. Todavia, as negociações intergovernamentais não têm sido muito frutíferas, os avanços nas ações de mitigação e adaptação têm sido muito lentos e pobres, e a sociedade em geral resiste irracionalmente em acatar as conclusões da ciência e mudar seu estilo de vida. O resultado é que as emissões de gases têm crescido sem cessar, não havendo sinais de que se reduzirão substancialmente no futuro próximo. Ao mesmo tempo, as evidências concretas do aquecimento global e das suas consequências têm se avolumado ano a ano. Os meios necessários para evitar a materialização das previsões mais pessimistas já existem, como por exemplo o uso de energia limpa, redução nos níveis de consumo, reflorestamento, reciclagem de materiais e tratamento de resíduos, e devem ser implementados imediata e agressivamente em ampla escala, caso contrário essas previsões se materializarão de maneira inevitável.

## Terminologia
O termo "aquecimento global" é um tipo específico de mudança climática à escala global. No uso comum, o termo se refere ao aquecimento ocorrido nas décadas recentes devido à influência humana. O termo "alteração climática antrópica" equivale às mudanças no clima causadas pelo homem. O termo "antrópico" parece ser mais adequado do que "antropogênico", um cognato do inglês "anthropogenic", bastante usado neste assunto, inclusive em textos em português. Porém, segundo os dicionários Priberam, Aulete e Michaelis, em português "antropogênico" refere-se especificamente à antropogênese, a geração e reprodução humanas e às origens e desenvolvimento do homem como espécie (do grego ánthropos, homem + genesis, origem, criação, geração).
Já "antrópico" é referente àquilo que diz respeito ou procede do ser humano e suas ações, de maneira mais genérica (do grego anthropikos, humano). O dicionário Michaelis define como "pertencente ou relativo ao homem ou ao período de existência do homem na Terra". O dicionário Houaiss traz até mesmo, em uma de suas definições deste verbete, como "relativo às modificações provocadas pelo homem no meio ambiente" — daí a preferência pelo termo "antrópico", neste artigo, para designar as mudanças causadas pela influência humana.

## História do clima

Estimativas da variação da temperatura na Terra nos últimos 2000 anos

Variação da temperatura média global de 1880 até 2013

A Terra, em sua longa história, já sofreu muitas mudanças climáticas globais de grande amplitude. Isso é demonstrado por uma série de evidências físicas e por reconstruções teóricas. Já houve épocas em que o clima era muito mais quente do que o de hoje, com vários graus acima da temperatura média atual, tão quente que em certos períodos o planeta deve ter ficado completamente livre de gelo. Entretanto, isso aconteceu há milhões de anos, e suas causas foram naturais. Também ocorreram vários ciclos de resfriamento importante, conduzindo às glaciações, igualmente por causas naturais. Entre essas causas, tanto para aquecimentos como para resfriamentos, podem ser citadas mudanças na atividade vulcânica, na circulação marítima, na atividade solar, no posicionamento dos polos e na órbita planetária. A mudança significativa mais recente foi a última glaciação, que terminou em torno de 10 mil anos atrás, e projeta-se que outra não aconteça antes de 30 mil anos.
Este último período interglacial, chamado Holoceno, também sofreu mudanças climáticas naturais, embora tenha sido um período de notável estabilidade quando comparado às interglaciais anteriores. Houve variações perceptíveis, mas tiveram pequena amplitude e provavelmente foram fenômenos localizados e não globais, como o período quente medieval ou a pequena idade do gelo, que são melhor explicadas por causas naturais. Muitas dessas mudanças, especificamente os períodos de aquecimento, são em alguns aspectos comparáveis às que hoje se verificam, mas em outros aspectos o aquecimento contemporâneo é distinto, principalmente no que diz respeito às suas causas e à velocidade em que está acontecendo.
É inequívoco que a temperatura média da Terra tem se elevado desde meados do século XVII, e é inequívoco que as atividades humanas têm sido o fator determinante nesse processo. No período de 1850–2021 a temperatura global, combinando os registros dos oceanos e dos continentes, aumentou em média 1,09 °C. Os continentes estão aquecendo mais rápido do que os oceanos. Nos continentes a média de aumento foi de 1,59 °C e nos oceanos de 0,88 °C. Apesar de o oceano absorver mais calor do que as massas continentais, responde com mais lentidão, e desde 1979 as temperaturas em terra aumentaram quase duas vezes mais rápido que as temperaturas no oceano (0,25 °C por década contra 0,13 °C por década). A elevação na temperatura não foi, porém, linear, com várias oscilações para mais e para menos. Variações desse tipo são naturais e esperadas, mas a tendência geral é claramente ascendente.
Cada uma das quatro últimas décadas têm sido mais quente do que a década anterior, recordes de temperatura têm sido batidos a cada ano nos últimos anos, e evidências recentes apontam para uma tendência de aceleração na velocidade do aquecimento nos últimos 15 anos. Esse aumento não pode ser explicado satisfatoriamente sem levarmos em conta a influência humana. De fato, há fortes evidências indicando que o aquecimento antrópico tem sido tão importante que reverteu uma tendência natural dos últimos 5 mil anos de resfriamento do planeta.
Emissões antrópicas de alguns poluentes — em especial aerossóis de sulfato — podem gerar um efeito refrigerante através do aumento do reflexo da luz incidente. Isso explica em parte o resfriamento observado no meio do século XX, embora isso possa também ser atribuído em parte à variabilidade natural.

## O aquecimento global

### O efeito estufa e o aquecimento global
Por efeito estufa entende-se a retenção de calor pela atmosfera, impedindo-o de se dissipar no espaço. A origem primária deste calor é o Sol, que continuamente emite imensas quantidades de radiação em vários comprimentos de onda, incluindo a luz visível e a radiação térmica (calor), mas também em comprimentos não observáveis pelo ser humano sem a ajuda de instrumentos, como o ultravioleta. Cerca de um terço da radiação que a Terra recebe do Sol é refletida pela atmosfera de volta para o espaço, mas dois terços dela chegam à superfície, sendo absorvida pelos continentes e oceanos, fazendo com que aqueçam. A atmosfera, por sua vez, é aquecida em parte pela radiação direta do Sol, mas principalmente pelo calor refletido pela superfície da Terra, mas por virtude do efeito estufa, ali fica retido e não se dissipa para o espaço.
O efeito estufa é um mecanismo natural fundamental para a preservação da vida no mundo e para a regulação e suavização do clima global, que oscilaria entre extremos diariamente, caso ele não existisse. O efeito estufa funciona como um amortecedor de extremos. Sem ele, a Terra seria cerca de 30 °C mais fria do que é hoje. Provavelmente ainda poderia abrigar vida, mas ela seria muito diferente da que conhecemos e o planeta seria um lugar bastante hostil para a espécie humana viver. Porém, mudanças na composição atmosférica podem desequilibrá-lo. O que ocorre hoje, em vista da mudança na composição atmosférica provocada pela emissão continuada e massiva de diversos gases, é sua intensificação, fazendo com que passe a abafar demais o planeta.
Vários gases obstruem a perda de calor da atmosfera, chamados em conjunto gases do efeito estufa ou, abreviadamente, gases estufa. Eles têm a propriedade de serem transparentes à radiação na faixa da luz visível, mas são retentores de radiação térmica. Os mais importantes são o vapor d'água, o gás carbônico (dióxido de carbono ou CO2), o metano (CH4), o óxido nitroso (NO2) e o ozônio (O3). Apesar de em proporções absolutas o vapor d'água e o gás carbônico serem os mais efetivos, por existirem em maiores quantidades, a potência desses gases, comparada individualmente, é muito distinta. O metano, por exemplo, é de 20 a 30 vezes mais potente que o gás carbônico. Não só os gases estufa vêm aumentando. O crescimento das concentrações de poluentes aerossóis, que bloqueiam parte da radiação solar antes que atinja a superfície, e tendem a provocar um resfriamento, contribuiu para retardar o processo de aquecimento global.

### Causas básicas
| |  |  |
| Gráficos ilustrando a evolução de vários indicadores socioeconômicos (esquerda) e indicadores de impacto ambiental (direita) no período de 1750 a 2010. Destaca-se o período a partir da década de 1950, que enfoca a chamada Grande Aceleração do Antropoceno, quando o impacto das atividades humanas sobre a face do planeta se tornou exponencial |  |  |

A emissão aumentada dos gases estufa decorre de uma série de mudanças introduzidas pela sociedade contemporânea. O fator básico é a explosão populacional, que desencadeou a exploração dos recursos naturais em escala cada vez maior e mais rápida a fim de atender às crescentes necessidades de energia, alimento, transporte, educação, saúde e materiais para construção de habitações e infraestruturas e para a produção de uma série infindável de bens de consumo e mesmo luxos supérfluos, criando-se uma civilização que prima pelo desrespeito à natureza, pelo consumismo, pela insustentabilidade, pelos elevados índices de desperdícios e pela vasta produção de lixo e poluição. Segundo o professor da UFRGS Róber Avila, "os defensores de políticas natalícias não levam em conta também a questão ambiental. Quanto maior é a população, há mais esgoto, trânsito, plástico nos rios, congestionamento, gás carbônico na atmosfera, lixo, pobreza e mais problemas sociais".
Desde o início do século XIX a população humana aumentou seu tamanho em sete vezes, desde a década de 1960 até o presente os níveis de consumo duplicaram e cerca de 60% dos recursos naturais já estão esgotados ou em vias de rápido esgotamento. Ao longo do século XXI espera-se um aumento acelerado no consumo, que pode chegar a ser 900% maior do que os níveis atuais.
Neste processo de acelerado crescimento populacional e econômico, desenvolveram-se tecnologias e sistemas produtivos que consomem muitos recursos naturais e são altamente poluidores, e que ainda têm no uso dos combustíveis fósseis sua principal fonte de energia. Ao mesmo tempo, a necessidade de espaço para urbanização e para a formação de lavouras e pastagens determinou a derrubada de imensas áreas florestais e a degradação da maior parte dos ecossistemas da Terra. A queima de combustíveis fósseis e as mudanças no uso da terra — incluindo o desmatamento, uso de fertilizantes e agrotóxicos, as queimadas e outras práticas agropecuárias — são as principais fontes de gases estufa. Outras fontes importantes são a degradação dos solos, o desperdício de alimentos e a produção de resíduos (lixo, esgotos, efluentes industriais, etc).
Em 2010 o setor elétrico e a produção de energia calorífera respondiam por 25% das emissões globais de gases estufa, incluindo a queima de carvão, gás natural e derivados do petróleo. A indústria respondia por 21% do total, incluindo queima de combustíveis fósseis para processos químicos, metalúrgicos, transformação mineral e manejo de resíduos. A agricultura, a silvicultura, o desmatamento e outros usos da terra eram responsáveis por 24% do total. Ao setor de transporte cabiam 14%, à construção civil 6%, e o restante a uma série de outros agentes de menor expressão.

### Evidências do aquecimento global

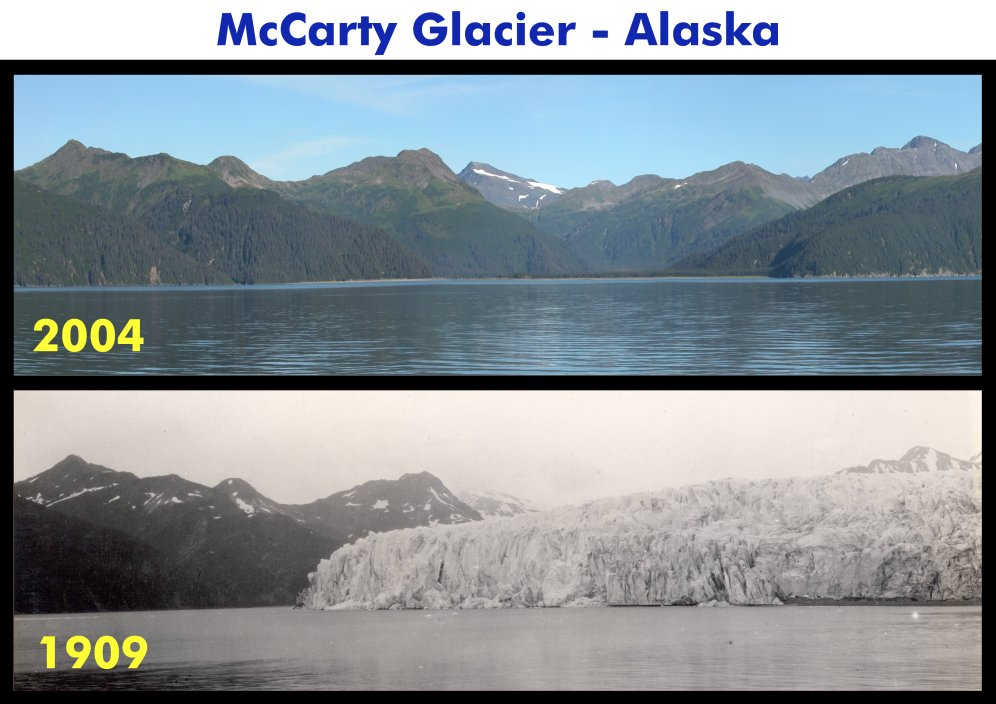
Recuo do Glaciar McCarty entre 1909 e 2004

Que está em andamento um aquecimento generalizado do planeta é fato comprovado por várias evidências concretas, e reconhecido como inequívoco pelo consenso dos climatologistas. As evidências são recolhidas através de estações meteorológicas, registros de paleoclima, batitermógrafos, satélites, entre outros métodos de medição. Elas incluem:
- O aumento na temperatura da atmosfera sobre terras e mares.[16][34] Cada uma das quatro últimas décadas foi mais quente que a década anterior. Entre 2001 e 2020 a média global de aumento da temperatura foi de 0,99 °C maior que no período de 1850-1900. Entre 2011 e 2021 a média de aumento foi de 1,09 °C. Os continentes estão aquecendo mais rápido do que os oceanos. Nos continentes a média de aumento foi de 1,59 °C e nos oceanos de 0,88 °C.[12]
- O aumento no nível de umidade atmosférica, possível graças à capacidade do ar quente reter mais vapor de água do que o ar frio;[34]
- A retração da vasta maioria das geleiras;[16][34][35]
- A diminuição da área coberta por neve;[16][34][36]
- A retração do gelo oceânico global;[16][34][37]
- Migração de muitas espécies animais e vegetais de climas mais quentes em direção aos pólos, ou a altitudes mais elevadas;[16][38][39][40]
- O aumento da temperatura do mar, com o resultado de elevar-se o seu nível pela expansão térmica;[16][34]
- O adiantamento da ocorrência de eventos associados à primavera, como as cheias de rios e lagos decorrentes de degelo, brotamento de plantas e migrações de animais.[16]

Esses dados dão provas materiais seguras de que o clima está realmente esquentando.

### Evidências da origem humana do aquecimento
Em tese, vários fatores poderiam ser responsáveis por um aquecimento do sistema climático terrestre. Modificações na composição do ar por causas naturais já ocorreram antes na história da Terra, produzindo mudanças climáticas e ecológicas às vezes em larga escala. O diferencial contemporâneo é que mudanças importantes estão sendo agora induzidas pelo homem, cujas atividades geram gases estufa e os liberam na atmosfera, aumentando a sua concentração e provocando finalmente um aumento na retenção geral de calor. As evidências observadas, sintetizadas principalmente no Quinto Relatório de Avaliação do Painel Intergovernamental sobre Mudanças Climáticas, apontam que o aquecimento é uma realidade inequívoca e que sua origem deriva principalmente do efeito estufa intensificado pela atividade humana. É extremamente improvável que essas mudanças possam ser explicadas por causas naturais, especialmente considerando que nos últimos 50 anos a tendência das causas naturais sozinhas teria sido provavelmente resfriar o planeta. A responsabilização das atividades humanas por esta amplificação é apoiada por várias evidências:

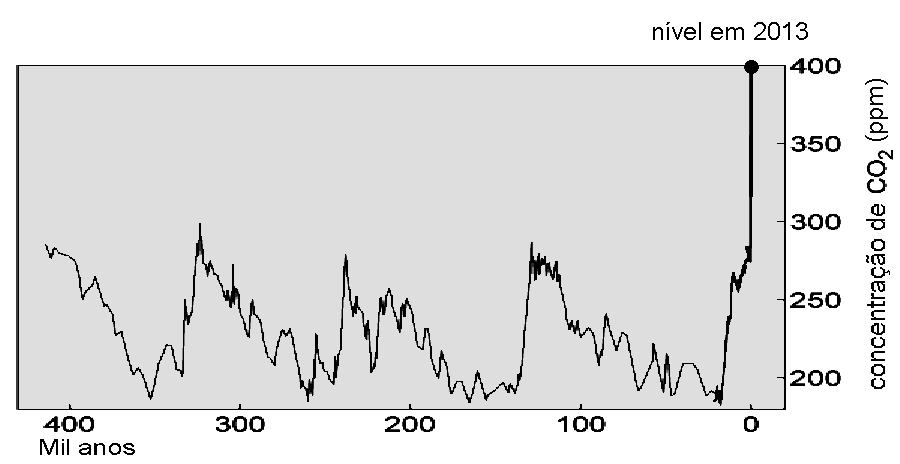
Variação da concentração atmosférica de CO_{2} nos últimos 400 mil anos

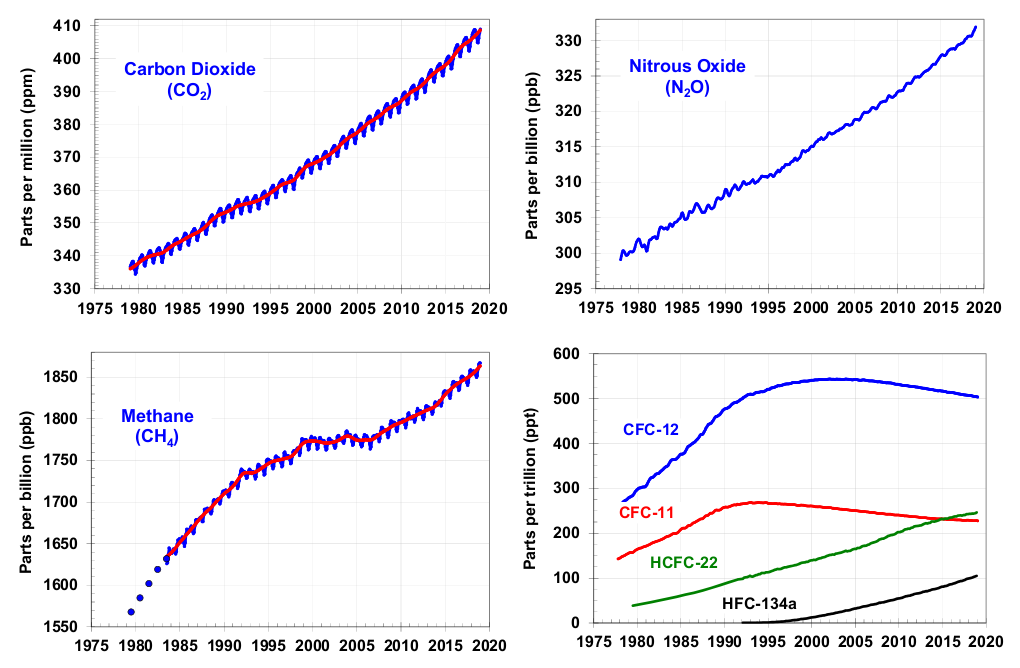
Curvas de concentração na atmosfera de vários gases estufa no período 1976-2013: CO_{2}, N_{2}O, CH_{4}, CFC-12, CFC-11, HCFC-22 e HFC-134a. Apenas dois, dos menos importantes, mostram declínio recente. Todos os outros, inclusive os mais potentes, cresceram constantemente

- A composição isotópica do gás carbônico atmosférico (CO2) indica que tem principalmente origem fóssil, derivando da combustão do petróleo, do gás natural e do carvão mineral, combustíveis fósseis de uso generalizado na sociedade moderna. A quantidade de O2 também tem diminuído de forma consistente com a liberação de CO2 por meio de combustão.[19][44] Nos últimos 800 mil anos a concentração de CO2 atmosférico manteve-se relativamente estável, variando de 170 a 300 ppm (partes por milhão). Contudo, desde a Revolução Industrial, iniciada em meados do século XVIII, a concentração atmosférica aumentou aproximadamente 35%,[19] ultrapassando as 410 ppm em 2011,[12] resultado da emissão de cerca de 375 bilhões de toneladas de gás desde 1750 até 2011 somente nas áreas de combustíveis fósseis e produção de cimento. (Um bilhão de toneladas equivale a 1 gigatonelada). De 100 a 260 bilhões de toneladas a mais foram emitidas no mesmo período por mudanças no uso da terra, principalmente o desmatamento nas regiões tropicais. Menores quantidades tiveram origem em outras fontes. Do total, cerca de 240 bilhões se acumularam na atmosfera, e o restante foi absorvido pelos oceanos, pelos solos e pela biomassa.[14] Nas últimas décadas, cerca de 80% desse aumento deriva da queima de combustíveis fósseis, e cerca de 20% advém do desmatamento e de mudanças nas práticas agrícolas.[19] Os níveis de emissão têm crescido quase continuamente, chegando nos últimos anos à ordem de dezenas de gigatoneladas por ano.[45] Em 2012, foram emitidas 31,6 gigatoneladas,[46] e somente nas áreas de combustíveis fósseis e indústria foram 35,9 gigatoneladas em 2014 e 35,7 gigatoneladas em 2015.[47] Dados da FAO mostram que o desperdício de alimentos é a terceira maior causa de emissões de carbono, respondendo pelo lançamento anual de 3,3 bilhões de toneladas de CO2 e outros gases estufa na atmosfera.[33]
- O CO2 é o maior componente antrópico do efeito estufa,[48] mas outros gases também estão elevando seus níveis atmosféricos. O metano (CH4) se origina no uso de combustíveis fósseis, na agricultura, na pecuária e na decomposição de matéria orgânica (lixo, esgotos), mais que dobrando sua concentração atmosférica desde o período pré-industrial, tendo passado de uma média de 722 [± 697-747] ppb (partes por bilhão) em 1750 para 1869 ppb em 2018.[14][49] Recentemente o papel do metano vem sendo reavaliado, e prevê-se que aumente muito sua contribuição para o efeito estufa à medida que derrete o permafrost das regiões frias, onde é estocado congelado em vastas quantidades. A elevação do óxido nitroso (N2O), devida principalmente ao uso de fertilizantes, variou de 270 ppb pré-industrial para 331,1 ppb em 2018,[16][49] e os níveis de ozônio (O3) aumentaram de 25 para 34 ppb em 2012.[50]
- Menos calor está escapando para o espaço. Num planeta em aquecimento, este fato é consistente apenas com um efeito estufa intensificado. Além disso, este calor é retido nas faixas de frequência correspondentes aos gases estufa, como o CO2 e CH4.[51]
- Mais calor está retornando da atmosfera de volta à superfície. Esta evidência é o outro lado da moeda da evidência anterior, pois o calor que deixa de ser liberado ao espaço acaba retornando para a superfície. Também nesse caso, observam-se os padrões no espectro de frequência que indicam a ação dos gases estufa.[52]
- O padrão de aquecimento nas diferentes profundidades dos oceanos é consistente com o que se esperaria com o aumento do efeito estufa atmosférico.[53]
- A forma com que têm se aquecido as diferentes camadas da atmosfera é consistente com o padrão provocado pela intensificação do efeito estufa.[54]
- As temperaturas noturnas têm aumentado mais do que as diurnas. Os invernos têm apresentado maior aquecimento do que os verões.[55][56]

No seu conjunto, as evidências são consistentes apenas com a intensificação do efeito estufa causado pela atividade humana.

### Análise de hipóteses alternativas
Uma explicação "alternativa" popular é que o aquecimento recente poderia ser originado por maior atividade solar. À luz das evidências, entretanto, esta hipótese não se confirma. Neste caso, as temperaturas subiriam mais quando o sol está mais presente: durante o verão, e durante o dia; não haveria aumento de retenção de energia na atmosfera nas faixas de frequência dos gases estufa; e teria de haver aumento da atividade solar que justificasse, quantitativamente, o aquecimento observado. Ao contrário, não há tendência de aumento dessa atividade pelo menos nos últimos 60 anos. É certo que, na história geológica de nosso planeta, variações de irradiância solar tiveram consequências climáticas importantes. Todavia, o aquecimento das últimas décadas não pode ser atribuído a isso.
Alguns estudos indicaram que uma parte do aquecimento observado no início do século XX pode ser atribuível a causas naturais, como a variabilidade climática natural e emissões vulcânicas de gases, mas o consenso atual é de que a partir da segunda metade do século as atividades humanas têm sido o fator largamente preponderante. Outras hipóteses sugeriram como possíveis influências naturais no aquecimento os raios cósmicos e alterações no campo magnético da Terra, afetando a formação das nuvens e de chuva, mas o IPCC considera que uma influência neste sentido não foi comprovada com segurança, e mesmo se existir, ela seria pequena demais para ter exercido qualquer modificação significativa no sistema climático ao longo do século XX.

### Distribuição geográfica
O aquecimento verificado não é globalmente uniforme, o que era previsto em teoria já desde o trabalho seminal de Svante Arrhenius no fim do século XIX. Os modelos climáticos esperavam que as regiões polares fossem as mais afetadas, que os continentes aqueceriam mais do que os oceanos, e que o Hemisfério Norte aqueceria mais que o Sul. Os registros confirmam a previsão e indicam que a região do Ártico aumentou suas temperaturas duas vezes mais rápido do que a média mundial nos últimos 100 anos. Algumas partes do Ártico já se aqueceram 4 °C desde a década de 1960, enquanto a média mundial elevou-se menos de 1 °C em todo o século XX. A maioria das projeções teóricas espera que o Ártico continue a experimentar os maiores índices de aquecimento.
A causa mais importante para essa diferença regional é a diferença na superfície coberta por terra firme em relação à coberta por água. O Hemisfério Norte tem muito mais terras firmes do que o Sul. Em primeiro lugar, as terras aquecem mais rapidamente do que o mar, e em segundo, há mais superfície coberta por neve e gelo perenes. Os gelos, com sua brancura (albedo), têm grande capacidade de refletir a radiação recebida do Sol de volta para o espaço. Com o rápido degelo que ocorre no Ártico o albedo total se reduz e ao mesmo tempo mais terra fica exposta para aquecer. Esses efeitos podem ser potencializados pela grande estabilidade da baixa troposfera sobre o Ártico (a chamada inversão ártica), que tende a concentrar o calor junto à superfície, embora o real papel da inversão seja disputado. Também influem na variabilidade regional mudanças na cobertura de nuvens, na circulação marítima e nos sistemas de ventos e correntes de jato.
Uma rápida elevação na temperatura também é observada no sul do globo em trechos da Antártida, especialmente no centro-oeste e na Península Antártica, embora nestas regiões o fenômeno seja muito menos compreendido e muito mais polêmico pela menor disponibilidade de dados confiáveis e por estudos que trazem conclusões conflitantes. A causa do menor aquecimento observado no continente antártico é incerta, mas foi atribuída a um aumento na potência dos ventos, originada por sua vez de alterações na camada de ozônio.

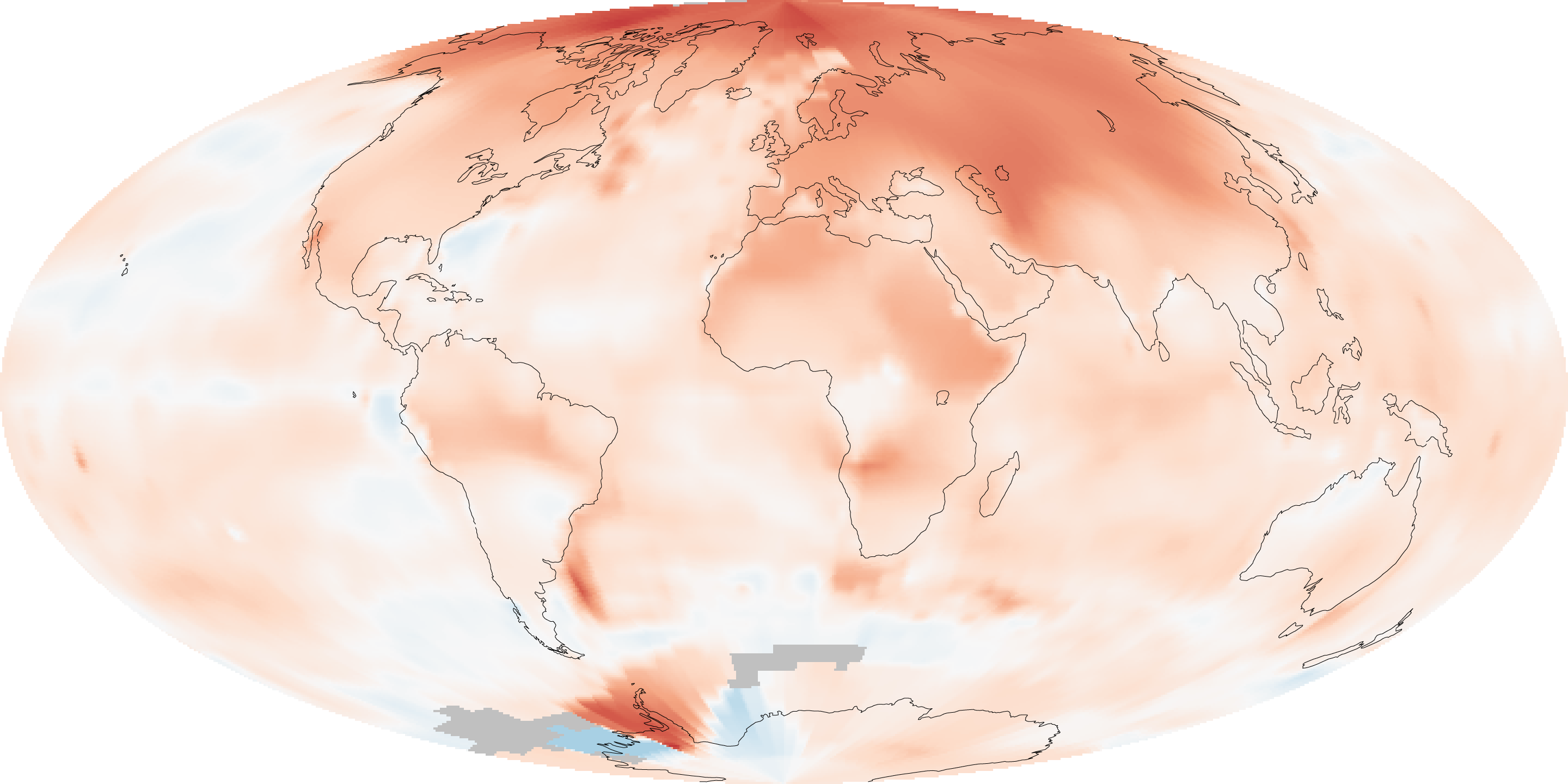
Mapa do globo mostrando a anomalia térmica mundial da década 2000-2009 em comparação à média do período 1951-1980. As regiões mais aquecidas estão no Hemisfério Norte, próximas ao Ártico e nas zonas temperadas. No Hemisfério Sul as mudanças mais importantes são limitadas à Península Antártica. A diferente concentração do calor pelas várias regiões é consistente com os modelos teóricos.

### Perspectiva de aquecimento futuro
Por várias questões práticas, os modelos climáticos referenciados pelo IPCC normalmente limitam suas projeções até o ano de 2100. São análises globais, e por isso não oferecem grande definição de detalhes. Embora isso gere mais incerteza para previsão das manifestações regionais e locais do fenômeno, as tendências globais já foram bem estabelecidas e têm se provado confiáveis. Os modelos usam para seus cálculos diferentes possibilidades (cenários) de evolução futura das emissões de gases estufa pela humanidade, de acordo com tendências de consumo, produção, crescimento populacional, aproveitamento de recursos naturais, etc. Estes cenários são todos igualmente plausíveis, mas não se pode ainda determinar qual deles se materializará, uma vez que dependem de desdobramentos imprevisíveis, como a evolução tecnológica e a adoção ou não de políticas de mitigação. Considerando estes vários cenários, em seu 5º Relatório o IPCC previu que até 2100 a temperatura média global deve ficar mais provavelmente na faixa de 1,5 °C a 4 °C acima dos valores pré-industriais, com alguns cenários indicando até 6 °C. As estimativas mais recentes, contudo, apresentadas na Conferência do Clima de 2019 pelo secretário-geral das Nações Unidas, apontam para uma elevação de 3,4 °C a 3,9 °C até 2100. Embora níveis mais elevados sejam considerados menos prováveis, não está excluída a possibilidade de mudanças abruptas e radicais imprevisíveis nos parâmetros do clima, e essa possibilidade aumenta à medida que a temperatura aumenta.

## Bases técnicas para medição e avaliação do aquecimento

### Determinação da temperatura global à superfície
A determinação da temperatura global à superfície é feita a partir de dados recolhidos em terra, sobretudo em estações de medição de temperatura em cidades, e nos oceanos, por meio de navios e batitermógrafos. É feita uma seleção das estações a considerar, que são as tidas como mais confiáveis, e é feita uma correção no caso de estas se encontrarem perto de urbanizações, a fim de compensar o efeito de "ilha de calor" criado nas cidades. As tendências de todas as seções são então combinadas para se chegar a uma anomalia de temperatura global – o desvio apurado a partir de uma determinada temperatura média de referência.
O método de cálculo varia segundo os procedimentos de cada instituição de pesquisa. Por exemplo, no Met Office do Reino Unido, o globo é dividido em seções (por ex., quadriláteros de 5º latitude por 5º longitude) e é calculada uma média ponderada da temperatura mensal média das estações escolhidas em cada seção. As seções para as quais não existem dados são deixadas em branco, sem as estimar a partir das seções vizinhas, e não entram nos cálculos. A média obtida é então comparada com a referência para o período de 1961-1990, obtendo-se o valor da anomalia para cada mês. A partir desses valores é então calculada uma média pesada correspondente à anomalia anual média global para cada Hemisfério e, a partir destas, a anomalia global. Às vezes a acurácia e a confiabilidade dessas medições são contestadas, ou se diz que há poucos dados, mas segundo o Met Office, existem imprecisões, certamente, mas elas são pequenas. Mesmo utilizando-se de métodos diferentes, as várias instituições de pesquisa que calculam este dado regularmente encontram valores similares. Desde janeiro de 1979, os satélites da NASA passaram a medir a temperatura da troposfera inferior (de 1 000 m a 8 000 m de altitude) através da monitoração das emissões de microondas por parte das moléculas de oxigénio (O2) na atmosfera. O seu comprimento de onda está diretamente relacionado com a temperatura (estima-se uma precisão de medida da ordem dos 0,01 °C). Não são, portanto, diretamente comparáveis à temperatura de superfície, mas a tendência de aquecimento apresentado nas séries históricas de temperatura por satélite são bastante similares àquelas medidas por termômetros na superfície: enquanto os dados de superfície da National Oceanic and Atmospheric Administration (NOAA) mostram aquecimento de 0,154 °C por década, os dados da Universidade de Huntsville, Alabama, tomados a partir dos satélites da NASA, indicam 0,142 °C no mesmo período entre 1979 e 2012.

### Sensibilidade climática

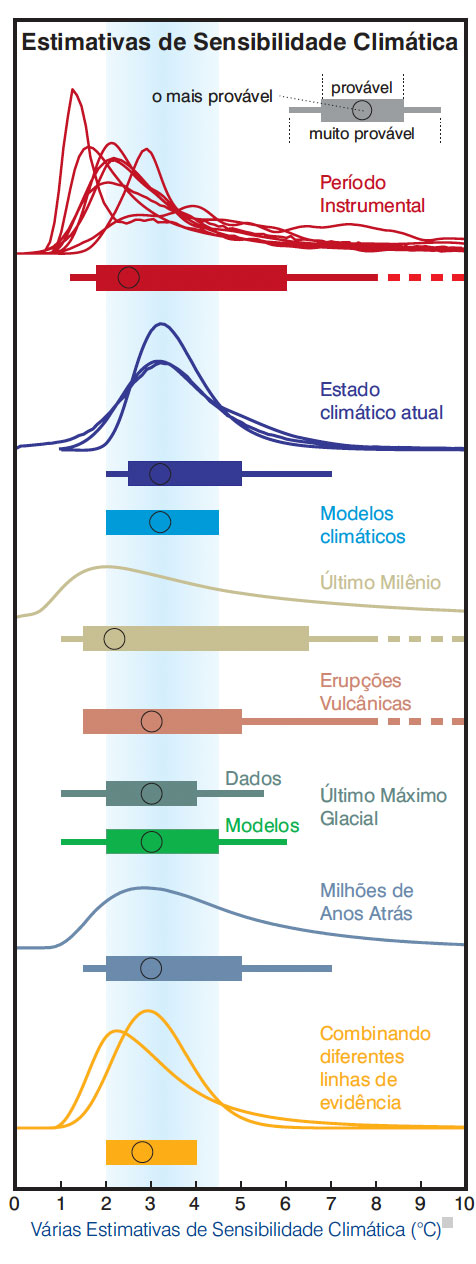
Várias estimativas de sensibilidade climática, a partir de diferentes abordagens. O círculo representa o valor mais provável de cada estimativa. A faixa representa a margem de incerteza abrangendo mais de 66% da probabilidade

Mudanças nas concentrações de gases estufa e aerossóis, na cobertura dos solos e outros fatores interferem no equilíbrio energético do clima e provocam mudanças climáticas. Essas interferências afetam as trocas energéticas entre o Sol, a atmosfera e a superfície da Terra. O quanto um dado fator tem a capacidade de afetar este equilíbrio é a medida da sua forçante radiativa. A sensibilidade climática, por sua vez, é como o sistema climático responde a uma certa forçante radiativa sustentada, e é definida praticamente como o quanto a temperatura média sobe em função da duplicação da quantidade de gás carbônico na atmosfera. Vários fatores podem alterar a resposta da natureza à forçante radiativa. Por exemplo, as emissões de gases e poeira em uma grande erupção vulcânica causam maior reflexão da luz solar de volta ao espaço, provocando resfriamento do sistema climático. Variações na concentração de vapor d'água também alteram o equilíbrio, ou a diminuição da calota polar ártica, assim como outros fatores.
O primeiro estudo desse tipo data de 1896, feito pelo sueco Svante Arrhenius. Daí em diante, inúmeros outros foram feitos, a partir de diversos conjuntos de dados e abordagens metodológicas, em países e épocas diferentes. Neles incluem-se tanto levantamentos empíricos, realizados a partir de dados paleoclimáticos ou medições instrumentais recentes, quanto cálculos teóricos baseados em simulações de computador – os modelos climáticos. O 5º Relatório do IPCC indica uma sensibilidade climática entre 1,5 e 4,5 °C, se a concentração de CO2 subir para o dobro dos níveis pré-industriais, isto é, de 280 ppm para 560 ppm. Uma elevação acima de 4 °C foi considerada improvável em quase todos os modelos do IPCC. Uma elevação maior que 6 °C não foi excluída mas é muito improvável, e valores abaixo de 1 °C são extremamente improváveis, dentro dos parâmetros de emissão mencionados. Vide nota Nenhum dos cenários matemáticos é otimista quanto à perspectiva de conseguirmos manter o aquecimento em torno de 2 °C — isso se as metas oficiais de emissão forem cumpridas —, e nenhum deu a esta possibilidade uma chance maior do que 50%. O pessimismo é justificado: Em 2011 a concentração do CO2 atmosférico ultrapassou as 410 ppm e continua em ascensão ininterrupta, com novos recordes sendo quebrados continuamente. Projeções conservadoras apontam para mais de 700 ppm até 2100, mas a evolução das emissões, mantidas como vêm se mostrando até aqui, sugere mais de 1 000 ppm até o final do século.
Nenhum dos efeitos produzidos pelas forçantes climáticas é instantâneo. Devido à inércia térmica dos oceanos terrestres e à lenta resposta dos outros efeitos indiretos, o sistema climático da Terra leva mais de três décadas para se estabilizar sob novos parâmetros. Ou seja, o aquecimento experimentado atualmente é o resultado do acúmulo de gases emitidos até a década de 1970-80. Estudos de comprometimento climático indicam que, por esse motivo, ainda que os gases estufa se estabilizassem nos níveis do ano 2000, um aquecimento adicional de aproximadamente 0,5 °C ainda ocorreria devido a um efeito cumulativo retardado. Este aquecimento adicional é inevitável. Se considerados feedbacks lentos como a mudança da vegetação ou mantos de gelo, o sistema climático pode lever milênios aquecendo-se lentamente até se estabilizar. Quaisquer que sejam os níveis atingidos em 2100 na concentração de gás carbônico, seus efeitos perdurarão por muitos séculos, pois o gás permanece na atmosfera por muito tempo.

### Modelos climáticos
Um modelo climático é uma representação matemática de cinco componentes do sistema climático: atmosfera, hidrosfera (águas), criosfera (ambientes gelados), superfície continental e biosfera (seres vivos). Estes modelos se baseiam em princípios físicos que incluem dinâmica de fluidos, termodinâmica e transporte radiativo. Podem incluir componentes que representam os padrões de ventos, temperatura do ar, densidade e comportamento de nuvens, e outras propriedades atmosféricas; temperatura oceânica, salinidade e circulação marinha; cobertura de gelo continental e oceânica; transferência de calor e umidade do solo e vegetação para a atmosfera; processos químicos e biológicos, entre outros. Porém, o comportamento natural destes elementos não foi suficiente para explicar as mudanças climáticas recentes. Apenas quando os modelos incluem influências humanas, como o aumento da concentração de gases estufa ou a mudança no uso da terra, é que eles conseguem reproduzir adequadamente o aquecimento recente. É significativo que nenhum dos modelos que excluem os fatores humanos pôde reproduzir os registros objetivos com fidelidade.
Para provar sua confiabilidade os modelos que estabelecem previsões futuras precisam reproduzir as observações reais registradas historicamente. Os modelos mais usados são globais, notoriamente imprecisos no que diz respeito a detalhamentos localizados, e certamente têm limitações e margens de erro, mas eles reproduzem com grande aproximação as mudanças do clima em escala global observadas no passado e atestadas por registros de vários tipos. Se a checagem com as séries históricas se confirma, pode-se usar o mesmo modelo de maneira reversa para prever o futuro com bom grau de confiabilidade. Mas, pelas suas limitações, os modelos não podem chegar ao nível do detalhe regional microscópico, e também porque não se pode saber antecipadamente como a sociedade responderá no futuro próximo ao desafio de continuar florescendo sem destruir o meio ambiente. Essa resposta, ainda incerta, introduzirá novos fatores na equação, podendo mudar os cenários de longo prazo radicalmente para melhor ou para pior. De qualquer modo, para minimizar as incertezas, os modelos vêm sendo constantemente aperfeiçoados.
Apesar dos pesquisadores procurarem incluir tantos processos quanto possível, simplificações do sistema climático real são inevitáveis, uma vez que há limitações quanto à capacidade de processamento e disponibilidade de dados. Os resultados podem variar também devido a diferentes projeções de emissões de gases, bem como à sensibilidade climática do modelo. Por exemplo, a margem de erro nas projeções do Quarto Relatório do IPCC de 2007 deve-se ao uso de diversos modelos com diferentes sensibilidades à concentração de gases estufa, ao uso de diferentes estimativas das emissões humanas futuras de gases estufa, e a outras emissões provindas de feedbacks climáticos que não foram incluídas nos modelos constantes no relatório do IPCC, como a liberação de metano quando derrete o permafrost.
Os modelos não tomam o aquecimento como premissa, mas calculam, segundo as leis da física conhecidas, como os gases estufa vão interagir quanto ao transporte radiativo e outros processos físicos. Apesar de haver divergências quanto à atribuição de causas do aquecimento ocorrido na primeira metade do século XX, eles convergem no tocante ao aquecimento a partir da década de 70 ter sido causado por emissões humanas de gases estufa. De fato, as principais projeções do IPCC, quando comparadas às observações subsequentes, mostram-se precisas. Em alguns casos, como o aumento do nível do mar e a retração da calota polar Ártica, estas projeções mostraram-se conservadoras demais, com os eventos observados ocorrendo em ritmo bem mais rápido que o previsto.

### As primeiras projeções e as observações subsequentes
A expressão "aquecimento global" não era conhecida até a década de 1970; ela só foi cunhada em 1975, num artigo do geoquímico Wallace Broecker publicado na revista Science. Nesta altura ainda não havia sido despertada a atenção geral para o fenômeno que a expressão descreve, e embora os cientistas há bastante tempo já soubessem que o homem poderia teoricamente afetar as condições climáticas do planeta, e que certos gases como o dióxido de carbono deviam estar envolvidos num efeito estufa, não se podia discernir exatamente como as mudanças aconteceriam. Joseph Fourier, trabalhando na década de 1820, foi o primeiro a assinalar que os gases da atmosfera poderiam reter calor do Sol. John Tyndall, em experimentos realizados na década de 1850, tentou comprovar a hipótese de Fourier, descobrindo exatamente o que este havia previsto, e identificando o vapor d'água e o CO2 como alguns dos gases envolvidos no processo de retenção de calor. Svante Arrhenius, com a ajuda de Arvid Högbom, produziram entre o fim do século XIX e o início do século XX novos avanços no conhecimento, identificando o CO2 como um elemento-chave na variação da temperatura da Terra, prevendo que os oceanos absorveriam parte do gás atmosférico e associando a elevação em seus níveis à atividade industrial, mas eles acreditaram que o homem não seria capaz de provocar uma mudança significativa na temperatura através da emissão de gases senão ao longo de séculos ou milênios de atividade.
Os cálculos de Arrhenius foram em geral considerados pouco plausíveis e exerceram uma impressão desprezível na comunidade científica, e a questão estagnou. Guy Stewart Callendar, baseando-se nas pesquisas anteriores, deixou outra contribuição fundamental em 1938. Analisando registros históricos mundiais, foi o primeiro a demonstrar a partir de evidências concretas que o que vinha sendo previsto teoricamente já estava acontecendo na prática. Identificou e mediu a atual tendência de elevação nas temperaturas, descobrindo que o mundo havia esquentado aproximadamente 0,3 °C nos 50 anos anteriores, e confirmou a associação dessa elevação com as emissões de carbono derivadas das atividades humanas. Suas conclusões chamaram alguma atenção mas foram recebidas com bastante ceticismo e seu estudo caiu na obscuridade, em parte porque este campo de pesquisas recém começava a ser desbravado e havia muita incerteza, mas também porque Callendar era apenas um climatologista amador. Seus gráficos, porém, se aproximam notavelmente das análises mais recentes. Em meados do século XX, com um acelerado progresso nas pesquisas em vários campos relacionados, muitos especialistas já chegavam a resultados semelhantes. Roger Revelle, por exemplo, escreveu em 1965: "Em torno do ano 2000 a elevação nos níveis atmosféricos de CO2 pode ser suficiente para produzir mudanças mensuráveis e talvez marcantes no clima, que quase certamente causarão mudanças significativas na temperatura e em outras propriedades da estratosfera", previsão que, na data apontada, havia se confirmado.

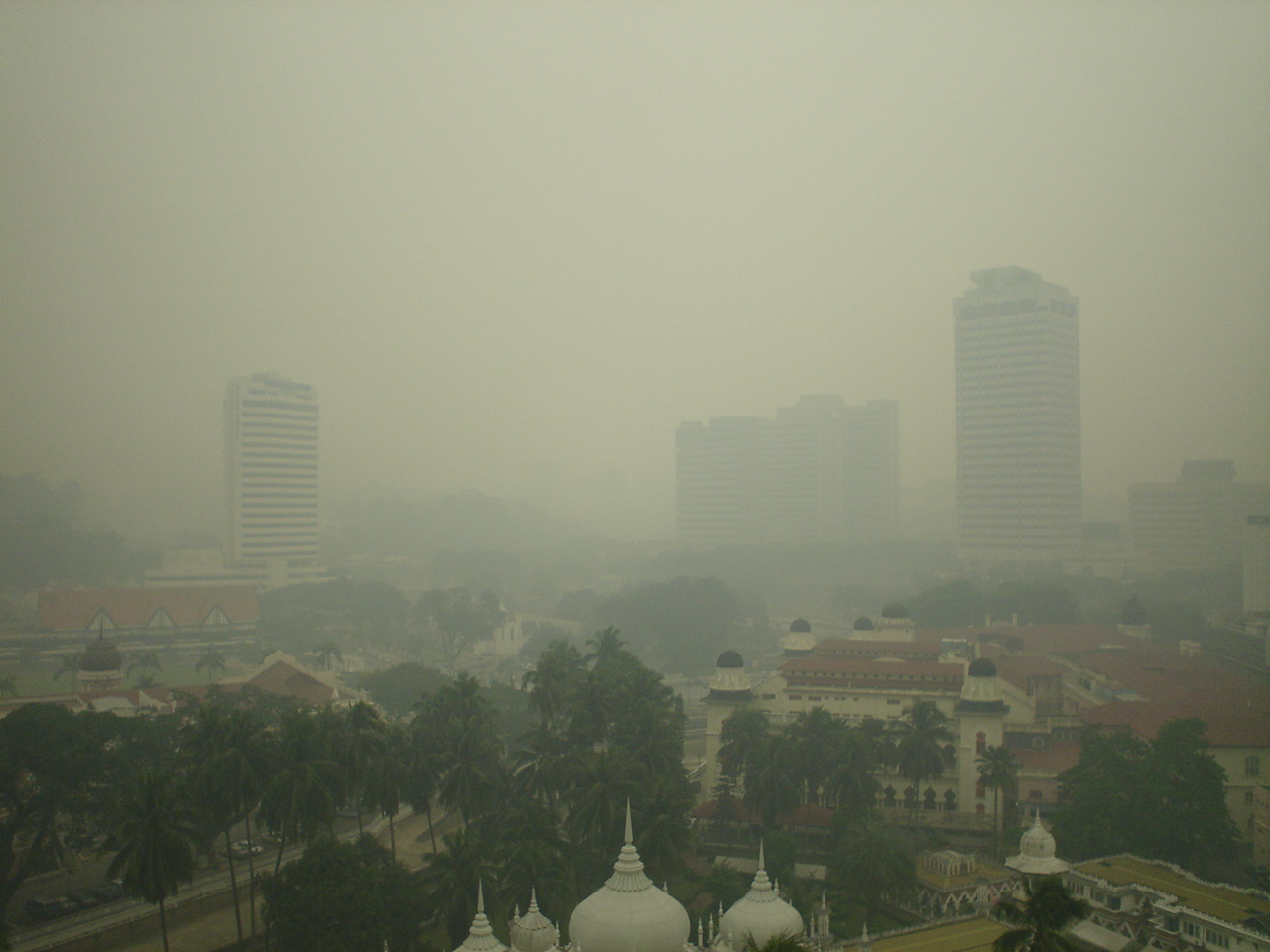
Nuvem de poluição sobre Kuala Lumpur. Além de causarem a maior parte do aquecimento global, as emissões gasosas derivadas da combustão de combustíveis fósseis, usados por exemplo em automóveis, indústrias e usinas termoelétricas, são uma das maiores causas da poluição atmosférica

Nos anos 1970 o tema já estava sendo estudado em larga escala, multiplicando-se a bibliografia especializada, mas os cientistas do clima e os ambientalistas ainda não haviam ganhado força política para colocar suas conclusões nas mesas de negociação dos governos. Um dos trabalhos mais importantes desta década foi o Relatório Charney, publicado em 1979 pela National Academy of Science dos Estados Unidos, que enfocou claramente o problema e declarou que "se o dióxido de carbono continuar a se elevar, não há razão para duvidar que resultarão mudanças climáticas, e não há razão para acreditar que elas serão desprezíveis". Nos anos 80, foram feitos outros estudos dos impactos das emissões humanas de gases estufa em projeções futuras de temperatura. Dois destes trabalhos foram realizados em 1981 e 1988 por James Hansen, da NASA, um dos principais climatologistas do mundo, junto com uma equipe de colaboradores, prevendo um aquecimento claramente observável na década de 1990 e efeitos prolongados pelo século XXI adentro, incluindo a formação de áreas sujeitas à seca, derretimento do gelo polar, elevação do nível do mar e altos impactos sociais. Além das limitações da época quanto aos dados e capacidade computacional disponíveis, havia incertezas quanto à própria sensibilidade climática, bem como à evolução das emissões humanas de gases estufa. Mesmo assim, ambos os trabalhos, quando comparados às observações subsequentes, mostram bastante precisão.
A Conferência de Toronto, realizada em 1986, foi a primeira a colocar o clima na pauta de debates, contando com a participação de um grupo de trabalho sobre os gases estufa, mas o grupo não tinha caráter oficial e não podia impor recomendações e práticas. Em 1988 Hansen apresentou seus resultados para o Congresso dos Estados Unidos, marcando uma das primeiras tentativas bem sucedidas da comunidade científica de alertar o poder público da necessidade de ação para limitar emissões de gases estufa. Sua representação recebeu larga divulgação na imprensa e o tema se tornou imediatamente popular, mas até a data havia grande cautela entre os cientistas na associação da elevação da temperatura com as atividades humanas. Desde então as pesquisas se multiplicaram, e a referida associação ganhou crescente grau de certeza com a compilação de numerosas evidências adicionais, embora ao mesmo tempo se levantasse grande polêmica sobre a confiabilidade dos achados e das previsões.
A partir de 1990 o Painel Intergovernamental sobre Mudanças Climáticas (IPCC), organizado sob a chancela da Organização Meteorológica Mundial (OMM) e do Programa das Nações Unidas para o Meio Ambiente (PNUMA), e coordenando uma equipe científica vasta composta de vários milhares dos melhores especialistas de todo o mundo, passou a publicar seus relatórios. O IPCC não produz pesquisa original, mas sintetiza o estado da arte neste tema. O relatório de 1990 já declarou que os gases estufa emitidos pelo homem já tinham alterado perceptivelmente a temperatura global, e previu que essas emissões, entre outras consequências, "vão amplificar o efeito estufa, resultando em média num aumento adicional na temperatura da superfície terrestre. O principal gás estufa, o vapor d'água, vai aumentar em resposta ao aquecimento global e fazer com que este também aumente". Em 2007 veio à luz o Quarto Relatório, confirmando, com muito elevado grau de confiança, que o homem é responsável pelo aquecimento presente, e detalhando com profundidade as evidências disponíveis e as condições atuais nos vários ecossistemas e na vida humana, bem como os impactos potenciais futuros sob diferentes cenários de emissão, sugerindo adicionalmente formas de combate às origens e efeitos do problema.
Em 2015 foi concluída a publicação do Quinto Relatório do IPCC, apresentando a mais ampla e atualizada síntese do conhecimento científico sobre o aquecimento global até a data, atualizando a situação e fazendo previsões com modelos mais sofisticados e dados observacionais novos. A bibliografia especializada mais que dobrou desde o último relatório, dando muito maior segurança sobre as conclusões da síntese do IPCC, e trazendo análises novas sobre dados antes não computados, que ampliaram consideravelmente o entendimento do fenômeno. Em essência, os resultados do novo documento aumentaram o nível de certeza sobre a origem humana do problema, confirmaram as tendências climáticas assinaladas nos relatórios anteriores e a gravidade das perspectivas futuras, e alertaram que os riscos da inação se tornam a cada dia maiores. No prefácio da publicação, o secretário-geral da OMM e o diretor-executivo do PNUMA fizeram uma declaração conjunta, dizendo:
"O relatório confirma que o aquecimento do sistema climático é inequívoco, e muitas das mudanças observadas não têm precedentes no intervalo entre as últimas décadas e milênios atrás: o aquecimento da atmosfera e do oceano, a redução da neve e do gelo, a elevação do nível do mar e a crescente concentração de gases estufa. Cada uma das últimas três décadas foi mais quente que qualquer outra década desde 1850. [...] A mudança climática é um desafio de longa duração, que requer ação urgente devido à velocidade e escala com que os gases estufa estão se acumulando na atmosfera, e devido aos riscos envolvidos em uma elevação de temperatura superior a 2 ºC. Hoje precisamos estar focados no essencial e na ação, senão os riscos se tornarão maiores a cada ano".
Em 2018 o IPCC publicou um relatório especial, Aquecimento global de 1,5 ºC, que analisa os impactos de um aquecimento de 1,5 °C, meta definida internacionalmente no Acordo de Paris de 2015. No documento são enfatizadas as vantagens de se conter o aquecimento neste nível e não no nível de 2 °C, que vigorou antes, e a necessidade de mudanças rápidas e profundas no sistema de produção e consumo para que a meta seja alcançada. Em 2021 o IPCC publicou seu Sexto Relatório, reforçando as conclusões anteriores e trazendo dados novos sobre vários aspectos, com um melhor entendimento das relações entre as emissões e seus efeitos; uma melhor qualidade e segurança nas previsões de aquecimento futuro; refinamento nos modelos climáticos usados para análise; estreitamente da margem de sensibilidade climática de 1,5–4,5 °C para 2,5-4 °C; avanços na compreensão dos impactos regionais; atualização das medições do aumento de temperatura na série histórica; e pela primeira vez foram feitas avaliações das possibilidades de pontos de ruptura no clima global levando a mudanças catastróficas no sistema do clima.

## Consequências

### Clima

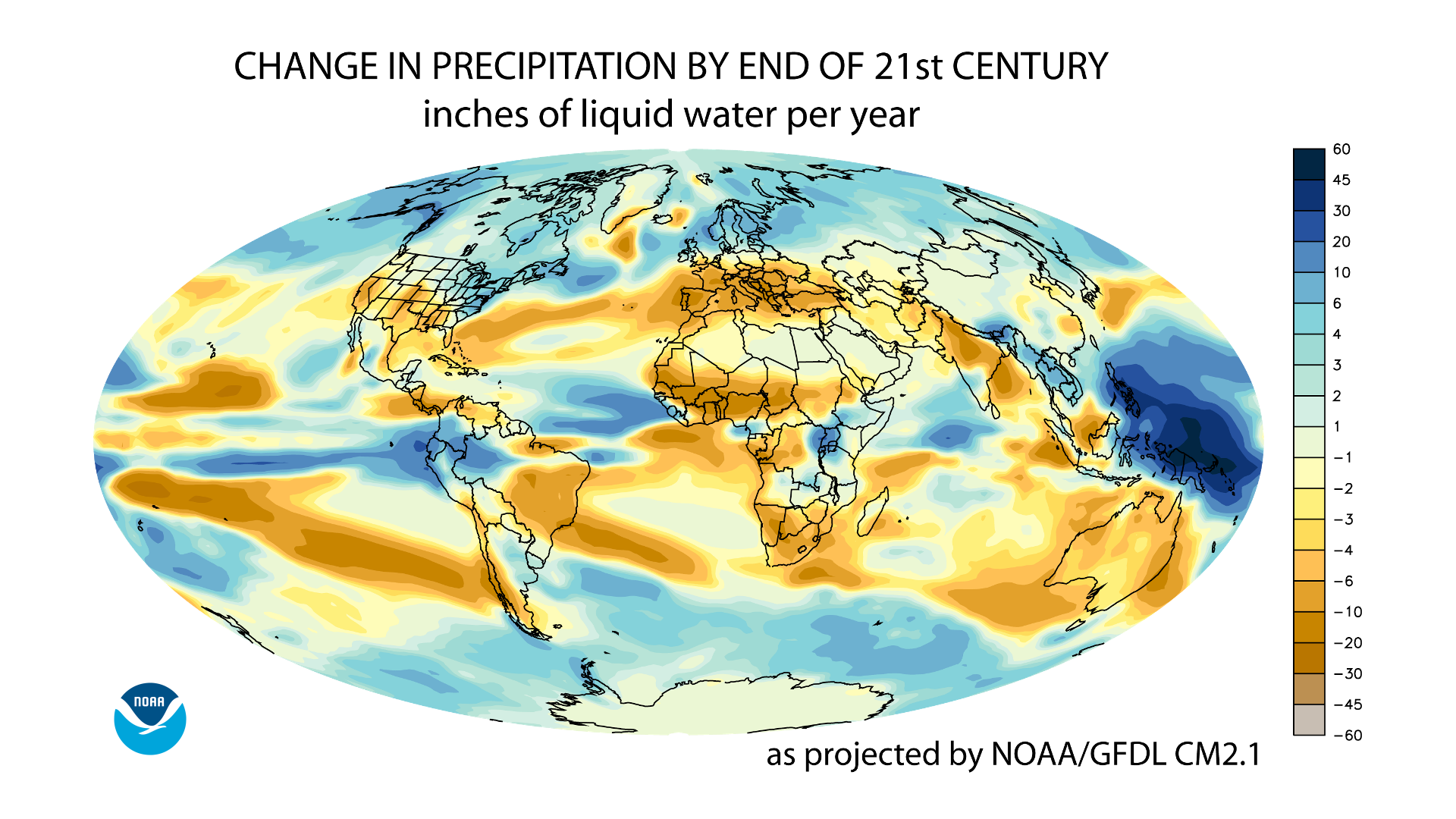
Projeção das mudanças no regime anual de chuvas até o fim do século XXI. As zonas mais azuis devem receber mais chuvas, e as mais alaranjadas devem experimentar a maior redução. O mapa mostra que praticamente toda a área de produção agropecuária do Brasil, e grandes biomas úmidos que dependem vitalmente de água e chuva abundantes, como o Pantanal e a Mata Atlântica, estão sob ameaça de tornarem significativamente mais secos. Outros que naturalmente têm menos precipitação, como o Cerrado e a Caatinga, também devem ter seu equilíbrio afetado negativamente. A Caatinga, que é naturalmente a região mais seca do Brasil, poderá receber até 50% menos de chuvas nas projeções mais pessimistas (6 °C de aquecimento). O Pampa, por outro lado, poderá ter sua precipitação aumentada em até 40%. Em ambos os casos, as mudanças que isso provocará no equilíbrio dos biomas provavelmente serão significativas. Vários estudos preveem a savanização de grandes áreas da Floresta Amazônica e a desertificação de outros ecossistemas brasileiros, com extensa perda de biodiversidade e impacto socioeconômico. Portugal todo deve ficar sob influência semelhante

O aquecimento da atmosfera aumenta sua capacidade de reter vapor d'água, bem como aumenta a evaporação das águas superficiais (oceanos, lagos e rios). Isso tem dois efeitos importantes: em primeiro lugar, aumenta a quantidade de água disponível na atmosfera, e em certas regiões, quando essa água em vapor se converte em chuva, tende a chover com mais intensidade porque há mais água a descarregar. Prevê-se que essa precipitação aumentada tenha uma distribuição irregular nas diferentes regiões do mundo, enquanto outras zonas devem experimentar uma redução nas chuvas. Esta irregularidade é resultado da combinação de vários outros fatores influenciados pelo aquecimento, como a mudança no regime de ventos, nas correntes oceânicas e na linha de monções. Uma série de eventos extremos recentes associados ao ciclo das águas, como chuvas torrenciais, secas recorde e ciclones tropicais devastadores com pesada precipitação, vem sendo relacionada ao progressivo aquecimento global. O segundo efeito deriva do fato de que o vapor d'água é um gás estufa por si mesmo, e de todos o mais importante, porque existe em grande quantidade na nossa atmosfera naturalmente. Com o aumento do calor, o aquecimento global se intensifica por um ciclo de auto-reforço: aumenta a evaporação, mais vapor d'água vai para a atmosfera e o efeito estufa se acentua; então o calor aumenta ainda mais, aumenta a evaporação e assim sucessivamente.
Em função do desequilíbrio hídrico, em algumas regiões subtropicais está prevista tendência à desertificação, perdendo-se áreas férteis necessárias às lavouras e diminuindo a superfície coberta por florestas, de onde o homem obtém madeira e vários outros produtos naturais valiosos, e que são responsáveis por boa parte da produção de oxigênio e da redução dos níveis de gás carbônico. Com a diminuição da capacidade da natureza de reciclar o gás carbônico, o efeito estufa se realimenta. Ao mesmo tempo a redução nas florestas provoca regionalmente o declínio dos mananciais de água e das chuvas, criando outro ciclo de auto-reforço para aumento dos danos ambientais. Espera-se que as alterações nas temperaturas, no ciclo da água e no clima em geral afetem negativamente de múltiplas maneiras a biodiversidade, a agricultura, a pecuária, a silvicultura e a produção de alimentos.

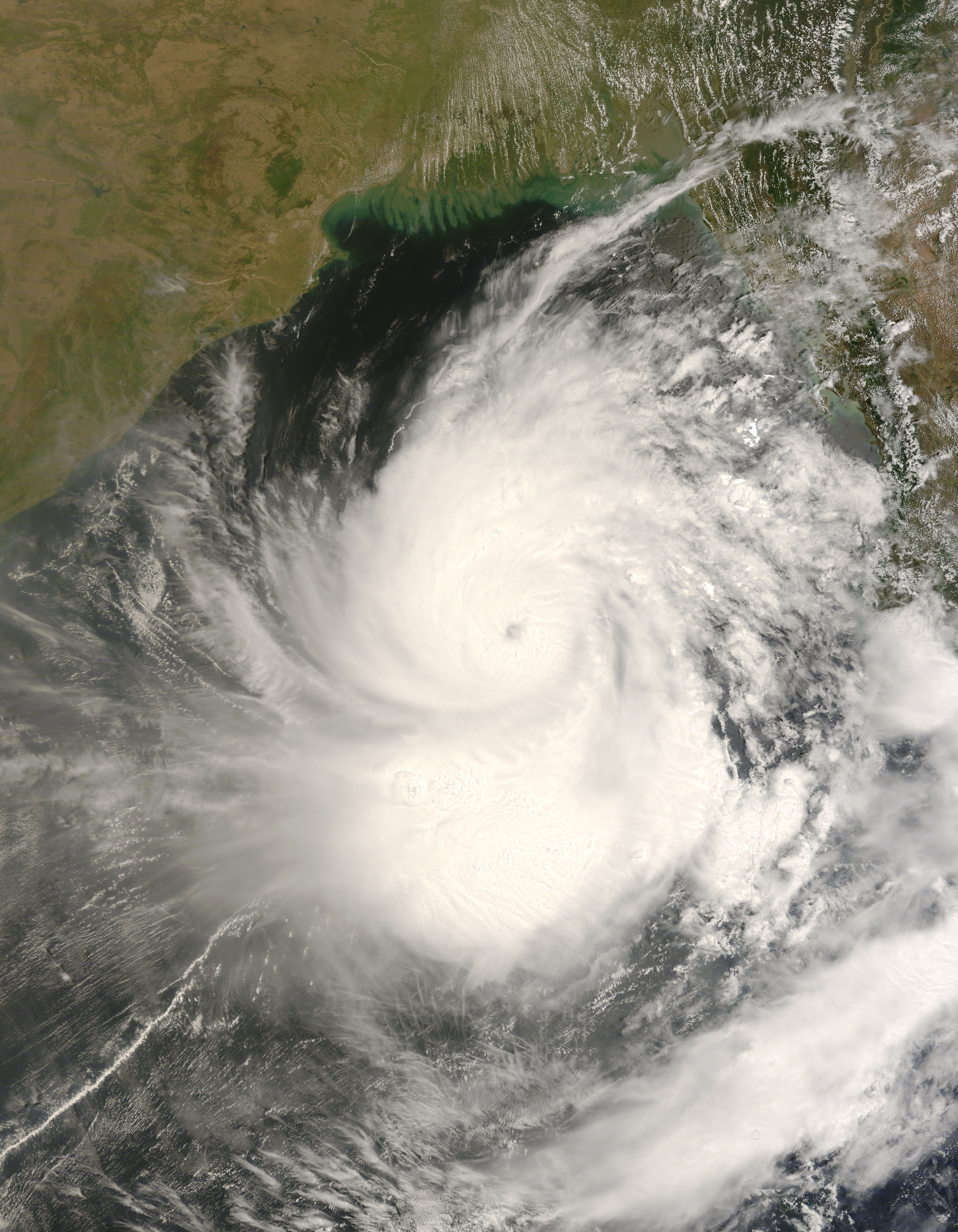
O ciclone Nargis. O aumento da ocorrência ou intensidade de fenômenos de clima extremo como esses é uma consequência provável do aquecimento global

Também estão previstas mudanças no padrão dos ventos e o aumento na frequência e intensidade das tempestades severas e das ondas de calor extremo. Mesmo os eventos climáticos normais devem sofrer alguma intensificação, pois todo o sistema do clima está mais quente e úmido. Desde a década de 1950 a maior parte do mundo tem experimentado ondas de calor mais frequentes e intensas, e as ondas de frio também podem se agravar sob certas condições. A intensidade dos furacões ou ciclones tropicais depende numa relação estreita da quantidade de umidade na atmosfera e do nível de calor na atmosfera e na água do mar sobre a qual se formam. Os ciclones tropicais são a catástrofe natural que mais causa prejuízos materiais nos países desenvolvidos, e nos países em desenvolvimento são uma das maiores causas de fatalidades e ferimentos decorrentes de catástrofes naturais. É um exemplo o ciclone Nargis, que afligiu a Birmânia em 2008. Pelo menos 85 mil pessoas morreram, um ano depois cerca 54 mil ainda eram dadas como desaparecidas (o número exato é controverso e pode ser muito maior; as Nações Unidas estimaram em mais de 300 mil entre mortos e desaparecidos), 1,5 milhão foram evacuadas, e um total de 3,2 milhões foram afetadas de diversas maneiras em torno do delta do rio Irauádi, a região mais atingida, e onde se localiza Yangon, a principal cidade do país. Cerca de 700 mil moradias foram destruídas, 3/4 das criações de animais pereceram, metade da frota pesqueira afundou, um milhão de acres de terras cultivadas foram salgadas por uma maré de tempestade de 3,5 metros que acompanhou o ciclone, os mananciais de água doce foram salgados e contaminados, e os sobreviventes sofreram com epidemias de febre tifoide, cólera, disenteria e outras doenças, além de fome, sede e falta de assistência médica e abrigo. A recuperação das nações pobres atingidas por desastres tão graves às vezes leva anos, só para em pouco tempo serem sujeitas a novos desastres, muitas delas estando localizadas em áreas naturalmente propensas a eles, como no sudeste asiático e no Caribe. Com o crescimento constante da população do mundo e sua progressiva concentração nas cidades, que frequentemente não conseguem se adaptar a tempo para acompanhar o inchaço populacional e se tornam por isso particularmente vulneráveis, os impactos tendem a ser maiores pela maior exposição da população somada à maior intensidade dos fenômenos destrutivos.
Mais umidade (vapor de água) no ar pode também significar uma presença de mais nuvens na atmosfera, o que, na média, poderia causar um efeito de arrefecimento. As nuvens têm um papel importante no equilíbrio energético porque controlam a energia que entra e a que sai do sistema. Podem arrefecer a Terra ao refletirem a luz solar para o espaço, e podem aquecê-la por absorção da radiação infravermelha radiada pela superfície, de um modo análogo ao dos gases estufa. Variações regionais são esperadas e o efeito dominante depende de muitos fatores, entre eles a altitude e do tamanho das nuvens e das suas gotículas. Pesquisas recentes mostram que as nuvens interagem também com muitas outras alterações físicas e biológicas que ocorrem na Terra, como por exemplo o aumento nos níveis de aerossóis antrópicos, o aumento na umidade troposférica e as imprevisíveis emissões por vulcanismo, e teoriza-se que possam sofrer influências tão distantes quanto dos raios cósmicos, que poderiam ser capazes de afetar a formação dos núcleos primários de condensação das gotículas da chuva. Efeitos combinados de mudanças no tipo ou quantidade de nuvens, maior umidade e temperatura também devem afetar a produção de precursores biológicos do ozônio atmosférico, mas todo o papel das nuvens em relação ao aquecimento ainda é incerto e pouco compreendido.

### Ecossistemas e biodiversidade

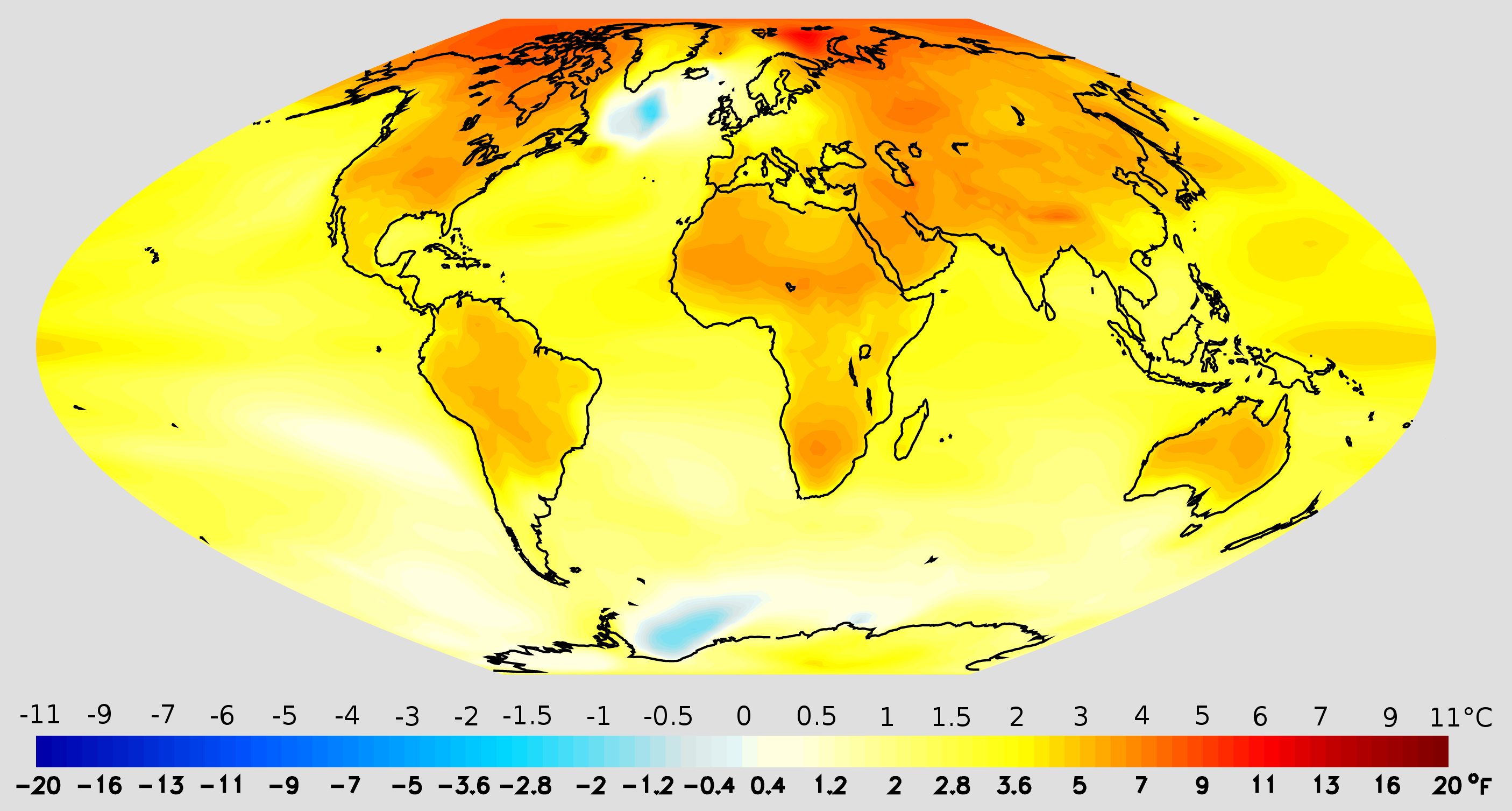
Projeção do aquecimento global até meados do século XXI

O aumento da temperatura global, junto com seus efeitos secundários (diminuição da cobertura de gelo, subida do nível do mar, mudanças dos padrões climáticos, etc.), provocam importantes alterações nas condições que mantém estáveis os ecossistemas, influindo negativamente, por extensão, nas atividades humanas. Uma consequência abrangente do aquecimento é a "contração latitudinal", na qual as zonas climáticas tendem a se deslocar em direção aos polos e às altitudes mais elevadas. Este fenômeno já tem sido observado há algumas décadas, e tem impacto grave na estabilidade dos ecossistemas.
A mudança nas zonas climáticas provoca em todas as regiões um desarranjo no ciclo das estações. No Hemisfério Norte a primavera tem chegado de seis a dez dias mais cedo do que o fazia na década de 1950. Os eventos associados à chegada são, por exemplo, a data da última geada de inverno e o aparecimento dos primeiros brotos novos nas plantas depois do período de perda das folhas. Da mesma forma, os eventos associados à chegada do outono têm sofrido atraso de cerca de seis dias. O degelo antecipado das neves tem causado inundações, e o maior calor tem ressecado mais os solos, de modo que no fim do verão os estoques de água se tornam mais escassos e têm ocorrido mais incêndios florestais. Nas regiões de tundra os rios têm degelado mais cedo e alguns já não congelam completamente, e a área coberta por neve reduziu significativamente nas últimas décadas.
Essas mudanças têm gerado efeitos variados sobre a biodiversidade. A disponibilidade de alimento e os ciclos de reprodução e crescimento dos animais e plantas estão intimamente ligados às estações e aos parâmetros do clima. As aves, por exemplo, podem se ajustar com alguma facilidade às mudanças nas estações voando para regiões onde as condições são adequadas para a época de nascimento dos filhotes, mas nos novos locais a oferta de alimento não é a mesma que em suas regiões originais, e o período de sua maior abundância nem sempre coincide com o período de alimentação das ninhadas. O degelo antecipado dos rios interfere de maneira semelhante nos ciclos reprodutivos de espécies aquáticas e no das que dependem delas para sua própria alimentação, como aves e mamíferos.
Todas as espécies devem ser prejudicadas em alguma medida, mas as espécies das zonas tropicais e equatoriais são especialmente vulneráveis porque de modo geral têm baixa tolerância a mudanças duradouras nos padrões de temperatura e, por conseguinte, baixa capacidade adaptativa, habituadas a viver em zonas cujo clima normalmente pouco varia ao longo do ano. Também são sensíveis espécies que já estão ameaçadas ou são raras, as migratórias, as polares, montanhosas e insulares, as geneticamente empobrecidas e as muito especializadas.
Algumas espécies podem ser obrigadas a migrar até mil quilômetros ou mais em questão de décadas a fim de encontrar zonas em que o clima seja semelhante ao da sua região original. Poucas espécies terrestres não-voadoras terão capacidade de mobilização tão ampla em tão exíguo intervalo de tempo, especialmente as plantas, cujos indivíduos são imóveis e cujas espécies só migram através da dispersão de sementes. A capacidade de mobilização das plantas é consideravelmente inferior à atual velocidade das mudanças ambientais, e os problemas aumentam porque elas são a base das cadeias alimentares e oferecem locais de descanso, nidificação e abrigo para inúmeras outras espécies. Mesmo que as espécies possuam uma capacidade intrínseca de migração rápida, em grande parte dos casos ela não ocorrerá porque os ecossistemas mundiais foram largamente fragmentados e muitos corredores ecológicos até as zonas mais favoráveis desapareceram pela própria mudança no clima ou pelo desmatamento, urbanização e outras intervenções humanas, condenando irremediavelmente as espécies que ficaram ilhadas ao declínio ou eventual extinção. Quando chegam a ocorrer, as migrações tornam as espécies migrantes invasoras de ecossistemas diferentes, entrando em competição com as espécies nativas, podendo levar estas últimas a um declínio populacional ou extinção, mas nem sempre as invasoras se adaptam bem aos novos ambientes e podem da mesma maneira desaparecer. Uma vasta redistribuição geográfica da biodiversidade está ora em andamento por força do aquecimento global.

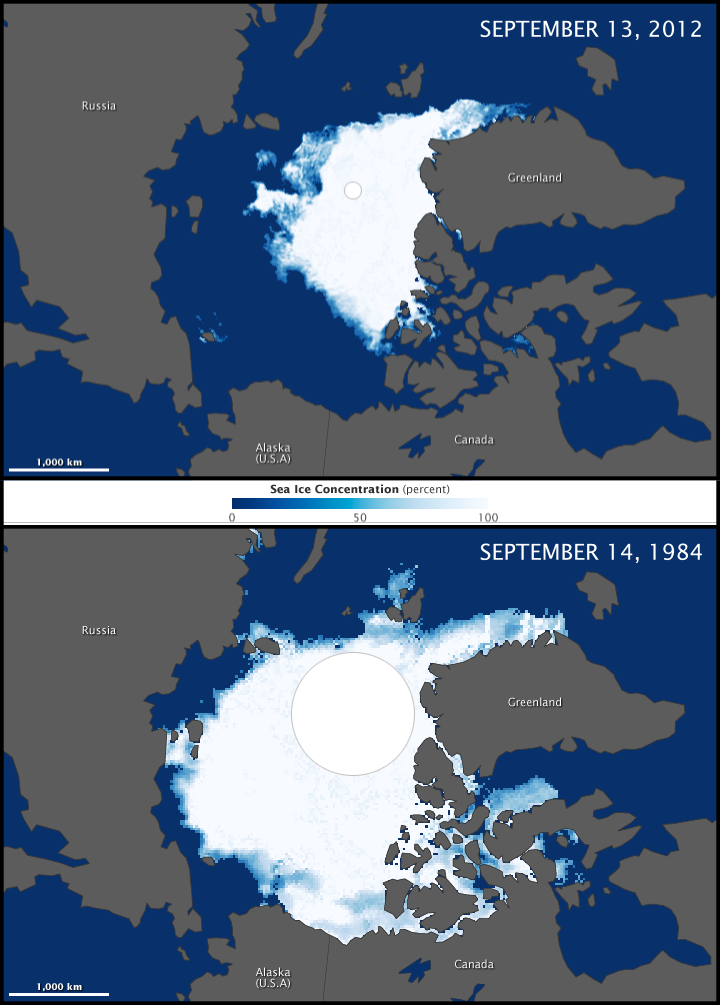
Declínio na quantidade de gelo flutuante no oceano Ártico entre 2012 e 1984

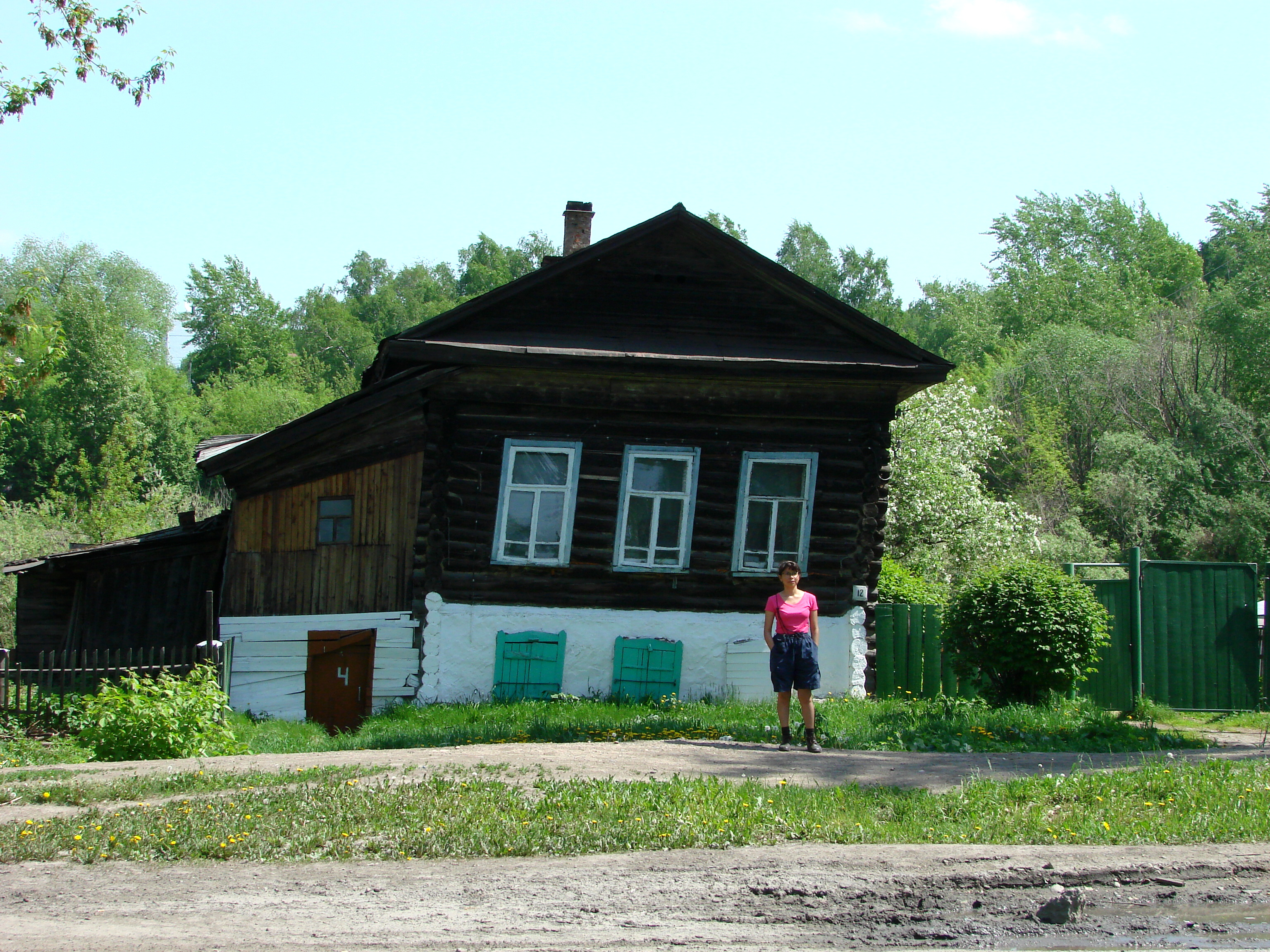
O degelo do permafrost abalou as fundações desta casa na Sibéria

Na região do Ártico, a que está aquecendo mais rápido, com os últimos anos batendo recordes de temperatura, já foi observada uma migração de espécies exóticas arbóreas e arbustivas perenes para uma faixa de 4ª a 7º de latitude em direção ao norte nos últimos 30 anos, equivalendo a 9 milhões de km², invadindo sistemas de tundra e redefinindo as características e a biodiversidade de toda essa região. Dos 26 milhões de km² de área vegetada do Ártico, de 32% a 39% já sofreram um aumento nos índices de crescimento de vegetais no mesmo período. Prevê-se que uma faixa adicional de 20º possa ser invadida até o fim do século por causa do aquecimento global, se a tendência continuar.
O maior calor no Ártico também tem aumentado o número e a gravidade dos incêndios na tundra e nas florestas boreais, que lançam grandes quantidades de gases estufa na atmosfera, destroem ecossistemas e derretem o permafrost, o solo permanentemente congelado que existe em vastas áreas do Hemisfério Norte (e também, em menor extensão, no Sul). Entre as décadas de 1950 e 1990 a espessura do gelo flutuante do oceano Ártico diminuiu em média de 1 a 3 metros, desde a década de 1970 a dimensão da sua área (km²) no período de verão diminui em média de 3 a 4% por década, e desde 2002, com a exceção de quatro anos, em todos os anos a redução anual na área têm batido o recorde do ano anterior. Muitas espécies dependem deste gelo flutuante para sua sobrevivência, como as morsas, as focas e os ursos-polares. O derretimento da camada superficial do gelo continental da Groelândia no verão também se acelera.
Outro efeito preocupante nas regiões frias é o derretimento do permafrost. Cerca de 24% do solo exposto do Hemisfério Norte é de permafrost, que pode chegar a uma profundidade de até 700 m. Este solo preserva grandes quantidades de carbono fixado na matéria orgânica, principalmente nas formas de gás carbônico e metano, até agora congelados e inertes. Calcula-se que haja de 1 400 a 1 850 gigatoneladas de carbono estocadas no permafrost global, concentradas, ao que parece, especialmente em seus 3 metros superficiais, exatamente onde fica mais exposto às variações do clima. A liberação de todo esse gás congelado para a atmosfera amplificaria o efeito estufa de maneira dramática, adicionando cerca de duas vezes mais carbono do que o encontrado na atmosfera atualmente, que está em torno de 850 gigatoneladas. Em várias regiões já está sendo observado um rápido derretimento, que vem acelerando nos últimos anos. Outros efeitos do derretimento são estruturais. Este solo congelado é frágil, é facilmente degradado pela erosão e pela intervenção humana, está sempre em movimento naturalmente, seja pela expansão do gelo subterrâneo no inverno, seja pelos derretimentos superficiais no verão, quando fica encharcado e fluido, e sua conservação está ligada a muitas variáveis. De firmeza sempre um tanto precária, o derretimento mais acelerado dos solos permafrost pode ter um impacto importante nas regiões onde há estruturas humanas construídas sobre ele, como oleodutos, estradas, represas, linhas de transmissão energética e cidades, como evidenciam diversos exemplos de desabamentos já ocorridos. Entre os impactos ecossistêmicos previstos do derretimento do permafrost estão a redistribuição e declínio de espécies, intensificação de incêndios florestais, alterações nos sistemas hidrológicos, assoreamento e secura de rios e lagos e erosão de suas margens.
Esses efeitos se combinam e reforçam mutuamente, e têm um grande impacto no atual ritmo de extinções; de fato, o aquecimento está entre as principais causas do declínio recente da biodiversidade, e vem ganhando crescente importância relativa no total. O progressivo declínio faz com que as cadeias alimentares se rompam, o ciclo dos componentes inorgânicos se perturbe, e o processo entrópico se auto-reforce. Além de certo ponto, os ecossistemas tendem a entrar em colapso irreversível.
Algumas pesquisas servem de exemplo das vastas implicações do problema. Um estudo prevê que 18% a 35% de 1 103 espécies de plantas e animais observadas serão extintas até 2050, baseado nas projeções do clima no futuro. Outro estudo indica que 34% dos animais e 57% das plantas do mundo devem perder cerca de metade de seus habitats até 2080 em virtude do aquecimento. De acordo com o IPCC um aquecimento de 2 °C exterminará mais de 99% dos corais de todo o mundo. Os corais formam os mais ricos ecossistemas marinhos e são a base de sustentação de um grande número de espécies. Uma revisão da bibliografia publicada em 2019 indicou que cerca de 40% das espécies de insetos estão sofrendo um declínio dramático e podem estar extintas em poucas décadas, sendo o aquecimento uma das causas, de especial relevo nas regiões tropicais. Os insetos estão na base de muitos ciclos naturais e cadeias alimentares e são os principais polinizadores das plantas com flores e das culturas agrícolas, e seu desaparecimento em tal escala teria consequências catastróficas para a biodiversidade e para a sociedade.
Já se tornou um consenso que o aquecimento provocará um grave empobrecimento da biodiversidade. A União Internacional para a Conservação da Natureza indica que um aquecimento em níveis elevados, acima de 3,5 °C, causará uma extinção provável de até 70% de todas as espécies conhecidas, e segundo a pesquisadora Rachel Warren, da Universidade de East Anglia, "a mudança climática reduzirá em muito a biodiversidade, mesmo para animais e plantas comuns". Analisando volumosa bibliografia recente o IPCC em seu 5º Relatório admitiu pela primeira vez "com alto grau de confiança" a extinção de "significativo" número de espécies se a temperatura subir mais do que 2 °C, e se subir a 4 °C o número de extinções deve ser "extenso", apontando que isso deve produzir efeitos negativos para o homem em larga escala. Além disso, as perdas de ecossistemas e biodiversidade contribuem para aumentar o aquecimento global pela liberação para a atmosfera de grandes quantidades de carbono estocado nas formas vivas e pelas mudanças que induzem no equilíbrio entre biomassa e energia.

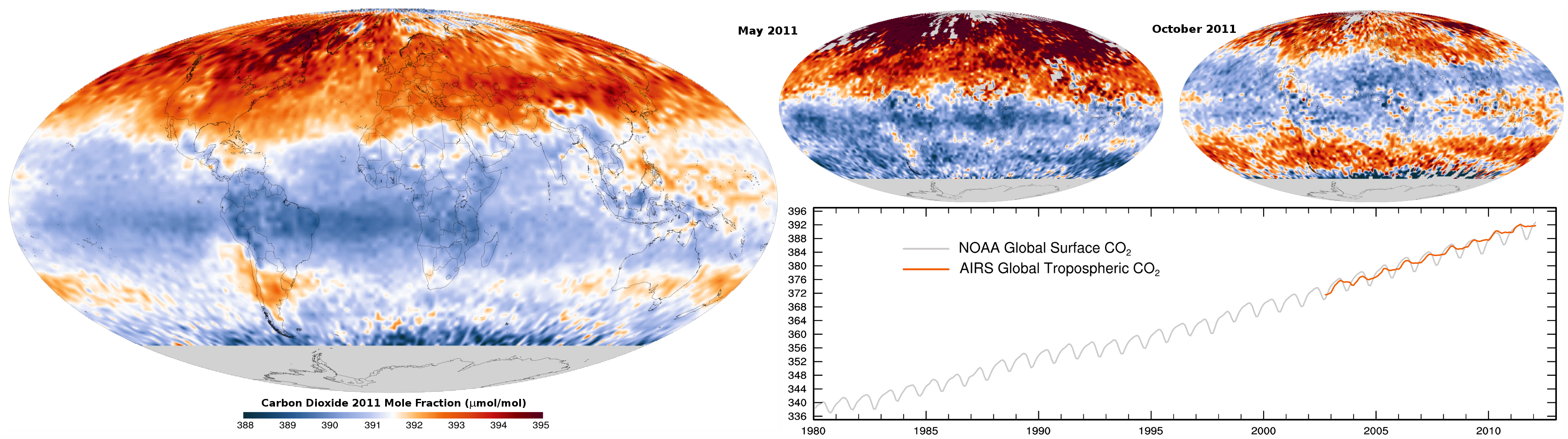
O mapa à esquerda mostra a distribuição média do CO_{2} em 2011. Note-se como há grande variação regional. Os dois mapas pequenos à direita mostram as variações sazonais. O gráfico abaixo mostra a curva de elevação da concentração do CO_{2} atmosférico

Ao mesmo tempo, são previstos alguns benefícios menores para as regiões temperadas, como a provável redução no número de mortes devido à exposição ao frio. Outro efeito positivo possível deriva do fato de que aumentos de temperaturas e aumento de concentrações de CO2 podem aprimorar a produtividade de certos ecossistemas, já que o CO2 estimula a fotossíntese, o crescimento vegetal e o melhor aproveitamento da água pelas plantas. Mas os resultados das pesquisas sobre este aspecto têm sido contraditórios. Alguns apontam um significativo aumento na produtividade, outros indicam um aumento que depois é revertido, e outros ainda apontam para um declínio. Por exemplo, um estudo que avaliou 47 hot-spots de florestas tropicais de altitude em todo o mundo, indicou que a produtividade vegetal era ascendente até meados dos anos 90, quando a tendência se inverteu de repente, sendo desde lá registrada a diminuição na sua atividade fotossintética e no total da biomassa produzida. Acredita-se que o fator limitante tenha sido a precipitação reduzida que acompanhou a elevação de temperatura. Os estudos que indicam aumento da produtividade por causa do aumento do CO2, embora autênticos, são feitos em geral em ambiente laboratorial controlado, analisando o efeito isolado do gás sobre as plantas, mas na natureza os fatores não podem ser tomados isoladamente, havendo sempre múltiplas interações que ainda não foram bem consideradas, de modo que os efeitos positivos da elevação de CO2 são duvidosos. Pesquisas feitas em condições mais próximas do ambiente natural atestam um índice de produtividade 50% menor do que o acusado em ambientes controlados. Outros trabalhos analisaram a produtividade de gramíneas consumidas por bovinos no Brasil e nos Estados Unidos, revelando que a produtividade aumentou, mas sua qualidade nutricional baixou, as folhas se tornaram mais fibrosas e continham mais componentes indigeríveis para os animais. Previu-se que os animais terão tendência a desenvolver menor tamanho e menos peso e serão necessários mais investimentos para compensar as perdas. Mesmo existindo alguns efeitos positivos localizados, a quantidade e gravidade dos efeitos negativos em outros domínios os torna, no balanço geral, irrelevantes.

### Efeitos sobre o mar

#### Aquecimento das águas e elevação do nível do mar

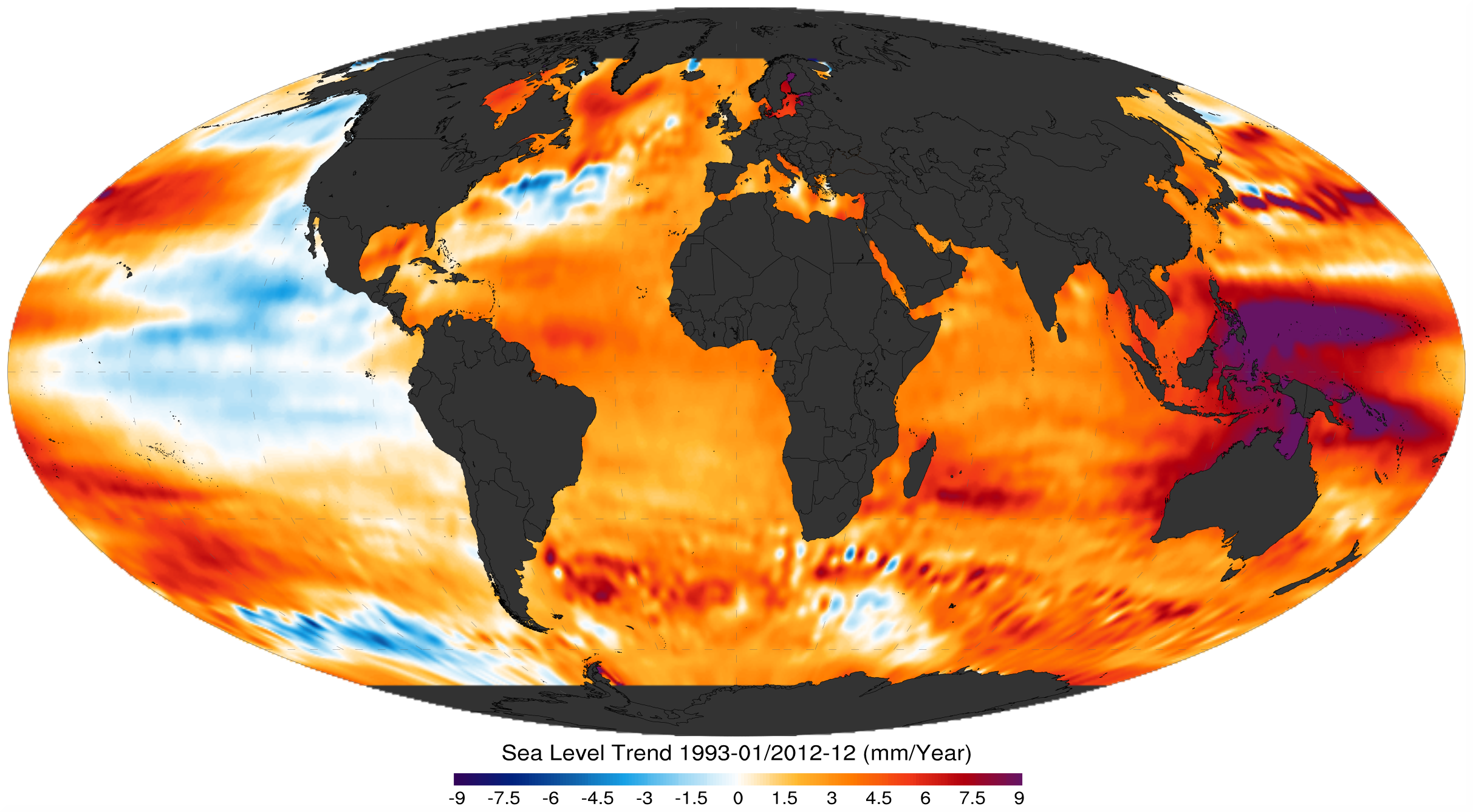
Mapa indicando as variações regionais no nível do mar entre 1993 e 2010

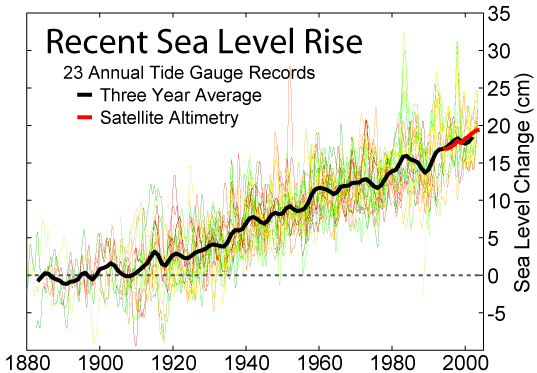
Elevação recente do nível médio dos oceanos

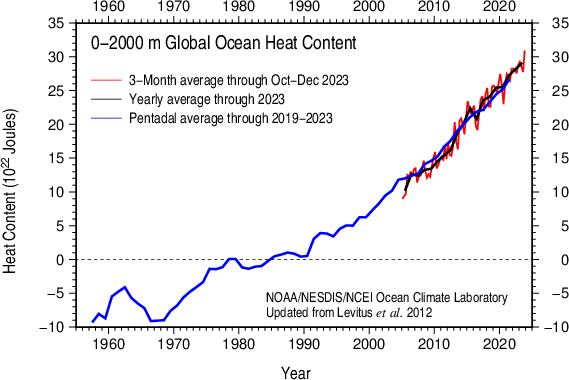
Gráfico mostrando a taxa de aquecimento médio dos oceanos entre 1957 e 2013. O gráfico aponta para uma aceleração na taxa de aquecimento no período mais recente

Uma outra causa de grande preocupação é a subida do nível do mar. Entre 1901 e 2010 o nível médio do mar subiu cerca de 19 centímetros, com uma faixa de variação entre 17 e 21 cm. A elevação está acelerando. Entre 1901 e 2010 o nível subiu cerca de 1,7 milímetros por ano [variação de 1,5 a 1,9 mm], 2,0 mm por ano [variação de 1,7 a 2,3 mm] entre 1971 e 2010, e 3,2 mm por ano [variação de 2,8 a 3,6 mm] entre 1993 e 2010. O nível dos mares é sujeito a muitas variáveis naturais e, ao contrário do que se poderia imaginar, é bastante desigual nas diferentes regiões oceânicas. Foi preciso ter em conta muitos fatores para se chegar a uma estimativa do aumento do nível do mar e o cálculo que levou à conclusão não foi simples de fazer, porque este nível é influenciado pela constante movimentação natural da crosta terrestre, que eleva algumas regiões enquanto outras afundam.
O aquecimento global provoca subida dos mares através de dois fatores principais: o primeiro é a expansão térmica das águas, um mecanismo pelo qual as águas se expandem ao aquecer, ocupando maior volume. Os oceanos absorvem cerca de 90% do calor gerado pelo efeito estufa, e por isso aquecem e se expandem. Segundo informa o IPCC, calcula-se que a expansão térmica contribua atualmente com pelo menos 0,4 (±0,1) mm de elevação anual. A expansão térmica da água tem sido responsável até agora por cerca de 50% da elevação total, mas essa proporção poderá mudar futuramente com a variação da contribuição do derretimento dos gelos. Um estudo de 2012 de Levitus et al. encontrou que se todo o calor armazenado nos oceanos desde 1995 fosse liberado de uma só vez para a atmosfera inferior (10 km), esta camada teria sua temperatura elevada em 36 °C. Isso não vai ocorrer desta maneira, mas dá uma medida do grande papel dos mares na dinâmica da temperatura mundial, e evidencia o quanto eles têm retardado o aumento do aquecimento atmosférico geral. Porém, este importante armazenamento de calor tem gerado efeitos negativos de grande amplitude para a vida marinha. O aquecimento tem sido observado de forma consistente em todas as bacias oceânicas do mundo, mesmo levando em conta a variabilidade regional ou multidecadal que ocorre naturalmente, como o fenômeno do El Niño e a Oscilação do Atlântico Norte.
O segundo fator importante é o derretimento das calotas polares e dos glaciares de montanha, que acrescenta água líquida aos mares. As perdas totais de gelo mundial entre 2005 e 2009 foram calculadas pelo 5º Relatório do IPCC em 301 gigatoneladas por ano em média. As perdas vão continuar grandes no futuro próximo mesmo se as temperaturas se estabilizarem imediatamente. Não há garantia de que a tendência será reversível. Dados da NASA revelam que o gelo perdido nas geleiras e calotas polares entre 2003 e 2010 totalizou cerca de 4,3 trilhões de toneladas, adicionando cerca de 12 milímetros ao nível do mar.

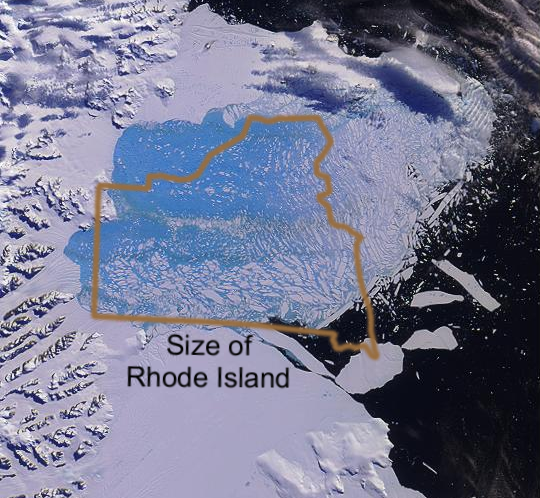
Colapso da banquisa antártica Larsen B em 2002, relacionado ao aquecimento global. O gelo cobria uma área de c. 3 250 km². O contorno do estado de Rhode Island, nos Estados Unidos, foi sobreposto para comparação

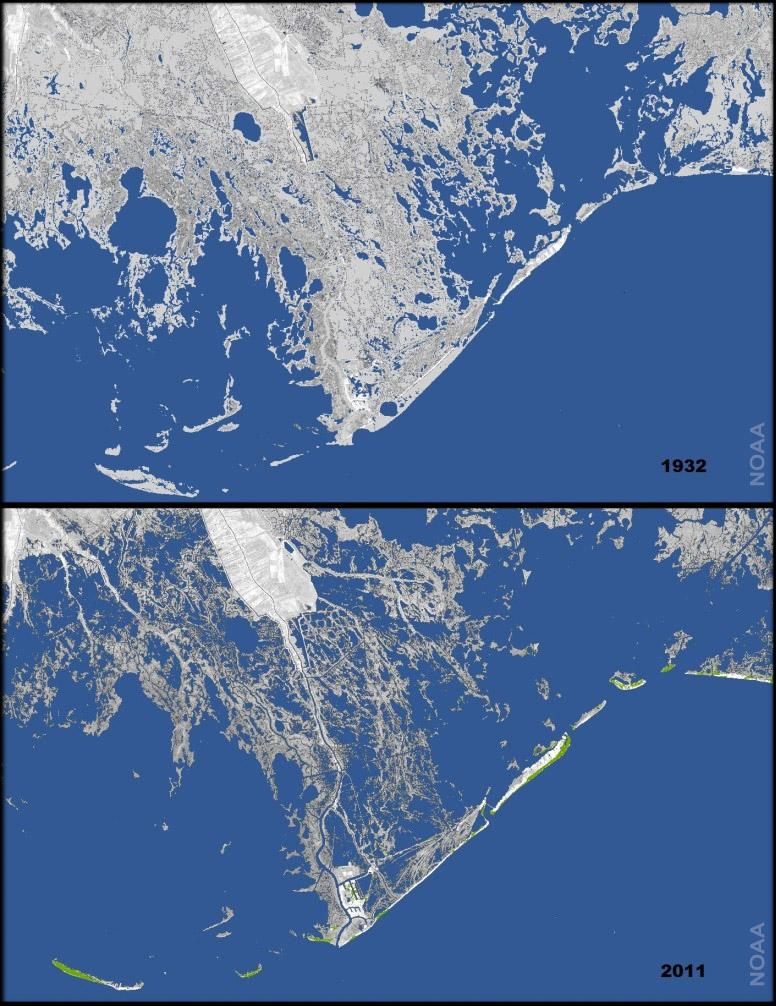
Perda de terra firme na costa da Louisiana entre 1932 e 2011

Os modelos utilizados pelo IPCC dão resultados bastante divergentes, mas todos apontam para uma elevação que até 2100 deve ficar entre 26 e 98 centímetros, e é virtualmente certo que a elevação continuará depois de 2100. Essa continuidade é inevitável porque o calor que penetra no oceano leva muito tempo para chegar às zonas profundas e exercer seu efeito expansivo sobre toda a coluna de água. Ao mesmo tempo, os gelos devem continuar derretendo até que se atinja um novo patamar estável nas médias globais de temperatura. Projeções independentes indicam níveis bem maiores do que 98 cm. Se o gelo polar derreter significativamente, isso acarretaria um grande aumento do nível das águas oceânicas. O IPCC calcula que se todo o gelo da Groelândia derreter o nível do mar se elevaria em até 7 metros. No entanto, em geral não se espera um derretimento em tal proporção ao longo do século XXI, embora o recuo dos gelos esteja ocorrendo inequivocamente em virtualmente todas as regiões geladas do mundo, e esteja acelerando. Avaliações realizadas nos últimos anos provaram que a capa de gelo da Groelândia é muito mais instável do que se imaginava, e a velocidade do seu derretimento aumentou em cerca de cinco vezes desde 1990. Na Antártida essa velocidade duplicou nos últimos 15 anos. Outros estudos recentes apontam que várias grandes regiões da Antártida estão dando crescentes sinais de instabilidade, e podem num prazo de 200 a 500 anos acrescentar vários metros ao nível do mar. Um estudo de 2011 realizado pela NASA confirmou que o derretimento dos gelos polares está acontecendo muito mais rápido do que as projeções teóricas, e três vezes mais rápido do que a taxa registrada nos glaciares de montanha. Isso é confirmado também por medições do nível do mar realizas em 2015 através de metodologias novas que não foram utilizadas pelo IPCC, e que apontam para uma aceleração no ritmo de elevação das águas.
As projeções não excluem a possibilidade de mudanças súbitas e imprevistas de grande proporção no processo de elevação do mar, e o ritmo atual, já em aceleração, pode vir a se tornar muito mais rápido. Em 2015 uma equipe de pesquisadores publicou na revista Science o resultado de 30 anos de trabalho. Analisando épocas da pré-história em que a temperatura da Terra esteve apenas 1 °C ou 2 °C acima da média atual, foi constatado que o mar subiu mais de seis metros, e um estudo conduzido por James Hansen em 2015 apontou que em alguns momentos críticos daqueles períodos geológicos a elevação foi extremamente rápida, chegando a 2-3 metros em questão de décadas. Cabe lembrar que as estimativas mais recentes do IPCC preveem que até o fim do século XXI a temperatura deve ficar na faixa de 3,4 °C a 3,9 °C acima dos valores pré-industriais. Se a situação presente repetir o efeito das épocas geológicas passadas, mais de 375 milhões de pessoas em todo o mundo terão de se mudar por terem suas terras inundadas. No Brasil, mais de 100 mil quilômetros quadrados de terra ficariam debaixo d'água, e mais de 11 milhões de pessoas seriam desalojadas.

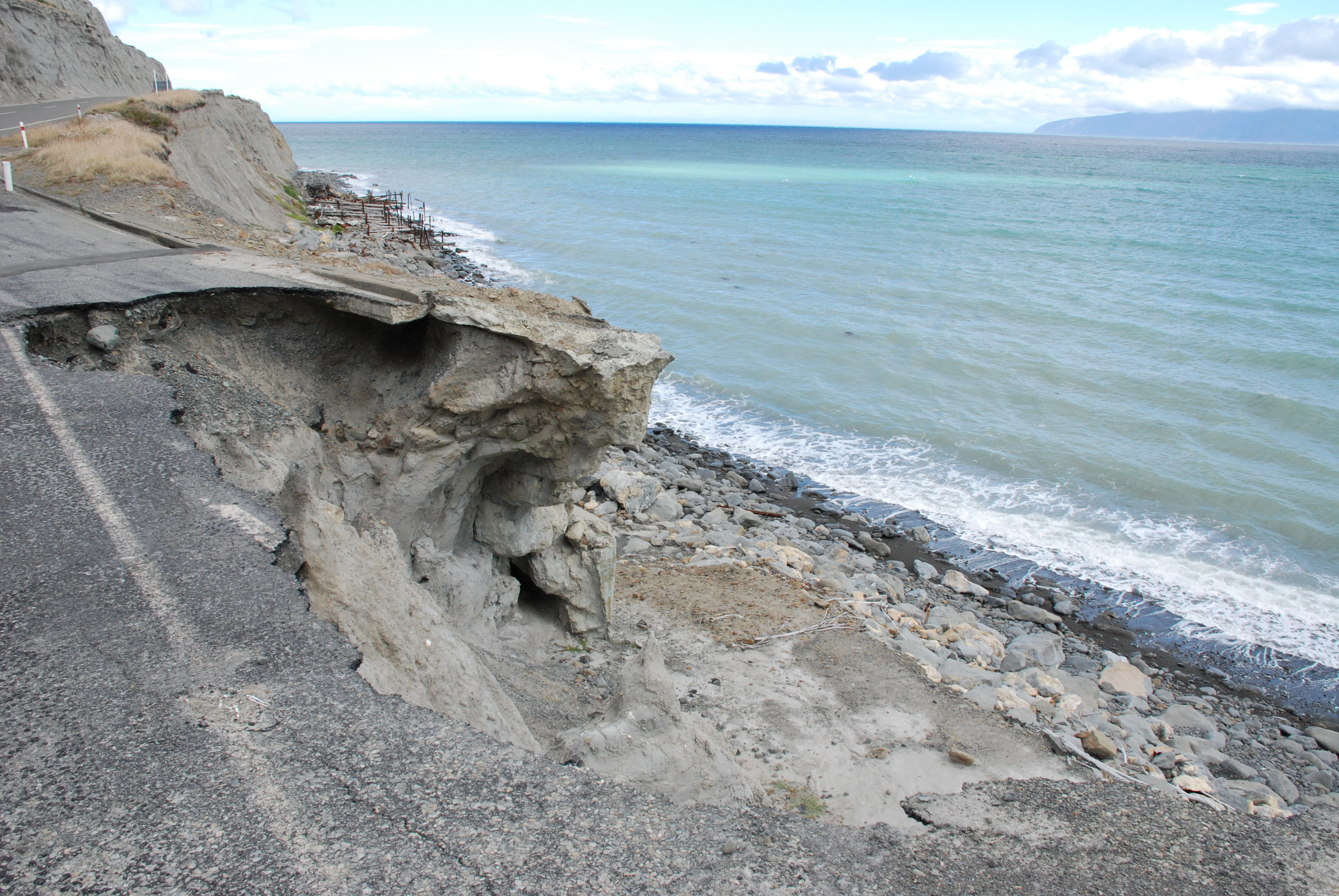
Estrada destruída pela erosão costeira na Baía Palliser, na Nova Zelândia

Mesmo nos cenários mais otimistas os impactos sobre o homem serão seguramente vastos. Muitas ilhas e regiões litorâneas baixas, onde se concentra uma parte expressiva da população mundial e onde hoje florescem muitas megacidades, como Hong Kong, Nova Iorque, Rio de Janeiro, Buenos Aires, serão inundadas em graus variáveis, o que causará perdas materiais e culturais incalculáveis e provocará migrações em massa para regiões mais elevadas, gerando novos transtornos e despesas em larga escala. Pelo menos oito megacidades litorâneas são construídas sobre terrenos frágeis que estão afundando, aumentando ainda mais a rapidez do processo de inundação. Um estudo avaliou os custos para os Estados Unidos de uma elevação de um metro no nível do mar: isso inundaria até 30 mil km² de costas, e cada proprietário de terreno habitacional típico junto à costa deveria gastar de mil a dois mil dólares em medidas de contenção das águas. No total, junto com outros custos, seriam gastos de 270 a 475 bilhões de dólares. Isso poderia ser viável economicamente, mas o estudo concluiu que as perturbações ambientais que a movimentação e alteração maciça do terreno costeiro causariam poderiam ser inaceitáveis. Outra pesquisa, analisando o caso do Senegal, calculou que a elevação de um metro significaria a inundação de 6 mil km² de terra da região mais populosa do país, provocando um êxodo de até 180 mil pessoas e danos a propriedades que chegariam a 700 milhões de dólares, o que equivalia, na data do estudo, a 17% do PIB nacional. A elevação do nível do mar também compromete a estrutura de internet como redes de fibra ótica e centros de processamento de dados que foram projetados e construídos na década de 1990, quando o aquecimento global não era tão preocupante.

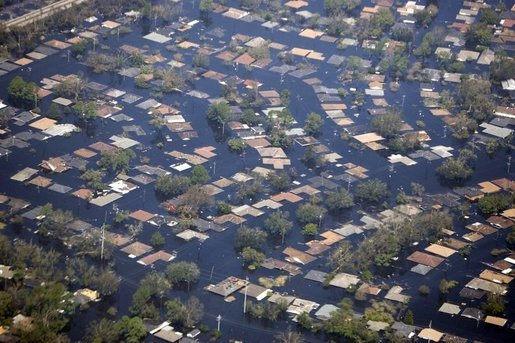
Bairro de New Orleans, nos Estados Unidos, com casas com água até o teto após a passagem do furacão Katrina

Já existem vários projetos destinados a obras de adaptação e a conter a subida do mar em alguns locais críticos, construindo-se canais, comportas, diques, ilhas artificiais, muros, estruturas flutuantes, terraços e outros métodos, como o reflorestamento costeiro e fixação de dunas. Os Países Baixos, que possuem grande parte de seu território muitos metros abaixo do nível do mar e construíram um eficiente sistema de grandes diques para protegê-lo, são frequentemente apontados como um modelo bem sucedido de ação. Mas os custos de erguer e manter obras desse tipo são altíssimos. Os novos diques para proteção apenas da cidade de Veneza, por exemplo, custaram mais de 5 bilhões de euros. Os planos para proteção de Nova Iorque têm um custo calculado em cerca de 20 bilhões de dólares. Também é questionada a eficiência dessas proteções em situações extremas, quando seriam especialmente importantes, e cita-se como exemplo o caso de Nova Orleans, cujos sólidos e bem conservados diques de proteção foram rompidos pelo furacão Katrina, alagando vários bairros da cidade com metros de água. Miami já gastou cerca de 100 milhões de dólares em proteção, no futuro próximo deve gastar mais algumas centenas de milhões, e mesmo assim, em função do terreno permeável onde se assenta, seu destino é incerto. Tais obras geralmente desencadeiam impactos ambientais sérios pela escala monumental das intervenções na geografia e nos ecossistemas litorâneos, baixam o valor das propriedades costeiras e limitam seu uso recreativo. O muralhamento costeiro em escala mundial, por sua vez, além de ser em si mesmo indesejável, seria impraticável, especialmente se as previsões mais pessimistas se confirmarem. Assim, para muitos cientistas e administradores, tentar conter o avanço do mar na maior parte dos casos já mostrou ser uma batalha perdida, produzindo apenas benefícios efêmeros e ilusórios, valendo mais a pena iniciar uma retirada estratégica para o interior em larga escala em uma perspectiva de longo prazo, a qual, para ser bem-sucedida, deve ser feita com muito planejamento. Porém, o tempo para isso está diminuindo, enquanto a ameaça está aumentando. Mesmo se adotada, a solução da retirada deve enfrentar sérias dificuldades. Experimentos já realizados nos Estados Unidos em âmbito limitado mostraram que mesmo com ajuda oficial e disponibilidade de recursos é extremamente difícil operacionalizar a mudança, especialmente se ela envolve grandes grupos de pessoas. As populações geralmente resistem em deixar seus locais habituais de residência, mesmo diante de ameaças; os custos são sempre elevados, o processo costuma ser muito moroso, e as complicações jurídicas, imobiliárias, securitárias e políticas provocadas pelo reassentamento são desanimadoras, além de a mudança causar a desagregação de comunidades e conflitos sociais difíceis de manejar.
A elevação do nível do mar também afetará os ecossistemas costeiros, causando sua degradação ou erradicação, com perdas ou modificações importantes na biodiversidade. Outro efeito direto é a erosão costeira, provocando o recuo da linha de areia nas praias, mudanças no perfil dos litorais e destruição de infraestruturas litorâneas construídas pelo homem, como barragens, estradas e habitações, além de prejudicar o lazer, o turismo e outras atividades econômicas e sociais. Ao mesmo tempo, os aquíferos costeiros subterrâneos de água doce tendem a ser invadidos por água salgada, diminuindo a oferta de água potável para as populações humanas, gerando por extensão problemas de saúde e inquietação social.
O aquecimento da água, além de causar a elevação do nível do mar, produz vários outros efeitos negativos. Altera as correntes marinhas, a salinidade, os níveis de oxigênio e de evaporação, modifica a estratificação das camadas de água, e acelera as taxas de derretimento do gelo flutuante, com variados efeitos secundários sobre a biologia marinha e o clima de todo o planeta. As reações químicas do metabolismo animal e vegetal são diretamente influenciadas pela temperatura do meio em que vivem. O aquecimento das águas provoca também um maior consumo de oxigênio, torna as espécies mais vulneráveis a malformações congênitas e doenças, altera os padrões e ritmos de crescimento e os ciclos de reprodução, e interfere na oferta de alimentos.

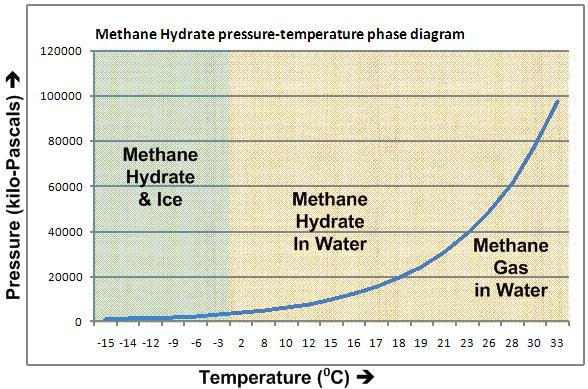
Curva que mostra a relação entre a pressão e a temperatura na liberação do metano

Um outro efeito do aquecimento da água, que até recentemente era desconhecido, é a liberação de metano estocado em sedimentos depositados no fundo do oceano, sob a forma de hidratos de metano (ou clatratos), que resultam da sua combinação com as moléculas de água em condições de baixa temperatura e/ou alta pressão, como as que ocorrem nas regiões frias ou em águas profundas. Nesta combinação, o metano não representa ameaça ambiental. Contudo, o atual aquecimento do oceano cria as condições ideais para que esta combinação seja desfeita nas águas rasas e o metano escape para a atmosfera, circunstância que tem sido chamada de "detonação da bomba de clatratos". O grande problema é que a quantidade de gás estocado desta forma é imensa, calculada em até cerca de dez mil gigatoneladas (dez trilhões de toneladas), uma quantidade maior do que todas as reservas conhecidas de combustíveis fósseis juntas. Além disso, o metano é até 36 vezes mais potente do que o gás carbônico em sua capacidade de aumentar o efeito estufa. Em condições normais, cerca de 90% do metano liberado de águas profundas é oxidado em seu caminho até a superfície e perde seu potencial de ameaça térmica, mas por outro lado contribui para a maior acidificação e desoxigenação da água. Em águas rasas, como as que cobrem a parte ocidental da plataforma continental da Sibéria, sua emergência não sofre neutralização significativa e o metano acaba escapando para a atmosfera. Esta e outras zonas de pouca profundidade são sujeitas a terremotos, aumentando o risco de exposição direta de grandes quantidades de metano. Segundo Archer, "existe na Terra tanto metano na forma de hidratos que parece o ingrediente perfeito para um cenário apocalíptico. [...] O reservatório de hidratos de metano tem o potencial de aquecer o clima da Terra até um estado semelhante ao da 'estufa do Eoceno' num intervalo de poucos anos. O potencial para uma devastação planetária colocado pelo reservatório de hidratos de metano parece, portanto, comparável à destrutividade de um inverno nuclear ou de um impacto de um meteorito". Apesar do entendimento desses mecanismos ainda ser incompleto e haver controvérsia, a maioria dos estudos não considera provável uma liberação massiva de metano a partir dos hidratos dentro dos próximos séculos, embora admitam que alguma quantidade, ainda incerta, deva ser efetivamente liberada neste período. Se a mudança climática levar a uma grande elevação das temperaturas, contudo, a longo prazo este metano pode vir a ser liberado em vastas quantidades.

#### Poluição e outros efeitos

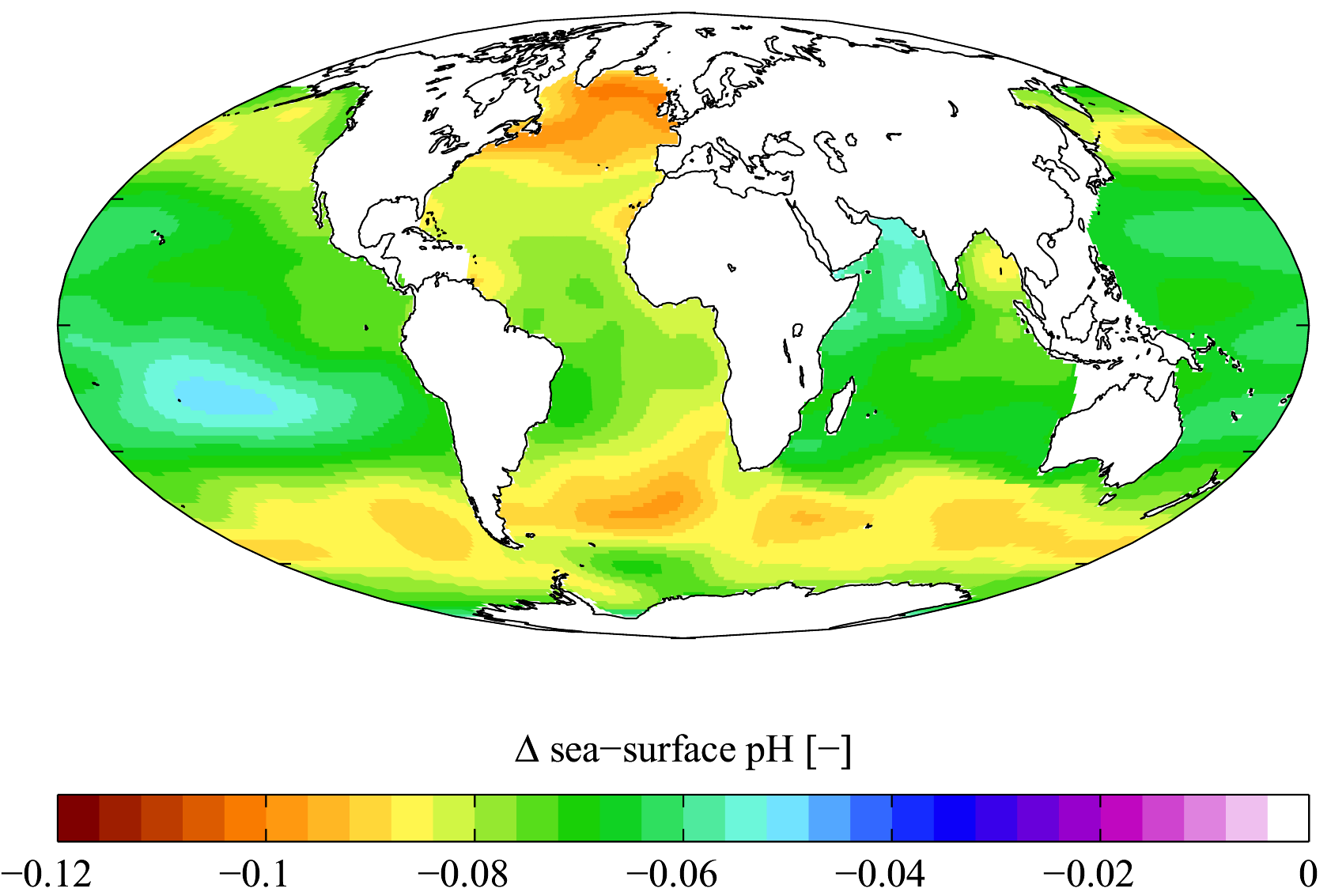
Alteração do pH (índice de acidez) na superfície oceânica devido ao aumento de CO_{2} entre 1700 e 1990. As zonas amarelas e vermelhas mostram onde a acidificação foi mais intensa

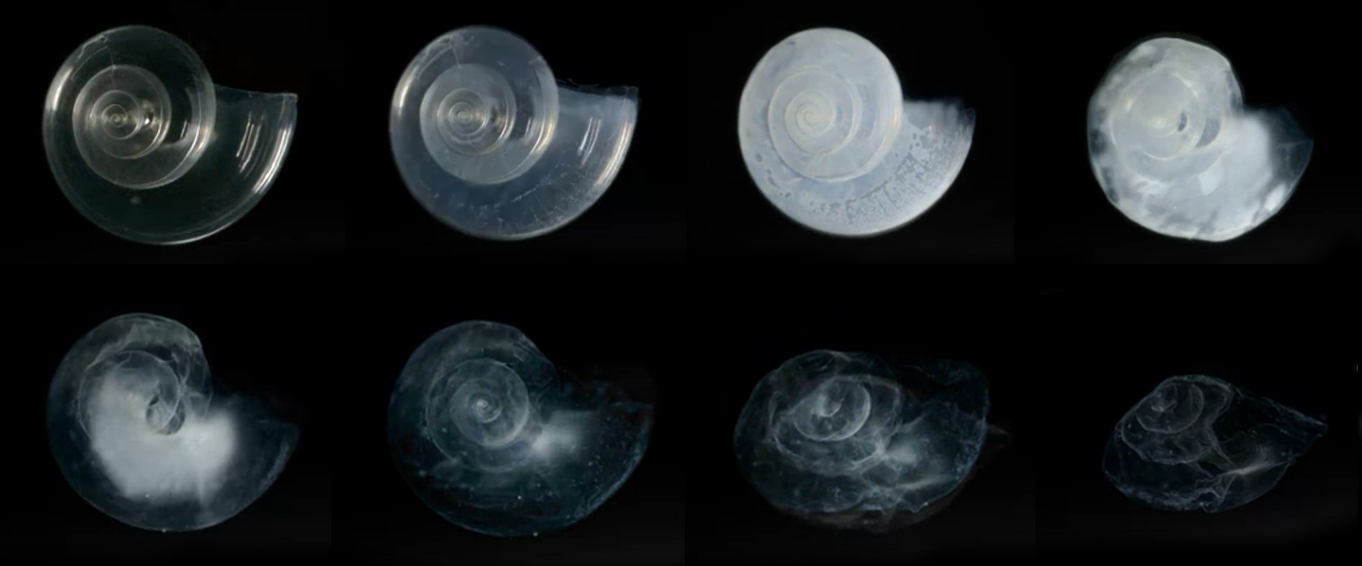
Em experimentos laboratoriais a concha do pterópode Limacina helicina dissolveu-se em 45 dias em condições de acidez marítima previstas para o ano 2100

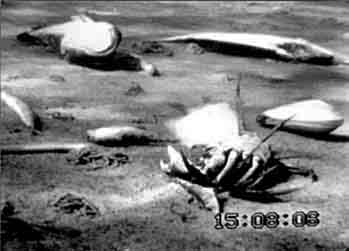
Animais mortos por desoxigenação no fundo do mar Báltico, 2006

Já se sabe também que os gases atmosféricos em alteração estão mudando a composição química dos oceanos, já que os gases se dissolvem nas águas a partir da atmosfera e voltam para o ar em um processo ininterrupto de intercâmbio e equilíbrio mútuo. Todos os ecossistemas marinhos dependem fortemente das condições do mar próximas da superfície, entre outros motivos, porque ali se realiza a maior parte da oxigenação da água e ali principalmente viceja o plâncton, que está na base das cadeias alimentares marinhas, e nesta camada superficial as águas são mais sujeitas à influência da atmosfera. O efeito é potencializado pelo aumento das temperaturas oceânicas e está relacionado a muitos outros efeitos secundários físicos e biológicos que por sua vez influem de volta sobre a atmosfera, sendo importantes reguladores naturais do clima. Os oceanos são os maiores sequestradores de CO2 atmosférico. Esta impregnação excessiva das águas pelo gás carbônico constitui uma forma de poluição química.
A elevação da concentração de CO2 nos mares fez com que as águas se tornassem 26% mais ácidas do que eram no período pré-industrial. Este fenômeno é especialmente daninho para os animais que utilizam sais de cálcio para construir suas conchas e estruturas corporais, destacando-se entre eles os corais, os moluscos e crustáceos, bem como muitas espécies de plâncton, que têm essas estruturas dissolvidas ou malformadas pela elevada acidez da água. Segundo estudo publicado pela Royal Society, mesmo que a poluição química dos mares cesse imediatamente, a acidificação precisará de milênios para ser revertida por processos naturais, e não foi provado que o homem poderá revertê-la artificialmente. Paralelamente, baixaram as concentrações de O2 (oxigênio), que é essencial para a preservação da vida. O conhecimento científico sobre as interações gasosas entre o ar e o mar ainda precisa ser aprofundado, mas há um consenso de que deve haver mudanças biológicas negativas em larga escala nos seres marinhos. Observações em grupos específicos de criaturas aquáticas indicaram que seu metabolismo já foi afetado em alguma medida em várias regiões oceânicas, desde o plâncton, passando por corais e moluscos de concha, até grandes peixes, fazendo com que apresentem distúrbios de comportamento e de crescimento, ou diminuam suas populações, seja em função da acidez, da desoxigenação, da combinação de ambas e/ou da influência de outros agravantes, como os despejos de lixo e esgotos.
Já existem vários indícios de que a salinidade está diminuindo em vários mares do mundo, com impacto potencial mas indeterminado sobre a bioquímica marinha. Embora as evidências não sejam suficientes para indicar uma causa com segurança, parece provável a influência das mudanças climáticas globais, especialmente através do degelo de glaciares e banquisas polares e mudanças nas chuvas e na umidade atmosférica.
A combinação de aquecimento, mudança na salinidade, derretimento dos gelos e elevação do nível do mar também modifica a circulação termoalina, as correntes marinhas e a estratificação das camadas de água. A Corrente do Atlântico Norte, por exemplo, aparentemente está enfraquecendo à medida que a temperatura média global aumenta. Isso significa que áreas como a Escandinávia e a Inglaterra, que são aquecidas pela corrente, poderão apresentar climas mais frios a despeito do aumento do aquecimento global. Evidências recentes mostram em alguns lugares, como na área entre as Ilhas Canárias e a Flórida, uma redução de 25% a 30% na velocidade média e mudanças anuais súbitas e irregulares na Circulação do Atlântico Meridional, parte do sistema de circulação termoalina global, o que tende a fortalecer os furacões no Atlântico e pode elevar em até 13 cm o nível do mar na costa norte-americana ao norte de Nova Iorque. Os giros do Pacífico Norte e do Pacífico Sul parecem ter se expandido e reforçado desde 1993, e a Corrente Circumpolar Antártica parece ter se deslocado cerca de 1º de latitude para o sul desde 1950, o que corresponde a cerca de 110 km. Mudanças nas correntes marinhas e na estratificação também afetam a biodiversidade de várias maneiras importantes, modificando os padrões de oxigenação das águas e de trocas térmicas entre as camadas de água e entre o mar e o ar, alterando rotas de migração e os ciclos reprodutivos e interferindo na oferta de alimento, fatores que levam ao declínio das populações ou à sua redistribuição geográfica, e por fim repercutem negativamente sobre os interesses humanos.
Muitas espécies marinhas de grande valor comercial e alimentício já mostram acentuadas modificações regionais em suas populações por virtude de efeitos do aquecimento global, e outras sofrem redistribuição geográfica, movendo-se para latitudes mais altas e águas mais profundas. Acrescentando-se a isso o aumento da poluição marítima por outros contaminantes antrópicos, como o lixo marinho, os agrotóxicos e os fertilizantes, descarregados no mar pelos rios e pelas chuvas, espera-se que as mudanças sejam severas e venham a afetar virtualmente toda a vida marinha no longo prazo.
Todos esses efeitos são agravados pela pesca excessiva. Cerca de 50% de todas as espécies de valor comercial já estão com suas populações no limite máximo de exploração, e cerca de 30% delas, incluindo a maioria das dez mais importantes, estão superexploradas e em declínio rápido, devendo estar completamente esgotadas em meados do século XXI se o declínio não for revertido. Por causa dos impactos combinados os oceanos estão sob o grave risco de sofrerem uma extinção em massa e se tornarem ambientes muito simplificados, com uma diversidade biológica extremamente reduzida, composta em sua grande maioria de seres microscópicos e de pequeno tamanho. Em 2008 haviam sido identificadas mais de 400 "zonas mortas" em mares de todo o mundo. Desde a década de 1960 o seu número tem duplicado a cada dez anos, e prevê-se que o aparecimento de novas se acelere.

### Abastecimento
Uma consequência esperada do somatório de todos os efeitos do aquecimento global é o sério comprometimento da produção de alimentos. Como foi assinalado, as mudanças nos mares devem significar uma importante ameaça aos estoques de peixes, moluscos e crustáceos para consumo, que constituem alimento básico ou importante para grande parte da população mundial. O aquecimento global também afeta a produção de outros alimentos. A elevação das temperaturas, as mudanças nas chuvas, na circulação de umidade atmosférica, no ritmo das estações, no ciclo do carbono, no ciclo do nitrogênio e outros nutrientes, a redução da umidade do solo e dos mananciais de água, o aumento nas taxas de evaporação superficial, a tendência à desertificação subtropical, sem dúvida vão prejudicar a agricultura, a pecuária e a silvicultura de grandes áreas produtoras em todo o mundo. Todas essas atividades, que vêm sendo desenvolvidas há milênios, e que dependem essencialmente de outros seres vivos, dependem também das condições estáveis e previsíveis do clima às quais todas as espécies foram acostumadas há muito tempo. As mudanças atuais são rápidas e grandes demais para a natureza absorvê-las, e deverão alterar todo o conhecido equilíbrio das forças naturais, desorganizando e desestruturando grande parte dos sistemas produtivos da humanidade construídos sobre esse mesmo equilíbrio, cuja razoável estabilidade e previsibilidade possibilitou o desenvolvimento de sistemas de alta produtividade em larga escala como os que existem hoje, dos quais depende a humanidade para sua sobrevivência e conforto. Em consequência, prevê-se que deverão crescer a pobreza, a incidência de doenças e a fome, bem como os conflitos violentos derivados da competição entre grupos e nações por recursos em declínio. Devem aumentar também o uso de pesticidas e adubos nas culturas para compensar a queda na produtividade, o que contaminará ainda mais o ambiente e elevará os custos de produção, gerando novos prejuízos num efeito em cascata.
Temperatura e umidade atmosférica mais altas e extremos climáticos mais frequentes e intensos também afetam o metabolismo de animais e vegetais, tornando-os mais propensos a epidemias e a distúrbios de crescimento e reprodução, e dificultam a preservação da qualidade de grãos e outros alimentos armazenados, fatores que juntos concorrem para reduzir ainda mais a produtividade geral e aumentar as perdas. Um estudo da UNEP publicado em 2016 alertou para um aspecto antes pouco conhecido, referindo que mais do que prejudicar as colheitas, o aquecimento pode tornar algumas das principais culturas agrícolas venenosas para o consumo, uma vez que plantas submetidas a estresse prolongado, como o que ocorre sob temperaturas elevadas demais ou na escassez de chuvas, ficam debilitadas e podem produzir substâncias químicas em níveis tóxicos para o homem. São conhecidas cerca de 80 espécies de plantas que sob circunstâncias adversas deixam de converter nitratos em aminoácidos e os acumulam em seus tecidos em níveis tóxicos tanto para o homem como para animais que as consomem, incluindo algumas das mais importantes culturas de grãos, como a cevada, o milho, o sorgo, a soja e o trigo, que estão na base da alimentação humana e de uma série de criações de animais. Além disso, se depois de um período de seca as plantas são irrigadas, o seu rápido crescimento subsequente faz com que algumas espécies acumulem uma outra substância tóxica, o ácido prússico, sendo incluídas nesta categoria, por exemplo, o milho, a soja, algumas gramíneas consumidas pelo gado de corte, o damasco, as peras e maçãs. Outra ameaça produzida pelo aquecimento é que plantas em estresse impregnam-se mais facilmente de toxinas produzidas por fungos e outros microrganismos invasores, um problema que em estimativa de 1998 afetava cerca de 25% de todas as culturas de cereais e que tende a piorar. Hoje quase um bilhão de pessoas sofre de fome crônica. Sistemas produtivos cada vez mais fragilizados por crescentes ameaças e perdas em várias frentes, associados ao rápido aumento populacional, multiplicam os riscos para a segurança alimentar das nações.

### Saúde

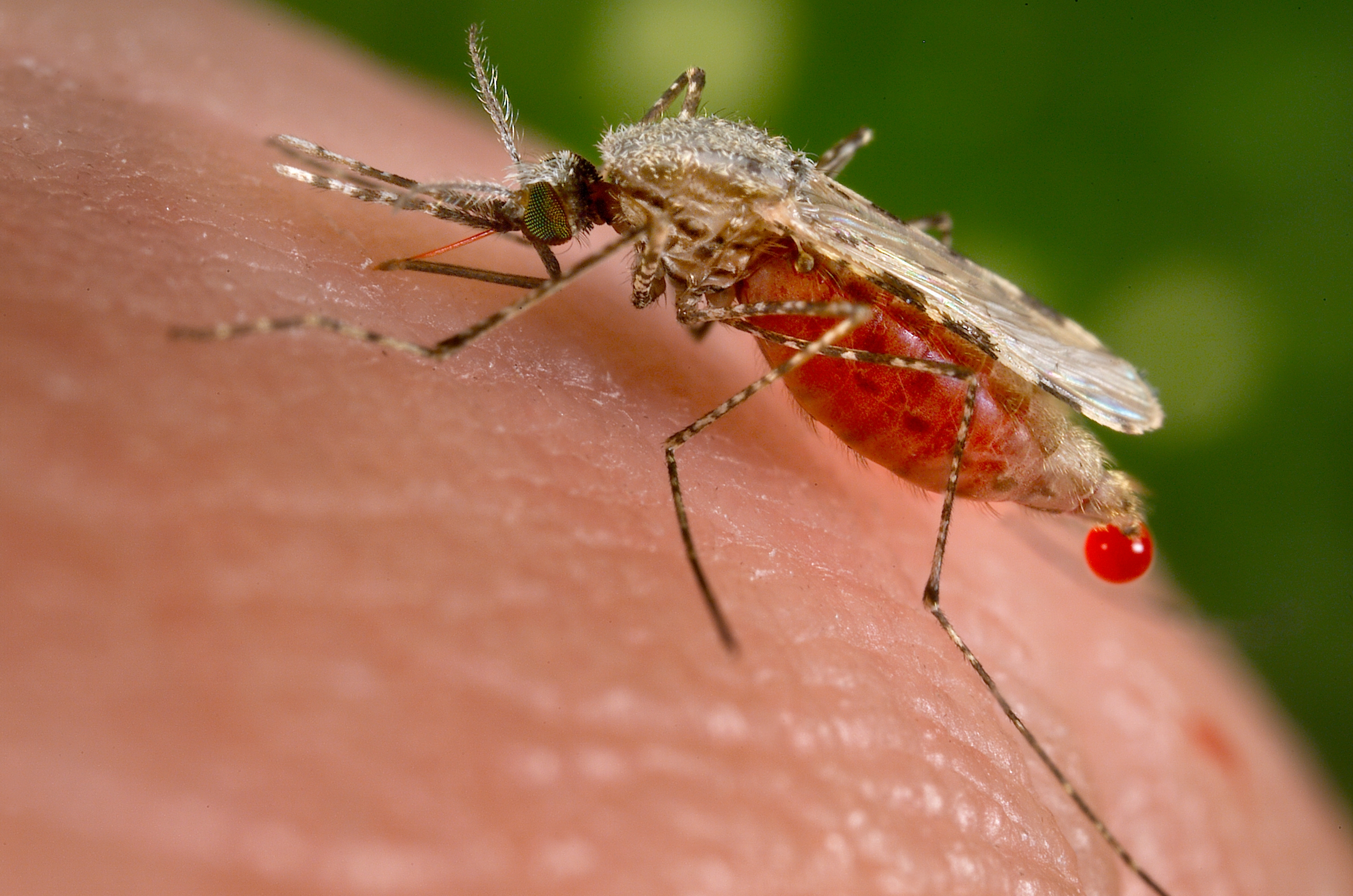
O mosquito transmissor de malária tem sua multiplicação e dispersão favorecidas pelo aumento de temperatura

É esperado o aumento na incidência e mudanças na distribuição geográfica de várias doenças, especialmente as cardiorrespiratórias, as infecciosas e as ligadas à má nutrição, elevando significativamente os custos com a assistência médica e social. O aquecimento deve provocar também a redistribuição geográfica de todas as doenças que de alguma forma são influenciadas pelo clima e pelas condições do tempo. Doenças como a malária e a dengue, que são veiculadas por mosquitos, ocorrem em regiões quentes, onde o desenvolvimento do mosquito é favorecido. Com a elevação das temperaturas globais, regiões mais frias, antes imunes a essas doenças, estão se tornando novos focos epidêmicos, e onde elas já existiam, estão se agravando. Segundo Barcellos et al., a malária é um dos principais problemas de saúde pública na África, ao sul do deserto do Saara, no sudeste asiático e nos países amazônicos da América do Sul, e a dengue é a principal doença reemergente nos países tropicais e subtropicais. Várias outras moléstias influenciadas pelo clima, como a leishmaniose, febre amarela, filariose, febre do oeste do Nilo, doença de Lyme, ebola e várias arboviroses, provavelmente seguirão neste caminho. Outras perturbações nos ecossistemas ou nos sistemas produtivos, que favoreçam a proliferação de vetores dessas doenças ou diminuam a resistência humana às infecções, como a subnutrição, a água potável de baixa qualidade, problemas de saneamento como ocorre nas inundações, tendem a aumentar a gravidade e a incidência das epidemias. Alterações de temperatura, umidade e chuva podem amplificar os efeitos das doenças respiratórias, assim como alterar as condições de exposição aos poluentes atmosféricos.
Outras doenças que estão tendo condições mais favoráveis de difusão em virtude do aquecimento são as zoonoses, aquelas que são típicas de animais mas podem contaminar o homem. A degradação ambiental generalizada que ocorre hoje força migrações de populações selvagens e muitas vezes elas invadem áreas habitadas pelo homem em busca de novos locais de abrigo e alimento, facilitando as infecções. Outros fatores colaboram ativamente neste processo, como o crescente comércio de espécies selvagens exóticas e mudanças no uso da terra. Epidemias recentes de gripe aviária, Vírus Ebola e síndrome respiratória aguda grave, que custaram muitas vidas e enormes recursos financeiros, são exemplo dramáticos de zoonoses que provavelmente se tornarão mais frequentes, e sob certas circunstâncias podem degenerar em perigosas pandemias.
A saúde geral das populações e sua capacidade de responder às novas doenças também devem ser afetadas pelo aquecimento. O aumento nas concentrações atmosféricas de CO2 deve favorecer a disseminação de diversos vegetais que provocam grandes incômodos para o homem na forma de alergias, e o gás estimula a produção de pólen, outro alérgeno importante. As populações urbanas, os mais pobres, os excluídos, os idosos, as crianças e os que já são doentes são os grupos cuja saúde é mais vulnerável às alterações do clima, o aquecimento é uma das principais causas do surgimento de novas doenças, e prevê-se que os problemas derivados do aquecimento sejam o principal desafio na área da saúde no século XXI.

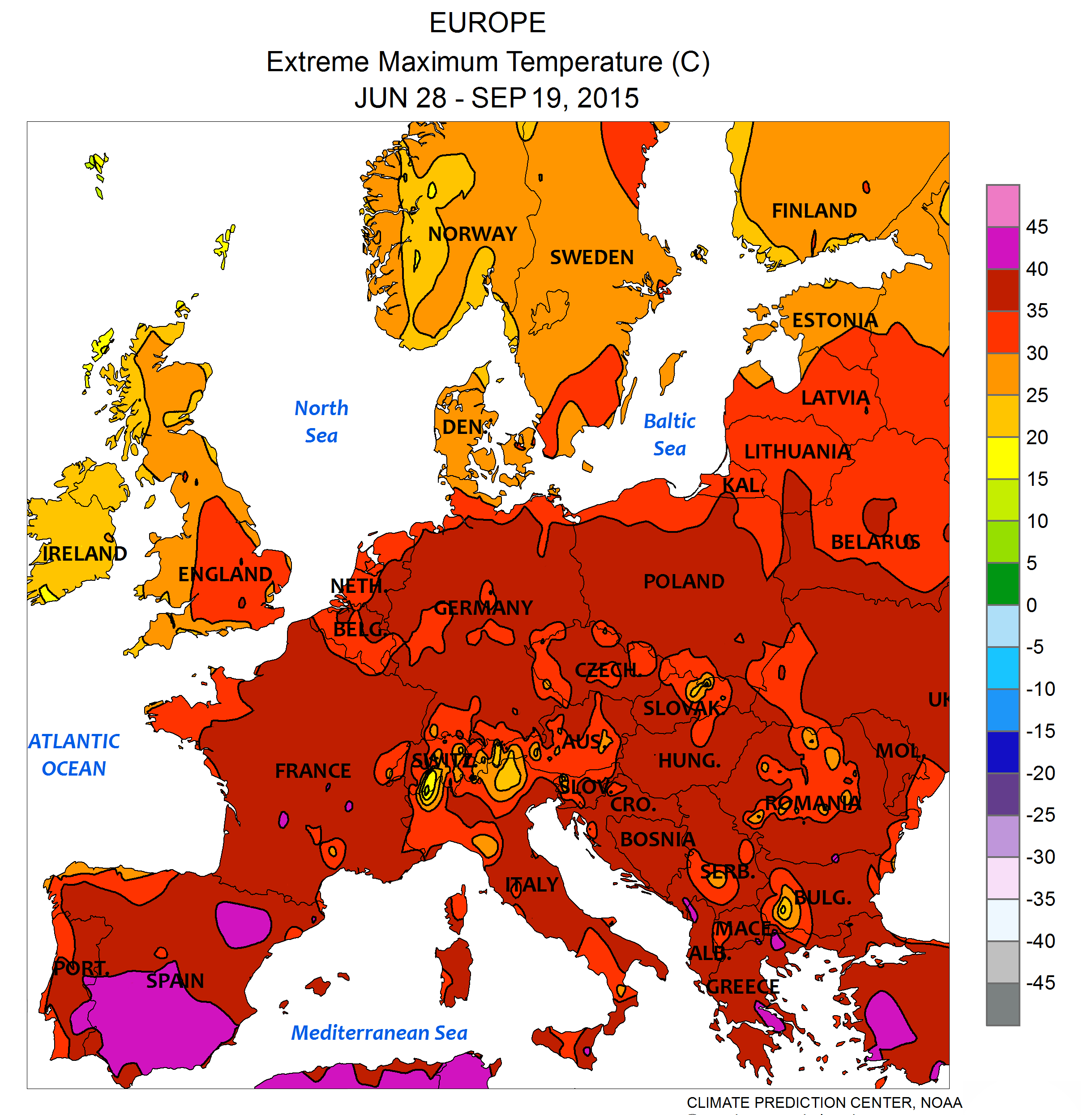
Gráfico representando a onda de calor de 2015 na Europa

As ondas de calor extremo desencadeiam importantes problemas para a saúde humana, e podem afetar as capacidades cognitivas das pessoas. Nas últimas décadas sua frequência e intensidade vêm aumentado. Segundo Lugber & McGeehin elas são responsáveis por mais mortes anualmente do que os furacões, os raios, os tornados, a enchentes e os terremotos combinados. A onda de calor de 2003 na Europa matou mais de 70 mil pessoas, e estima-se que a onda de calor no Hemisfério Norte em 2010 tenha causado a morte de 55 mil pessoas apenas na parte ocidental da Rússia. Esses eventos costumam causar paralelamente grandes incêndios nas florestas, crises no abastecimento de água e energia e sérios prejuízos econômicos, sociais e agrícolas. Também estão sendo estudados os possíveis efeitos do aquecimento sobre a produtividade humana. Que temperaturas elevadas são inadequadas para a realização de esforço físico é fato notório, mas esta interação em relação ao aquecimento global somente há pouco vêm sendo estudada e não foi avaliada nos relatórios do IPCC, e se torna cada vez mais um elemento importante a ser computado nos planos de adaptação. Uma pesquisa publicada em 2013 pelo NOAA indica que o aquecimento global deve aumentar em média até 50% os problemas de saúde relacionados ao estresse térmico no trabalho, reduzindo a capacidade de operários da construção civil, agricultores, esportistas e outros que exercem atividades físicas intensas a céu aberto. Esse tipo de estresse pode levar a crises cardíacas, cãibras, desconforto, desidratação e exaustão, entre outros efeitos, e se torna um agravante de moléstias preexistentes. Outros estudos fazem projeções similares. As regiões tropicais devem ser as mais afetadas, com grande repercussão social e econômica provável, mas efeitos sensíveis podem se verificar em outras áreas e afetar outras atividades, como o turismo, o lazer e programas escolares.

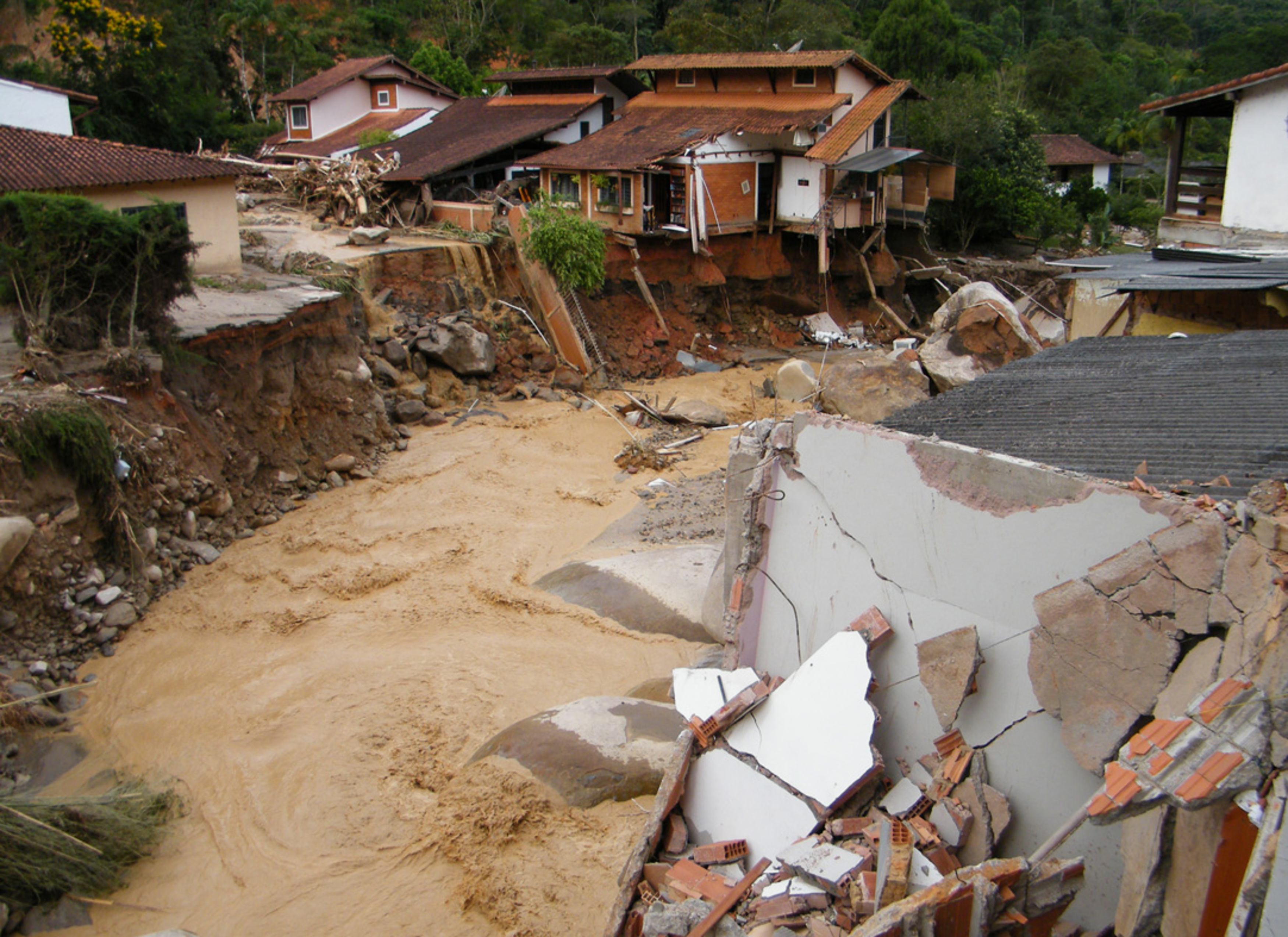
Desastres climáticos como chuvas torrenciais seguidas de deslizamentos de morros e inundações causam perda de vidas, prejuízos materiais de grande monta e intenso estresse nas populações atingidas, e ao mesmo tempo criam condições para o surgimento de epidemias

Outro aspecto desafiador que vem sendo levantado recentemente é o impacto dos problemas gerados pelo aquecimento sobre a saúde emocional e mental das populações afetadas por desastres ambientais. Tem sido demonstrado que eventos deste tipo podem desencadear sérias perturbações, tais como crises de ansiedade, distúrbios do sono, depressão, estresse, risco aumentado de suicídio, de surtos de violência social e de consumo de drogas, que se assemelham à síndrome pós-traumática, estado clínico severo que pode levar vários anos para ser superado após um evento concreto desencadeante, como uma inundação. A simples expectativa de que possam acontecer desastres, por outro lado, tem gerado efeitos similares à síndrome pré-traumática, um estado de preocupação difusa e desalento ante a possibilidade de catástrofes ou outras perdas graves. Segundo Elizabeth Haase, professora de psiquiatria na Universidade de Colúmbia, somente nos Estados Unidos espera-se que até 200 milhões de pessoas desenvolvam algum tipo de problema mental em decorrência das mudanças climáticas, e os autores de um estudo publicado na revista científica Lancet consideram que as doenças mentais estão entre as mais perigosas ameaças indiretas do aquecimento global. O mesmo tipo de ameaça foi apontado por José Marengo, que colaborou na elaboração do Primeiro Relatório de Avaliação Nacional sobre Mudanças Climáticas:
"Quando pensamos em problemas relacionados a extremos climáticos, pensamos em qualidade da água, leptospirose, dengue, malária... Uma pesquisadora do painel nos mostrou, no entanto, que não só problemas ditos ‘físicos’ devem nos preocupar, mas também os problemas mentais e psicológicos que ocorrem como consequência da alteração dos padrões climáticos. Aumento de infartos, acidentes vasculares cerebrais, depressão. Isso foi realmente uma novidade. Foram feitas pesquisas em Blumenau, estado de Santa Catarina, depois das fortes chuvas de 2008. Meses depois foram registrados altos níveis de estresse na região – mesmo em pessoas que moram em áreas rurais, distantes dos clássicos problemas urbanos".
Outro exemplo impactante vem da Índia, que no início de 2016 experimentou uma das mais intensas e prolongadas secas de sua história, com ondas de calor cujas temperaturas chegaram a 51 °C, estabelecendo um novo recorde nacional. Além de provocar a morte direta de centenas de pessoas, devastar as colheitas e causar um grande êxodo populacional das regiões mais criticamente afetadas, o desespero diante da calamidade climática fez com que somente na região de Maharashtra mais de 400 agricultores cometessem suicídio.

### Cultura e patrimônio histórico

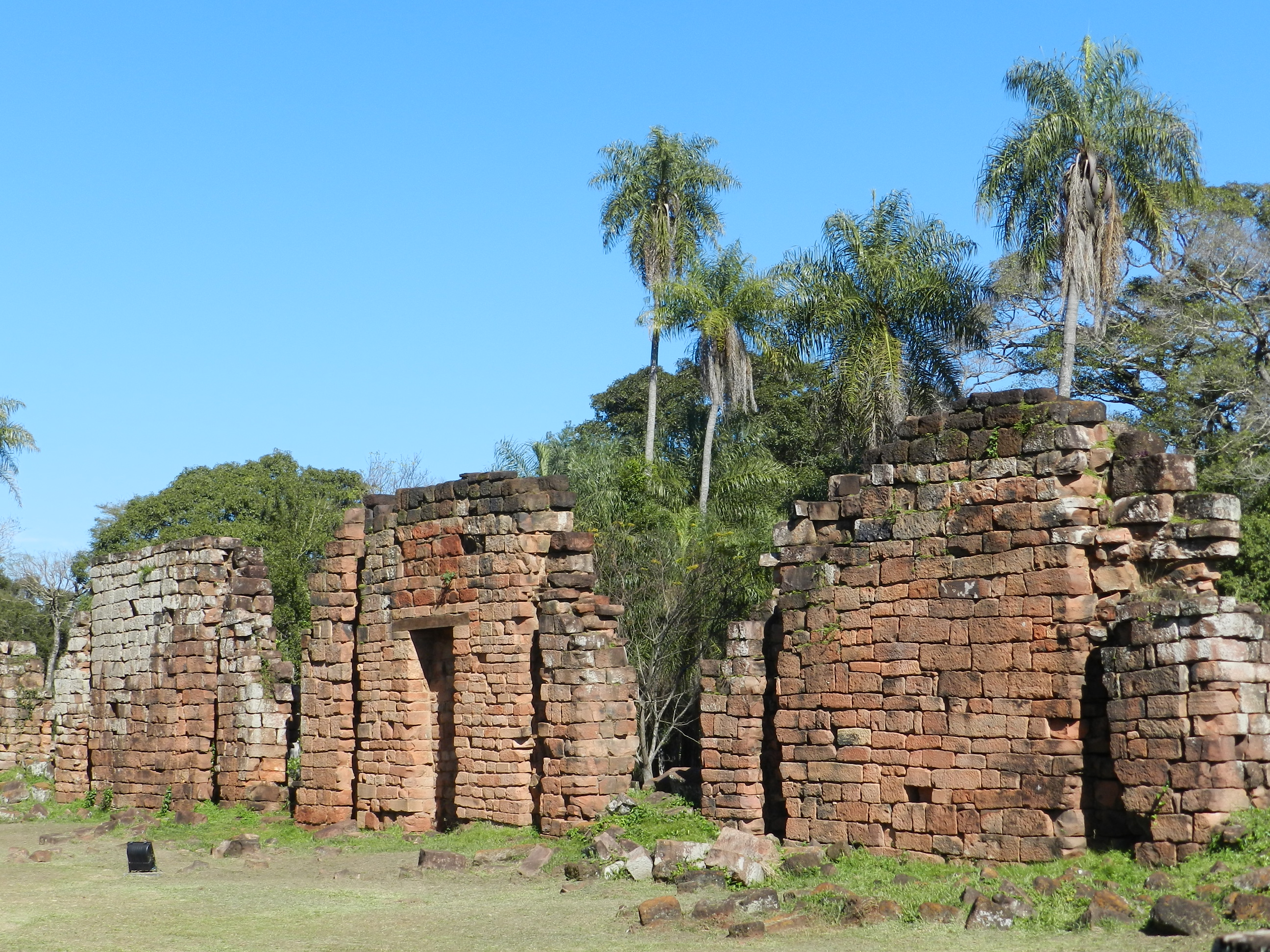
Ruínas da Missão Jesuítica de Santa Ana, na Argentina, declaradas Patrimônio da Humanidade, mostrando grande acúmulo de vegetais. Num clima mais quente e úmido o crescimento de vegetação, liquens, fungos e musgos sobre patrimônio edificado se acelera. Essas mudanças climáticas também impõem maior estresse físico às estruturas, fatores que em conjunto aumentam os problemas de conservação

Todos os impactos ambientais se conjugam para afetar negativamente vários aspectos das culturas e sociedades mundiais e problematizam a conservação do seu patrimônio histórico. As migrações e êxodos populacionais causados pela disrupção climática tendem a desintegrar valores sociais, culturais, identitários, estéticos, afetivos, psicológicos, linguísticos, políticos e religiosos das populações migrantes, que se formam intimamente vinculados às suas regiões de origem. A chegada de grande afluxo de populações em novas regiões tende a exacerbar os conflitos violentos, as desigualdades e a competição por recursos entre os recém-chegados e as populações residentes, minando as bases das culturas autóctones e suas relações com a história e a memória local. Populações em movimento deixam para trás tanto suas raízes culturais quanto seu patrimônio edificado e seus sítios históricos, que se degradam pelo abandono. As mudanças no clima prejudicam atividades culturais e econômicas como o turismo, as celebrações e festividades tradicionais e folclóricas, e as culturas dos povos indígenas, que são essencialmente ligadas à terra e ao ambiente onde vivem. O declínio ou desaparecimento de espécies associadas a valores culturais, afetivos ou religiosos também acarreta danos à cultura e às tradições. Declarou a UNESCO que "a mudança climática produzirá impactos em aspectos sociais e culturais, com comunidades mudando as maneiras como vivem, trabalham, cultuam e socializam em seus edifícios, sítios e paisagens".
Temperatura e umidade aumentadas implicam em aceleração na degradação de patrimônio histórico edificado, sítios históricos e arqueológicos, e aumentam as dificuldades de conservação de acervos de museus. Além disso, os diferentes materiais nas diferentes regiões do mundo responderão a um clima modificado de formas novas, às quais as populações locais que cuidam de sua conservação não estão acostumadas. Alterações na biodiversidade das diferentes regiões decorrentes das mudanças climáticas trazem consigo ameaças antes inexistentes para os patrimônios em função da invasão por novas pragas biológicas. A elevação do nível do mar inundará em graus variáveis todos os litorais, onde se localiza vasto número de cidades históricas ou culturalmente importantes. Grande número de monumentos, sítios históricos e paisagens culturais declarados Patrimônio da Humanidade pela UNESCO já sofrem danos e estão sob séria ameaça, e os patrimônios nacionais, regionais e locais estão à mercê das mesmas influências climáticas. Com o progressivo agravamento dos desafios econômicos e das carências de recursos, devem ser prejudicados também aspectos de educação e preparação profissional de novos conservadores e a disponibilidade e facilidade de aquisição de materiais de conservação, com impactos desproporcionais nos países mais pobres. Mesmo em países ricos são previstas maiores dificuldades de conservação patrimonial em um cenário de mudança climática. O cenário é tão grave que o Conselho Internacional de Monumentos e Sítios (ICOMOS) desde 2007 admitiu que não será possível salvar todo o patrimônio ameaçado, e que será necessário estabelecer prioridades, referindo que “a herança das mudanças climáticas globais é uma herança de perda".

### Economia, política e sociedade

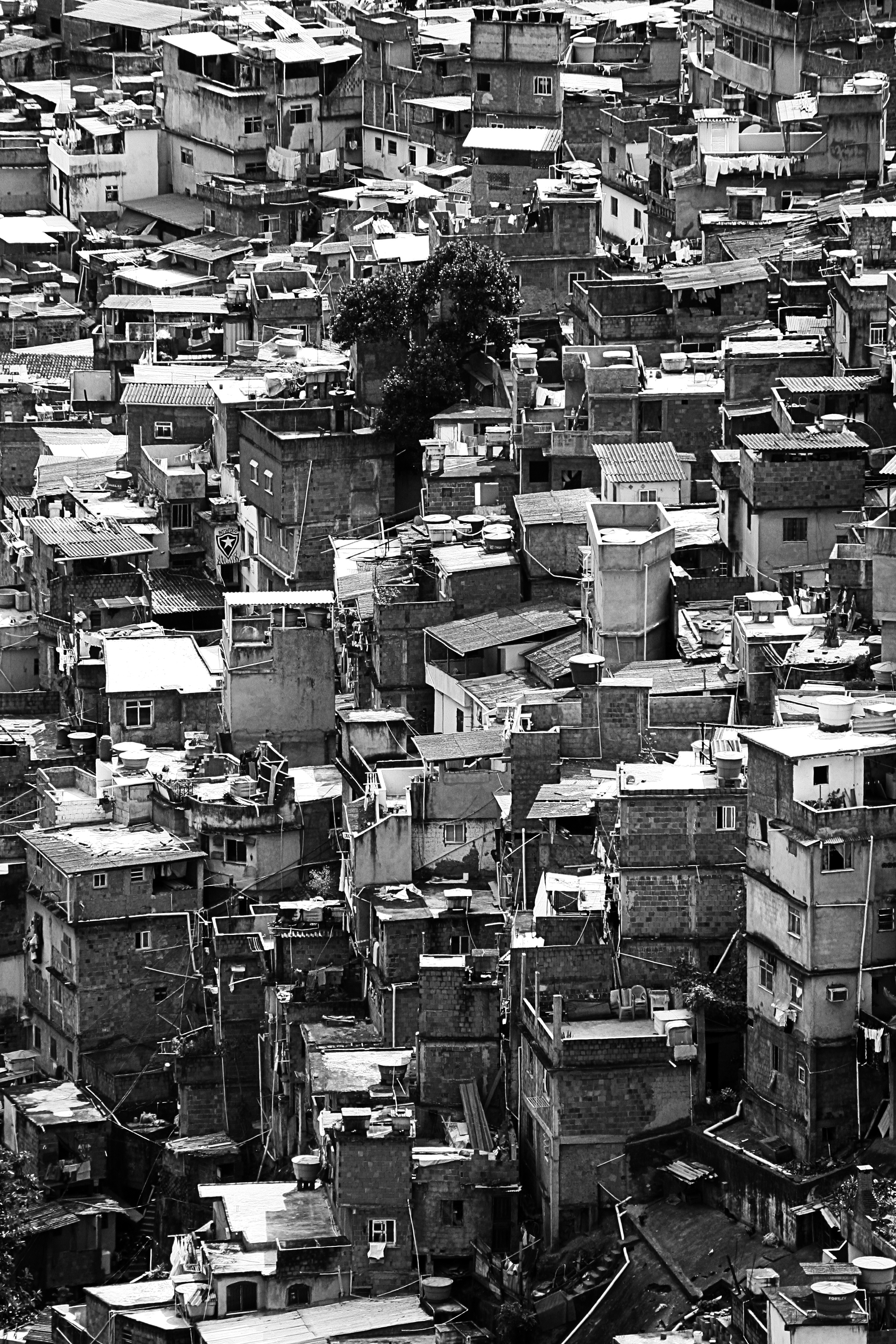
O aquecimento deve fazer aumentar a população que vive em condições sub-humanas. Na imagem, detalhe da favela da Rocinha, no Rio de Janeiro, com uma população de quase 70 mil habitantes, a maior favela do Brasil

Levando em conta que mais de 40% da economia mundial depende diretamente de produtos ou processos biológicos, e que todo ser humano precisa de sustento vindo diretamente da natureza, os efeitos no longo prazo do aquecimento global para a sociedade, combinados aos dos outros problemas ambientais que são associados ou derivados, como a poluição e o desmatamento, seriam catastróficos. Na realidade, como disse Michael Cutajar, ex secretário-executivo da Convenção-Quadro das Nações Unidas sobre a Mudança do Clima, já são: "A mudança climática não é só uma ameaça distante, mas um perigo atual — já estamos sentindo o seu impacto econômico". Um estudo recente desenvolvido por mais de 50 cientistas estimou que o aquecimento global custa diretamente mais de 1,2 trilhão de dólares, com impacto maior sobre os países pobres. O sub-secretário-geral da ONU, Achim Steiner, afirmou que somente a perda e degradação de florestas gera um prejuízo anual de cerca de 4,5 trilhões. Os custos derivados das invasões de espécies exóticas representam mais 1,4 trilhão, conforme declaração do Secretariado da Convenção sobre a Biodiversidade. Se nada for feito para mitigá-lo significativamente, os custos do aquecimento podem corroer de 5 a 20% do Produto Mundial Bruto por ano, ao passo que o custo de mitigação ficaria em torno de apenas 1%, segundo informa o Relatório Stern.
Some-se a isso prejuízos culturais e sociais, e patenteia-se o imenso impacto prático e imediato dessas perturbações ecológicas para o homem. Um relatório produzido pelo Banco Mundial em 2012, intitulado Reduzir o calor: por quê precisamos evitar um mundo 4 ºC mais quente, causou surpresa pelo tom incomumente dramático para uma organização caracterizada pela sisudez, juntando-se ao consenso dos cientistas e ambientalistas e prevendo um cenário assustador para o mundo, em termos de disrupção social e perturbações ambientais, se a temperatura média se elevar aos 4 °C, nível esperado pela maioria dos estudos se nada for feito em contrário. As primeiras palavras do presidente do Banco, Jim Yong Kim, na apresentação do estudo, foram: "Espero que este relatório nos choque, levando-nos à ação". Após considerar todos os riscos que se colocam, o relatório encerrou com a declaração: "Um mundo 4 °C mais quente apresentará para a humanidade desafios jamais vistos. E fica claro que danos e riscos em escala local e global provavelmente acontecerão bem antes deste nível de aquecimento ser atingido. [...] Simplesmente não podemos permitir que a projetada elevação de 4 °C aconteça". Em 2013 o presidente reiterou seu apelo a todas as nações, dizendo que "as mudanças climáticas devem estar no topo da agenda internacional, pois o aquecimento global põe em risco qualquer desenvolvimento que for conseguido em outros setores, inclusive o econômico". O Relatório de Desenvolvimento Humano 2013, elaborado pelo Programa das Nações Unidas para o Desenvolvimento (PNUD), previu que o número de pessoas vivendo em pobreza extrema em 2050 como consequência do problema ambiental aumentaria em 2,7 bilhões. No cenário mais grave, o Índice de Desenvolvimento Humano (IDH) médio global diminuiria 15% em 2050, mas os países mais pobres experimentariam índices de declínio ainda maiores. O Grupo de Trabalho de Economia da Adaptação às Mudanças Climáticas do Programa das Nações Unidas para o Meio Ambiente (PNUMA) estimou perdas anuais no PIB das nações de 1 a 12% até 2030. Em um cenário de mudanças mais radicais no clima, as perdas econômicas relacionadas ao aquecimento podem chegar se elevar em 200% em 2030. Um estudo mostrou que em 2010 o aquecimento global causou a morte de 5 milhões de pessoas, e Bekele Geleta, secretário-geral da Federação Internacional da Cruz Vermelha, relatou que no mesmo ano a organização fez mais de 30 milhões de atendimentos a vítimas de desastres naturais derivados do aquecimento global. Maiores mudanças no clima devem tornar a situação ainda pior.
Para o equilíbrio e saúde da natureza em geral e para a biodiversidade em si, cujo valor de existência ainda está para ser reconhecido, os danos são incalculáveis, e as espécies que se extinguirem em função do aquecimento representam perdas irreversíveis, um triste legado para as futuras gerações, que terão, se nada for feito em contrário, a difícil tarefa de sustentar uma população bem maior com os recursos generalizadamente empobrecidos de um planeta que terá, além de tudo, um clima bem mais imprevisível e hostil, que complicará de maneira significativa o atendimento das crescentes demandas. Hoje vivem no mundo 7 bilhões de pessoas. Projeta-se para 2050 uma população de 9 bilhões, e recente relatório da ONU prevê para este século um aumento de 300 a 900% no consumo global, aumentando proporcionalmente a pressão sobre recursos naturais cada vez mais escassos.

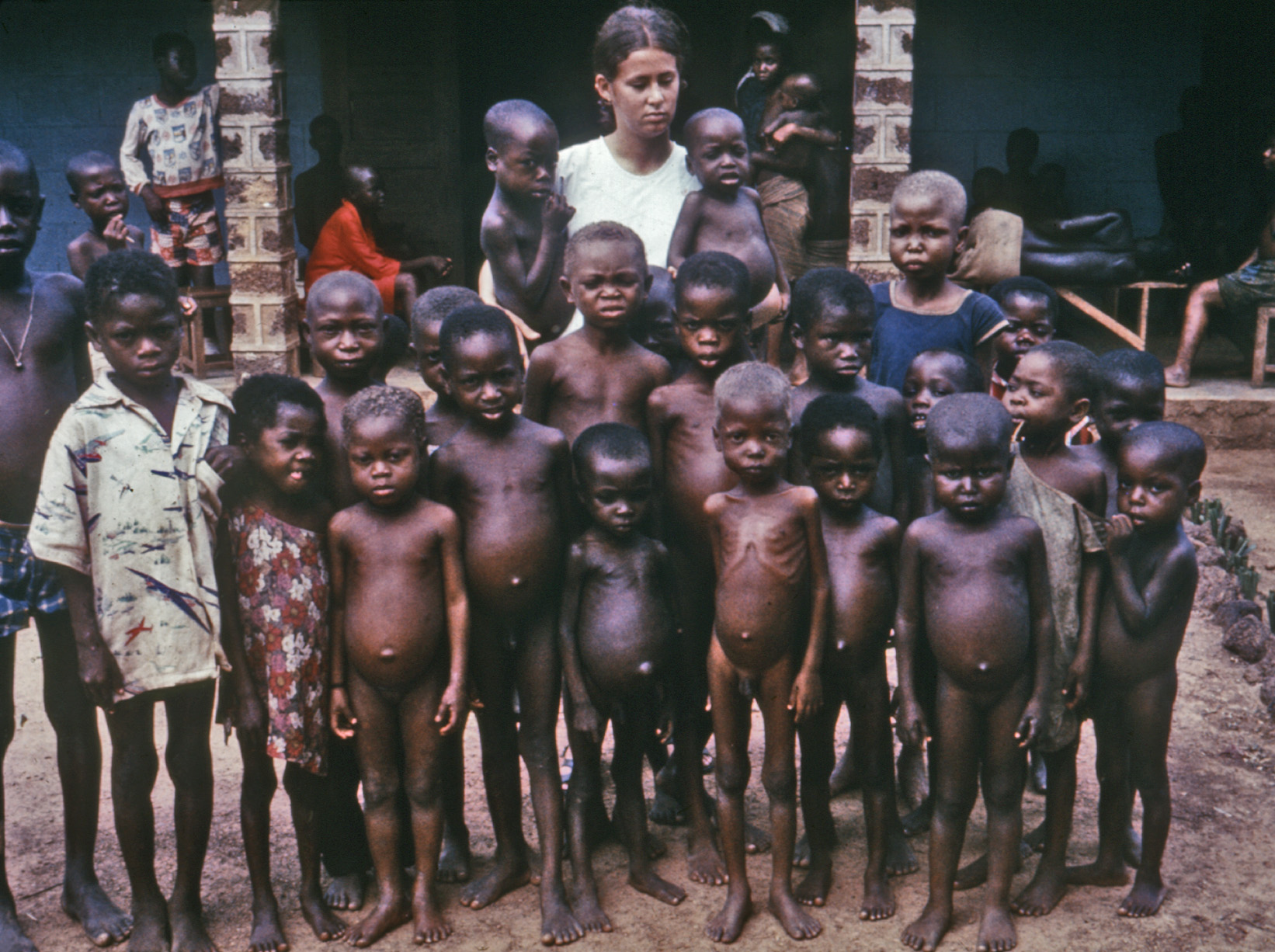
Crianças subnutridas em um orfanato da Nigéria na década de 1960. A fome, que sempre assombrou a humanidade, e que hoje ainda aflige mais de 800 milhões de pessoas, deve piorar se o aquecimento global não for combatido

Por causa disso, é esperada também uma escalada nas migrações populacionais, nas guerras civis e nos conflitos internacionais violentos. Suzana Kahn, uma das vice-presidentes do Grupo de Trabalho III do IPCC, explica: "A alteração no ambiente aumentará o fosso entre nações. Fugindo da seca e/ou de inundações, populações inteiras, com muito pouco a perder, se transformarão em refugiados climáticos. Eles serão recebidos com hostilidade, principalmente nos países mais ricos, que em sua maioria já sofrem com o aumento da densidade demográfica nas cidades". Na primeira metade de 2019, 70% das migrações internas registradas nos países foram causadas por desastres climáticos. Em 2011 o Conselho de Segurança da ONU reconheceu por unanimidade que as mudanças climáticas podem ser uma ameaça para a paz e a estabilidade mundial, e o tema tem recebido crescente atenção da diplomacia internacional em função de suas múltiplas consequências econômicas, sociais e políticas e seu caráter transnacional. Conflitos violentos como os que ocorrem na Síria, por exemplo, que desencadeiam êxodos populacionais importantes e atritos internacionais, têm sido em parte causados por problemas locais derivados do aquecimento global. Estudos recentes que analisam o desempenho das políticas climáticas das nações vêm indicando que sociedades instáveis e violentas e com problemas de governança crônicos tendem notoriamente a ser incapazes de gerir suas políticas de maneira eficiente e atender às crescentes demandas de suas populações num cenário climático em modificação, multiplicando as chances da ocorrência de falhas críticas em sistemas vitais. O último relatório do IPCC pela primeira vez reconheceu que a instabilidade social gerada pelas mudanças climáticas tende a fortalecer os governos de extrema-direita, e o aumento nos níveis de tensão política em um mundo de recursos em declínio e economias em erosão onde aumentem a fome e a pobreza pode também problematizar os debates sobre a mitigação e adaptação e a assinatura de acordos de cooperação internacional justamente quando seriam mais necessários. Em 2016 o Fórum Econômico Mundial apontou o fracasso no combate ao aquecimento como a principal ameaça global pelas suas consequências negativas sobre o ambiente, a segurança, a geopolítica, a economia e a sociedade.
O recente progresso da humanidade gerou muitos benefícios, mas desencadeou efeitos negativos que não haviam sido previstos e para os quais o mundo não estava preparado, dada sua enorme amplitude e suas múltiplas consequências indiretas. O impacto ambiental antrópico pode ser sumarizado em cinco grandes ameaças: desequilíbrio do clima, declínio da biodiversidade, poluição, perda e degradação de ecossistemas e a explosão demográfica, todas intimamente ligadas entre si. Um estudo publicado em março de 2013 por pesquisadores da Universidade de Stanford e ratificado por mais de 500 outros especialistas de todo o mundo, afirmou:
"A vasta maioria dos cientistas que estudam as interações entre as pessoas e o resto da biosfera concordam em uma conclusão central: as cinco tendências perigosas citadas acima estão produzindo efeitos negativos, e, se continuarem, os efeitos negativos já aparentes sobre a qualidade de vida do homem se tornarão muito piores dentro de poucas décadas. A abundância de evidências científicas sólidas substanciando os prejuízos foi sumarizada em muitos estudos individuais e em declarações de consenso [...] e foi documentada em centenas de artigos publicados na literatura científica sujeita à revisão por pares. [...] Assegurar um futuro para nossos filhos e netos que seja tão desejável para ser vivido como a vida que levamos hoje exigirá aceitarmos que já fizemos inadvertidamente o ecossistema global rumar em direções perigosas, e que temos o conhecimento e o poder de colocá-lo de volta em seus eixos — mas se agirmos agora. Esperar mais somente tornará mais difícil, se não impossível, termos sucesso, e produzirá custos substancialmente maiores, tanto em termos monetários como em sofrimento humano".
Em geral se considera que uma ampliação do problema e as suas piores sequelas ainda podem ser evitadas, desde que medidas radicais sejam tomadas nesta direção sem demora. Refletindo esse consenso, disse Paul Ehrlich que a raiz de todo este problema planetário é cultural:
"Enquanto a mudança climática já está na agenda política, a maior parte dos outros desafios não está, e o entendimento do público sobre o que produz a degradação ambiental, ou dos fenômenos naturais em geral, é mínimo. Poucos leigos estão familiarizados com a ideia fundamental de que a degradação do ambiente é um produto do tamanho da população humana, do consumo per capita, e dos tipos de tecnologias e sistemas econômicos e sociais que suprem o consumo. No último século, aproximadamente, criou-se um vasto hiato cultural entre o que a sociedade como um todo sabe e o que cada indivíduo sabe — um hiato que se provou especialmente problemático no caso dos representantes eleitos e outros líderes que não possuem quase nenhum conhecimento de ciência.
"Infelizmente, levará muitas décadas até que as ações humanas produzam mudanças significativas na atual trajetória da população. Mesmo assim, sabemos que padrões de consumo mudam virtualmente da noite para o dia, como foi demonstrado pelas mobilizações e desmobilizações durante a Segunda Guerra Mundial. Mudanças enormes na produção e no consumo aconteceram nos Estados Unidos em quatro ou cinco anos, e, durante esses anos, os americanos aceitaram racionamentos de gasolina, de açúcar e de carne. Se são dados incentivos adequados, a economia pode se transformar muito rapidamente. [...] É o comportamento humano, das próprias pessoas entre si e em relação ao planeta que sustenta a todos, o que requer modificação rápida".

As medições do gás carbônico atmosférico realizadas diariamente pelo Observatório de Mauna Loa no Havaí mostram não apenas uma elevação constante nos níveis, mas uma tendência à aceleração. Note-se que a linha média não é uma reta, mas uma leve curva ascendente. Dados do período de 1958-2015. Em 2016 já foram ultrapassadas as 409 ppm

Com o avanço nas pesquisas nos últimos anos veio a se considerar imprudente e perigosa demais a meta de redução na emissão de gases que levaria a um aumento máximo de 2 °C na temperatura média, meta que vigorou por muitos anos, e as comunidades científica e ambientalista conseguiram que o Acordo de Paris, celebrado em 2015, a reduzisse para 1,5 °C. De acordo com o IPCC, este nível de aquecimento, se as tendências continuarem inalteradas, deve ser atingido antes de c. 2050 como uma média global, mas algumas regiões podem atingi-lo antes. Isso não significa que este aquecimento possa ser atingido despreocupadamente, ao contrário, o IPCC afirma que não existe nenhum "nível seguro" de aquecimento, e qualquer elevação adicional aos níveis atuais deveria ser evitada, pois a elevação já observada, de menos de 1 °C, já provoca consequências de ampla repercussão, e elevações ainda maiores só podem piorar o quadro altamente preocupante que se vive no presente.
Ao mesmo tempo, surge o problema adicional de que os objetivos globais de emissão, que antes já eram considerados na prática inalcançáveis por muitos cientistas, ficam ainda mais difíceis de cumprir, e para que a nova meta possa ser atingida as medidas de contenção de emissões precisam se tornar muito mais agressivas do que têm sido planejadas até agora, o que possivelmente vá acirrar ainda mais, em vários setores da economia e da sociedade, as resistências em relação às mudanças necessárias. De acordo com o último relatório do IPCC, os cenários que produziriam uma temperatura média global em torno de 1,5 °C acima dos níveis pré-industriais implicam uma concentração atmosférica de CO2 de 430 ppm até 2100, e exigiriam uma redução de 45% no total de emissões de cerca até 2030, em relação às emissões de 2010, mas as metas do Acordo de Paris não são suficientes para alcançar esse objetivo. Para piorar, a reação da sociedade tem sido lenta demais, as emissões de CO2 continuam a crescer e chegaram a um recorde em 2013, ultrapassando as 400 ppm. De fato, os recordes têm sido quebrados continuamente, e em fevereiro de 2019 a concentração ultrapassava as 414 ppm. Outros gases do efeito estufa também estão aumentando, como o metano e o óxido nitroso.

### A persistência dos efeitos do aquecimento
É importante lembrar outra vez que diversos efeitos dos gases estufa só se manifestam muitos anos depois de ocorrerem as emissões, e outros são de longa duração. Os gases estufa podem levar mais de trinta anos para produzirem efeitos em termos de temperatura. Ou seja, o aquecimento experimentado atualmente é o resultado dos gases emitidos até a década de 1980. Por isso, é inevitável um aquecimento adicional mesmo se as emissões cessassem hoje totalmente, pois os gases emitidos entre os anos 80 e a atualidade só produzirão seus efeitos daqui a algumas décadas. Porém, desde então as emissões só cresceram, e evidências recentes indicam que a tendência é não apenas continuarem crescendo, mas também que o crescimento deve se acelerar.
A acidificação do oceano, por exemplo, levará milênios para ser revertida pelos processos naturais, e o nível do mar continuará a se elevar por séculos, podendo chegar a vários metros acima dos níveis atuais. Alguns gases, além disso, têm um longo ciclo de vida, permanecendo ativos por muito tempo. De acordo com o IPCC, o ciclo de vida dos hidrofluorocarbonetos importantes industrialmente varia de 1,4 a 270 anos. O gás carbônico, o principal gás estufa antropogênico, pode permanecer ativo na atmosfera por até centenas de anos, e o óxido nitroso, até 114 anos. Outros gases, como os compostos perfluorados e o hexafluoreto de enxofre, embora em menores quantidades no total, mas muito potentes, têm ciclos ainda mais longos, que variam de mil a 50 mil anos.

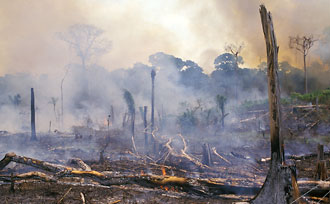
Queimada para abertura de novas áreas para agricultura, uma prática comum que provoca grande degradação ambiental e emite grandes quantidades de gases estufa

Não há nenhuma garantia de que todos os efeitos serão reversíveis se esta crise for superada, nem que uma eventual recuperação levará os ecossistemas a um estado semelhante ao que eram antes, sendo, ao contrário, virtualmente certo de que eles reemergirão transformados de maneira substancial e provavelmente muito empobrecidos. Assim, se eles terão capacidade de sustentar a população futura adequadamente, é questão muito duvidosa e preocupante. Além disso, as perdas na biodiversidade por extinção são obviamente irreversíveis. O aquecimento, com seu longo elenco de efeitos diretos e indiretos, é um dos principais agentes do declínio contemporâneo da biodiversidade mundial, e se as tendências não mudarem levarão a uma extinção em massa em escala global, que acarretaria resultados catastróficos para o ambiente e também para a humanidade. A atual biodiversidade da Terra é o resultado de 3,5 bilhões de anos de evolução. Após as grandes extinções em massa de tempos pré-históricos, uma recuperação significativa da variedade biológica sempre exigiu muitos milhões de anos para acontecer.
Todos esses dados apontam para a vasta magnitude do problema e indicam que muitos efeitos persistirão para além dos horizontes da presente civilização, mesmo se as emissões cessarem hoje, o que enfatiza a necessidade de sua redução drástica e imediata. O Secretariado da Convenção sobre Diversidade Biológica foi enfático ao analisar as perspectivas de futuro:
"A maioria dos cenários futuros projeta altos índices contínuos de extinções e perda de habitats ao longo deste século. [...] As medidas tomadas durante as duas próximas décadas e a direção traçada no âmbito da Convenção sobre a Biodiversidade, determinarão se as condições ambientais relativamente estáveis das quais a civilização humana tem dependido durante os últimos 10 mil anos continuarão para além deste século. Se não formos capazes de aproveitar essa oportunidade, muitos ecossistemas do planeta se transformarão em novos ecossistemas, com novos arranjos sem precedentes, nos quais a capacidade de suprir as necessidades das gerações presentes e futuras é extremamente incerta".

### Potencial de impactos catastróficos
O IPCC é largamente considerado a maior autoridade mundial em aquecimento global, recebeu o Prêmio Nobel da Paz pelo seu trabalho, e suas conclusões foram aceitas por um largo leque de outras organizações e academias científicas de todo o mundo, entre elas a Royal Meteorological Society do Reino Unido, a Network of African Science Academies, com a participação de academias nacionais de 13 países africanos, o Relatório Conjunto das academias científicas de 11 países, a National Oceanic and Atmospheric Administration dos Estados Unidos, a European Geosciences Union, e o International Council for Science, representando 119 organizações científicas nacionais e 30 organizações internacionais.". Muitas outras importantes sínteses científicas internacionais também aceitaram as conclusões do IPCC, entre elas a Avaliação Ecossistêmica do Milênio, a série Global Environment Outlook, da UNEP, e o Vital Forest Graphics da UNEP`/ FAO / UNFF, escritos e revisados por milhares de especialistas.
Porém, por mais que os resultados dos relatórios do IPCC sejam preocupantes, eles não estão livres de críticas, e há vários anos uma expressiva quantidade de trabalhos independentes vêm indicando que eles são excessivamente conservadores em vários aspectos importantes, em parte devido ao fato de que as conclusões do IPCC são adotadas no sistema do consenso, onde participam da tomada de decisão representantes políticos das nações, que têm a tendência de minimizar as previsões mais alarmantes. Esses estudos mostram que as mudanças climáticas estão se agravando bem mais rápido do que o IPCC previu e que os piores cenários estimados ficam cada vez mais perto de se concretizarem. Além disso, Stefan Rahmstorf, pesquisador da Universidade de Potsdam, assinalou que os cientistas em geral são muito cautelosos no momento de fazer declarações extraordinárias e temem ser acusados de alarmismo, e em parte a isso se deve o conservadorismo do IPCC, mas acrescenta que quando existe uma ameaça da magnitude daquela representada pelo aquecimento global, seria mais prudente superestimar os riscos do que subestimá-los. Vários outros cientistas, incluindo colaboradores do IPCC, além de concordarem com essas críticas, reivindicam que os relatórios sejam mais eficientes em veicular uma mensagem de alerta suficientemente clara para a população leiga e os criadores de políticas. Outro fator que colabora para justificar as críticas é o longo tempo necessário para que se façam todas as revisões antes da publicação, o que torna os relatórios ultrapassados em alguns aspectos assim que são divulgados, deixando de considerar muitos estudos mais recentes.
À parte essas críticas, como já foi mencionado, o próprio IPCC reconhece que à medida que as temperaturas se elevam inevitavelmente aumentam os riscos de mudanças súbitas e dramáticas nos efeitos do aquecimento global, um risco que foi reconhecido também por várias outras autoridades. Evidências em registros paleoclimáticos atestam que mudanças abruptas radicais no sistema do clima são não apenas possíveis, mas já aconteceram no passado, às vezes em questão de apenas uma década ou menos.

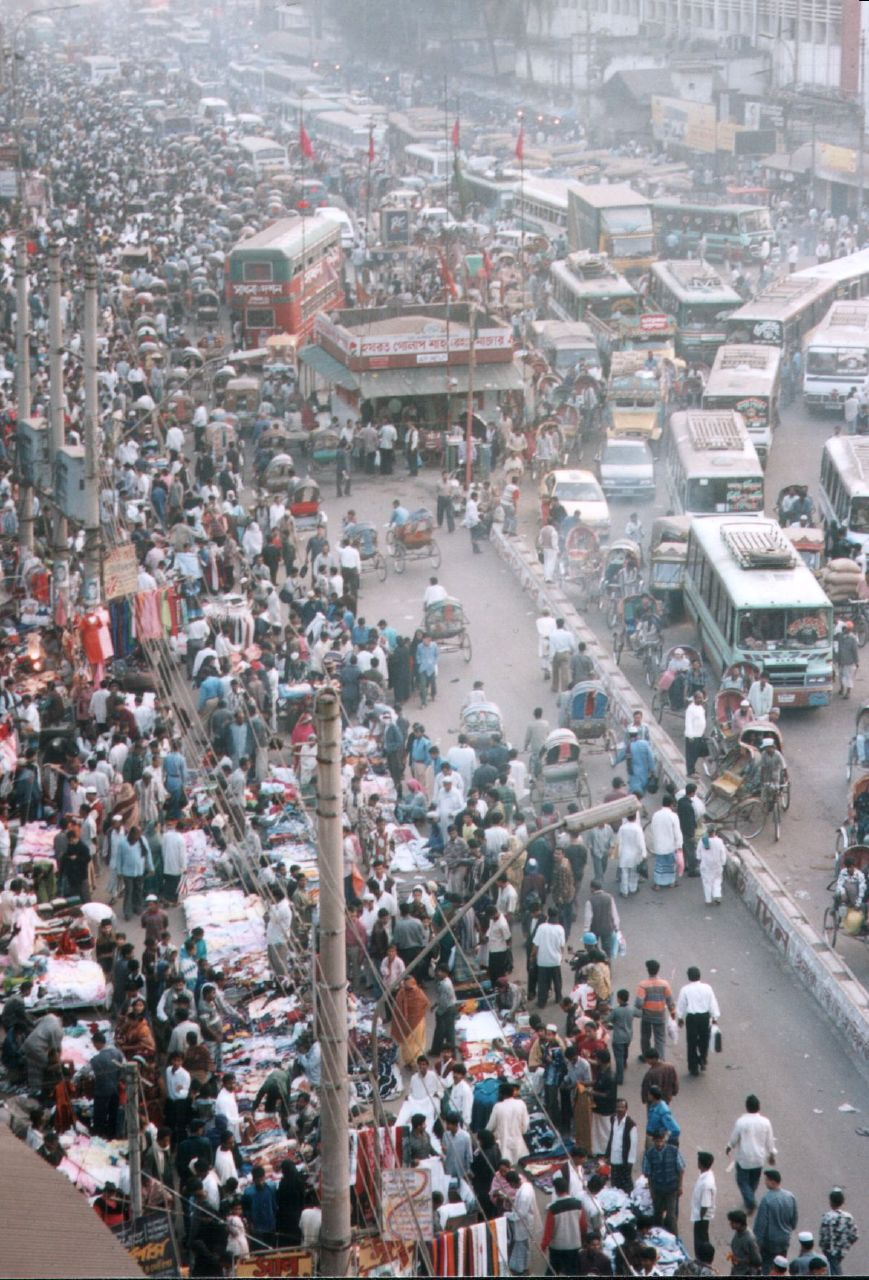
A multidão nas ruas de Daca, Bangladesh. A superpopulação exerce crescente pressão sobre o meio ambiente, alimentando as causas do aquecimento

Mantido o atual ritmo de emissões, diz o IPCC que a temperatura atingirá 1,5 °C entre 2030 e 2052 como uma média global, mas algumas regiões podem atingi-la antes, e até 2100, conforme as diferentes projeções, deve alcançar de 4 a 6 °C. Se houver muita demora na redução, em algum momento a quantidade de gases lançados na atmosfera ultrapassará um ponto crítico, após o qual serão inevitáveis e irreversíveis efeitos cumulativos devastadores. Adicionalmente, considerando que os esforços para combate ao aquecimento e outros agravos à natureza que atuam em sinergia têm sido até o momento pouco efetivos, o cenário futuro não pode ser senão sombrio.
Um aquecimento descontrolado, que supere os 4 °C, desencadearia um vasto número de extinções e desestruturaria todos os sistemas produtivos humanos e as sociedades, tornando as nações ingovernáveis. Vários cientistas de grande prestígio, deixando de lado sua costumeira discrição, têm manifestado em palavras dramáticas o temor de que os problemas ambientais se avolumem a ponto de levar a civilização como a conhecemos à desintegração. É um exemplo Paul Ehrlich, presidente do Center for Conservation Biology da Universidade de Stanford e cofundador do projeto Millenium Alliance for Humanity and the Biosphere: "Hoje, pela primeira vez, a civilização humana global [...] está ameaçada de colapso por uma massa de problemas ambientais. A humanidade está engajada no que o príncipe Charles chamou de 'um ato de suicídio em larga escala', enfrentando o que John Beddington, o principal conselheiro científico do Reino Unido, chamou de 'a tempestade perfeita' de problemas ambientais". Um estudo patrocinado pela National Science Foundation dos Estados Unidos e pela NASA projetou que "sob condições que se aproximam de perto da realidade vivida atualmente o colapso futuro é difícil de evitar", e nas palavras de Ban Ki-Moon, ex-secretário-geral da ONU, "as tendências atuais estão nos levando cada vez mais perto de potenciais pontos de ruptura, que reduziriam de maneira catastrófica a capacidade dos ecossistemas de prestarem seus serviços essenciais. Os pobres, que tendem a depender mais imediatamente deles, sofreriam primeiro e mais severamente. Estão em jogo os principais objetivos delineados nas Metas de Desenvolvimento do Milênio: segurança alimentar, erradicação da pobreza e uma população mais saudável". Em 2018 o novo secretário-geral da ONU, António Guterres, disse que se as tendências de emissão não mudarem radicalmente a partir de 2020 [quando entra em vigor o Acordo de Paris], "nos arriscaremos a perder a ocasião de evitar um aquecimento descontrolado, com consequências desastrosas para as pessoas e os sistemas naturais que nos sustentam".
Alguns poucos cientistas, como Stephen Hawking, temem que o descontrole do sistema climático possa chegar ao extremo de levar o planeta a uma condição semelhante à de Vênus, sufocado por um efeito estufa extremo e com uma temperatura superficial de 480 °C. A maioria dos cientistas, contudo, considera esse cenário impossível de se materializar, embora considerem possível uma grande elevação da temperatura. Um aquecimento de 11 ou 12 °C pode tornar o planeta praticamente inabitável, e se projetarmos o futuro para além do limite de 2100, e considerarmos a queima de todas as reservas conhecidas de combustíveis fósseis, projeta-se aquecimento dos continentes de até 20 °C.
O PNUMA, acompanhado de um crescente grupo de cientistas, acredita que a oportunidade que a humanidade tinha de evitar um aquecimento catastrófico já pode ter sido perdida pela excessiva demora na tomada de ações efetivas. Um aquecimento descontrolado poderia colocar em risco a própria sobrevivência da humanidade. Reconhecendo a urgência e vastidão da ameaça, até julho de 2019 mais de 700 administrações estatais, regionais e locais de vários países, e mais de 7 mil universidades, escolas técnicas e faculdades de todo o mundo declararam estado de emergência climática, como forma de criar mecanismos e incentivos para uma redução total das emissões até meados do século.

## O consenso científico e o negacionismo
Os principais aspectos do aquecimento global estão bem estabelecidos na ciência, como a propriedade dos gases estufa de reterem radiação infravermelha, o aumento de temperatura decorrente da maior concentração destes gases, a causa humana em sua acumulação, e a importância deste aquecimento no clima. De fato, o consenso do meio científico a este respeito é virtualmente unânime. Vários estudos atestam este consenso, analisando milhares de trabalhos publicados nos últimos anos. O levantamento mais recente, que em 2015 analisou mais de 24 mil trabalhos sobre o tema, indicou que 99,99% dos climatologistas concordam que o aquecimento é real e produzido pelo homem. De acordo com The National Academies, uma reunião de academias científicas nacionais dos Estados Unidos, as principais dúvidas ainda existentes dizem respeito apenas à velocidade deste aquecimento, a que níveis vai chegar ao final, e como afetará localmente as diversas regiões do mundo. Para a maioria dos cientistas, o aquecimento é um dos maiores desafios do nosso tempo, se não for o maior de todos.

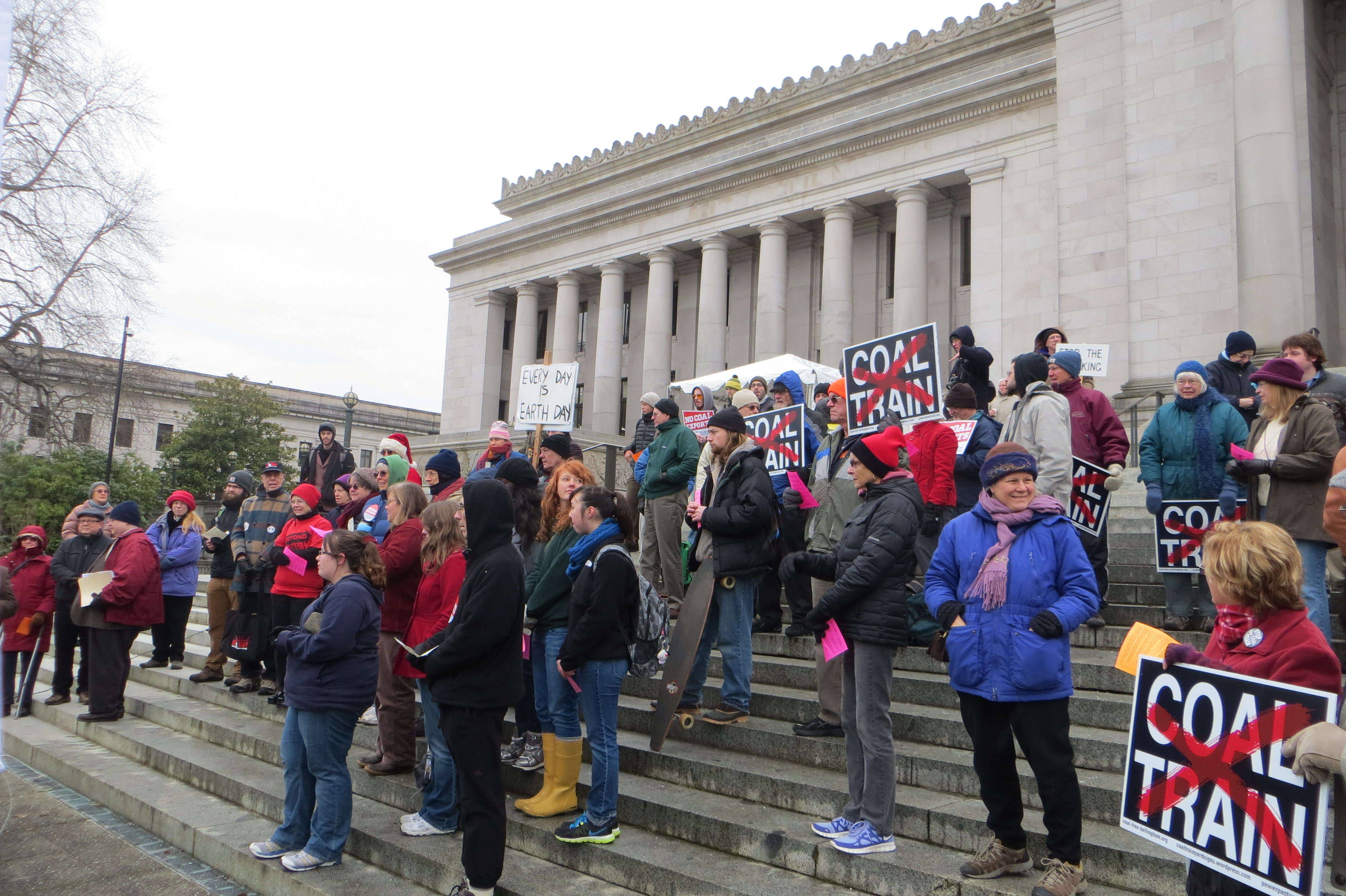
Protesto contra o uso do carvão, um combustível fóssil, diante do prédio do Legislativo de Olympia, nos Estados Unidos.

Em contraste, a mídia não-científica, numa enganosa busca por equilíbrio e imparcialidade, com frequência procura apresentar "os dois lados" da questão, dando o mesmo espaço e a mesma importância a quem afirma a realidade do problema e a aqueles que a negam. Isso é um erro, pois de um lado há argumentos muito fortes, sustentados por uma maioria esmagadora de especialistas científicos, e do outro, muito fracos, apoiados em geral por amadores, empresas, políticos e grupos de interesse. Como o grande público obtém suas informações principalmente da mídia, esse equilíbrio artificioso tem sido apontado como um importante fator para a pouca importância que o público dá ao problema, o que se reflete na presente dificuldade de se adotar em larga escala medidas preventivas e mitigadoras do aquecimento. Uma pesquisa feita com alguns grandes e influentes jornais dos Estados Unidos, analisando 3 543 artigos que trataram do aquecimento no período de 1988 a 2002, encontrou que 52,65% dos artigos davam peso igual a quem negava e a quem afirmava que a atividade humana tem impacto sobre o clima. Discutindo o que deveria ser feito, apenas 10,6% acatavam o consenso científico e enfatizavam a necessidade de ação internacional urgente e compulsória, enquanto 78,2% apresentavam um texto "equilibrado", induzindo a opinião pública a tirar conclusões equivocadas. Analisando cronologicamente o impacto do problema entre o público, a mesma pesquisa mostrou que entre 1988 e 1989, quando o aquecimento começou a chamar grande atenção internacional, os jornais diziam praticamente o mesmo que os cientistas, mas que desde então vêm sendo impostas ao público dúvidas artificiais e a distância entre a opinião científica e a popular vem se alargando.
Nos Estados Unidos, um dos poucos países que não ratificaram o Protocolo de Quioto, a resistência em acatar a ciência tem uma longa história, e é um dos países com mais alto índice de negacionismo climático. A situação do país é importante devido à sua influência política global. Mas desde o governo Bush cientistas são pressionados a mudar suas conclusões, funcionários do governo são forçados a ignorar pareceres técnicos, e um poderoso lobby negacionista está sediado nos EUA, com conexões internacionais. Uma pesquisa de 2013 descobriu que 140 fundações gastaram um total de 558 milhões de dólares entre 2003 e 2010 financiando campanhas e organizações negacionistas. Nas últimas décadas o governo de Barack Obama foi o mais sintonizado com a ciência, mas encontrou forte resistência interna, e os avanços que alcançou em grande parte foram revertidos com a entrada de Donald Trump, que se tornou notório como um negacionista sistemático. Sua administração revogou leis ambientais e tem se caracterizado por suprimir evidências, impor a censura aos cientistas do governo e distorcer o discurso científico a seu favor. Ao longo desses anos, a opinião pública nos EUA tem permanecido largamente cética em alguns aspectos ou decididamente negacionista. Uma pesquisa de opinião do Instituto Gallup de 2019 mostrou que nos últimos 18 anos os norte-americanos evoluíram pouco na aceitação da ciência, mas a evolução está acontecendo, passando de 57% em 2001 para 66% em 2019. No resto do mundo os problemas continuam grandes, o lobby negacionista e múltiplos grupos de pressão político-econômica continuam ativos e influentes, interferindo na opinião pública e nas políticas públicas em larga escala, reunindo esforços para desacreditar a ciência deslocando suas conclusões da sua categoria de fatos para colocá-las no incerto e confuso domínio da teoria, no que esses grupos têm sido muito bem sucedidos.

Cartaz do premiado documentário Uma Verdade Inconveniente, de Al Gore. O filme de modo geral está bem sintonizado com a ciência, os especialistas encontraram nele apenas uns poucos erros, nenhum muito importante. Seu título ironiza a situação da polêmica artificial sobre o aquecimento: todos sabem que é verdade, mas reconhecê-lo publicamente exigiria grandes mudanças de atitude, o que muitos não estão dispostos a fazer

Na lista abaixo, com dados do projeto Skeptical Science, que se dedica a refutar as crendices populares sobre o aquecimento, esclarecer os mal-entendidos e divulgar a ciência de ponta em uma linguagem acessível, vão citados os dez mais frequentes argumentos (A) correntes entre o povo para negar a realidade ou a gravidade do fenômeno atual, usados também por políticos e empresas, junto com a resposta dos cientistas (R) em forma sintética:
1. A: O clima já mudou no passado. — R: O clima é um sistema sensível à influência de vários fatores. No passado houve fatores naturais que provocaram mudanças. Hoje, o fator determinante é a atividade humana.[16][90]
2. A: O sol é a causa. — R: Desde a década de 1980 as tendências da atividade solar e da temperatura terrestre vão em direções opostas, ou seja, o sol está esfriando e a Terra está esquentando.[19][59][90]
3. A: Não vai fazer mal. — R: Efeitos positivos sobre o meio ambiente, a produção de alimentos e a saúde humana são duvidosos, efeitos negativos importantes já estão sendo documentados por múltiplos estudos e provavelmente devem se agravar se o aquecimento continuar em sua progressão atual, ultrapassando largamente os alegados benefícios.[16][90][315][316][328]
4. A: Não há consenso entre os cientistas. — R: O consenso existe e é esmagador: 99,99% dos climatologistas concordam que o aquecimento é real e sua causa é humana.[407]
5. A: Está na verdade esfriando. — R: A última década foi a mais quente na história dos registros.[429][430]
6. A: Os modelos teóricos não são dignos de confiança. — R: Os modelos usados têm limitações e margens de erro, e como em geral são modelos globais, são imprecisos no que diz respeito a detalhamentos regionais, mas reproduzem com grande aproximação as mudanças em escala global do clima observadas historicamente, e por isso suas projeções para o futuro são plausíveis e confiáveis. Não obstante, os modelos vêm sendo constantemente aperfeiçoados.[89][90][91][92][106]
7. A: Os registros não são dignos de confiança. — R: Muitas estações meteorológicas não são instaladas como deveriam para colher os dados adequadamente, podendo estar próximas de fontes de calor ou de estruturas que criam microclimas diferenciados, como os centros urbanos e suas ilhas de calor, mas os cientistas sabem disso e fazem as compensações necessárias para corrigir os dados e torná-los confiáveis. Além disso, os dados colhidos em estações terrestres são checados com outros obtidos por métodos diferentes, como por exemplo a sondagem por satélite e a análise de registros contidos no gelo e em sedimentos oceânicos. Essa checagem cruzada minimiza em muito a possibilidade de erro grave, e revela em todas as formas de análise resultados comparáveis.[106][431][432][433]
8. A: Plantas e animais podem se adaptar a mudanças no clima. — R: É verdade, mas a adaptação das espécies selvagens a mudanças ambientais só acontece em largos períodos de tempo. A rapidez da mudança atual é demasiada para que os processos naturais de adaptação se completem a tempo para a vasta maioria das espécies, inevitavelmente levando à extinção ou a significativo declínio populacional muitos tipos de seres vivos.[145][164][167][173] De fato, a União Internacional para a Conservação da Natureza e dos Recursos Naturais (IUCN) prevê que se a elevação da temperatura chegar a 3,5 °C, até 70% de todas as espécies existentes hoje serão provavelmente extintas.[173][434]
9. A: Desde 1998 não esquenta. — R: Em termos globais, 2005 e 2010 foram os anos mais quentes na história dos registros.[435] As três últimas décadas foram as mais quentes desde 1850.[191]
10. A: A Antártida está ganhando gelo. — R: Embora a área coberta por gelo possa estar se expandindo em alguns locais, o volume total do gelo está em declínio. Medições de satélite apontam que a Antártida perde mais de 100 quilômetros cúbicos de gelo a cada ano desde 2002.[436]

Em suma, os argumentos verdadeiros, o primeiro e o oitavo, são inaplicáveis ao caso contemporâneo, e os outros são falsos segundo os dados objetivos, já detalhados nas seções anteriores.
A pesquisadora Caren Cooper, da Universidade de Cornell, analisando os problemas gerados pelas dúvidas e incertezas que ainda circulam popularmente sobre a realidade ou a gravidade do aquecimento global, advertiu que se o grande público não adquirir uma sólida confiança na ciência e acatar suas recomendações, os governos democráticos não conseguirão enfrentar com sucesso o problema, porque sua base de apoio popular está dividida e insegura ou não se importa com a questão. Além disso, como antes foi mencionado, a força das mídias e dos grupos de pressão política e econômica é imensa, distorcendo os debates públicos e influenciando a criação de leis muitas vezes de acordo com seus interesses exclusivos. Ainda segundo Cooper, esses agentes que negam as mudanças climáticas têm sido formadores de opinião muito mais eficientes do que os cientistas e professores, porque suas mensagens criam nas pessoas a impressão de que o que a imprensa divulga é o bastante para capacitá-las a participar legitimamente do debate científico de alto nível e criticar suas conclusões, uma impressão que, ela enfatiza, é profundamente equivocada. Naomi Oreskes resumiu a questão da seguinte maneira:
"Os políticos e a mídia, especialmente nos Estados Unidos, frequentemente afirmam que a ciência do clima é altamente incerta. Alguns têm usado este argumento contra a adoção de medidas fortes para reduzir as emissões de gases do efeito estufa. [...] Algumas corporações, cujos lucros poderiam ser afetados negativamente pelo controle das emissões de gás carbônico, também têm alegado que a ciência padece de graves incertezas. Tais declarações sugerem que poderia persistir uma controvérsia significativa dentro da comunidade científica sobre a realidade da mudança climática causada pelo homem. Mas isso não é verdade. O consenso científico é claramente expresso nos relatórios do Painel Intergovernamental sobre Mudanças Climáticas. [...] O Painel não está sozinho em suas conclusões. Nos anos recentes, todos os principais corpos científicos nos Estados Unidos cujos membros são peritos no assunto têm publicado declarações semelhantes. [...] Certamente, os autores que avaliaram os impactos, desenvolveram métodos ou estudaram as mudanças paleoclimáticas poderiam acreditar que a mudança é natural. Contudo, nenhum deles considerou essa hipótese. [...] Muitos detalhes sobre as interações do clima não são bem entendidos, e há muito espaço para mais pesquisas que forneçam uma base mais sólida para nosso entendimento da dinâmica do clima. Mas há um consenso sobre a realidade da causa humana na mudança climática. Os cientistas têm repetidamente tentado deixar isso claro. É hora de o resto de nós ouvir o que eles dizem".

## Mitigação e adaptação

### Políticas

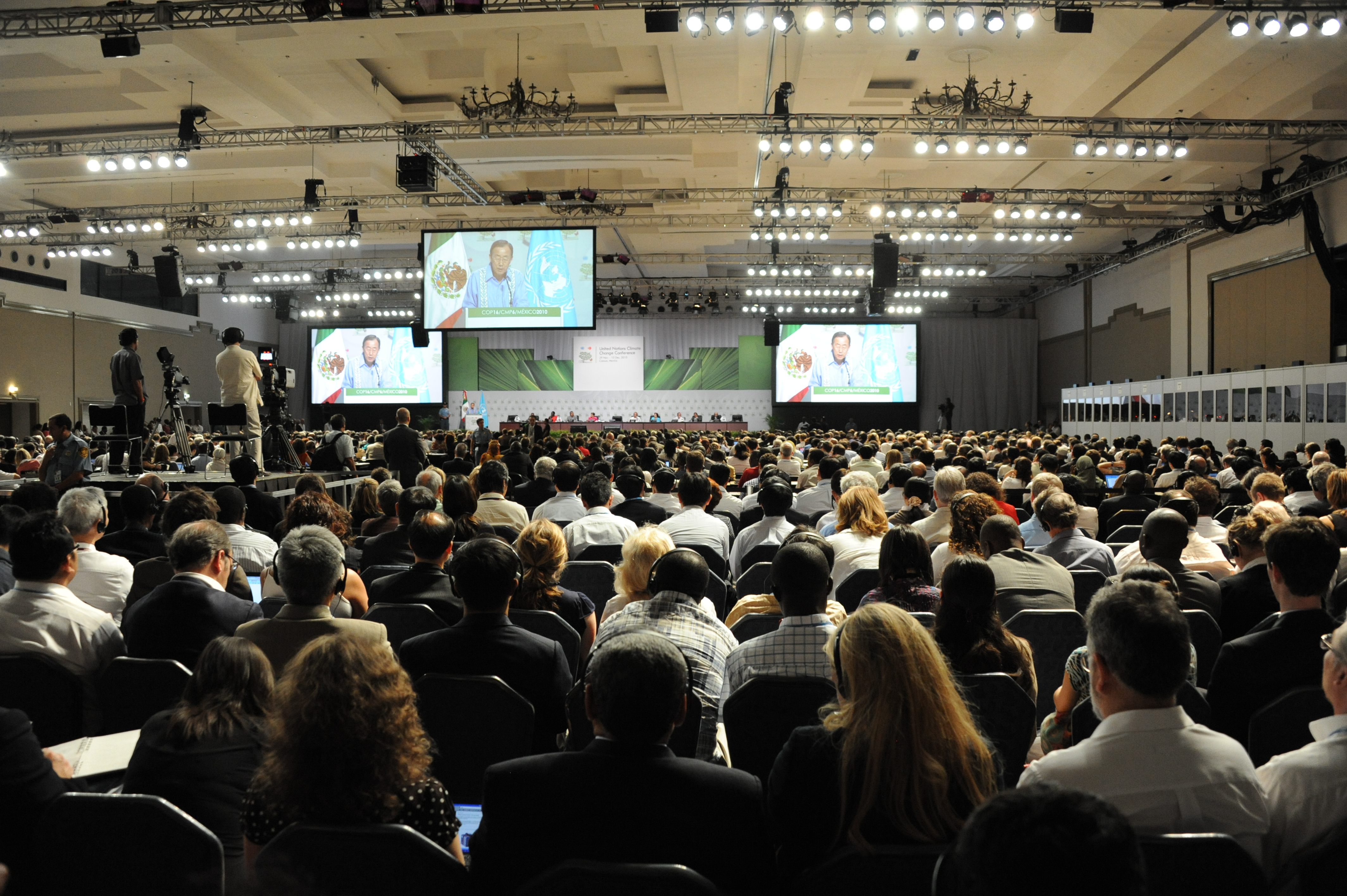
Discurso de Ban Ki-moon, Secretário-geral das Nações Unidas, durante a Conferência das Nações Unidas sobre as Mudanças Climáticas de 2010, em Cancún, México

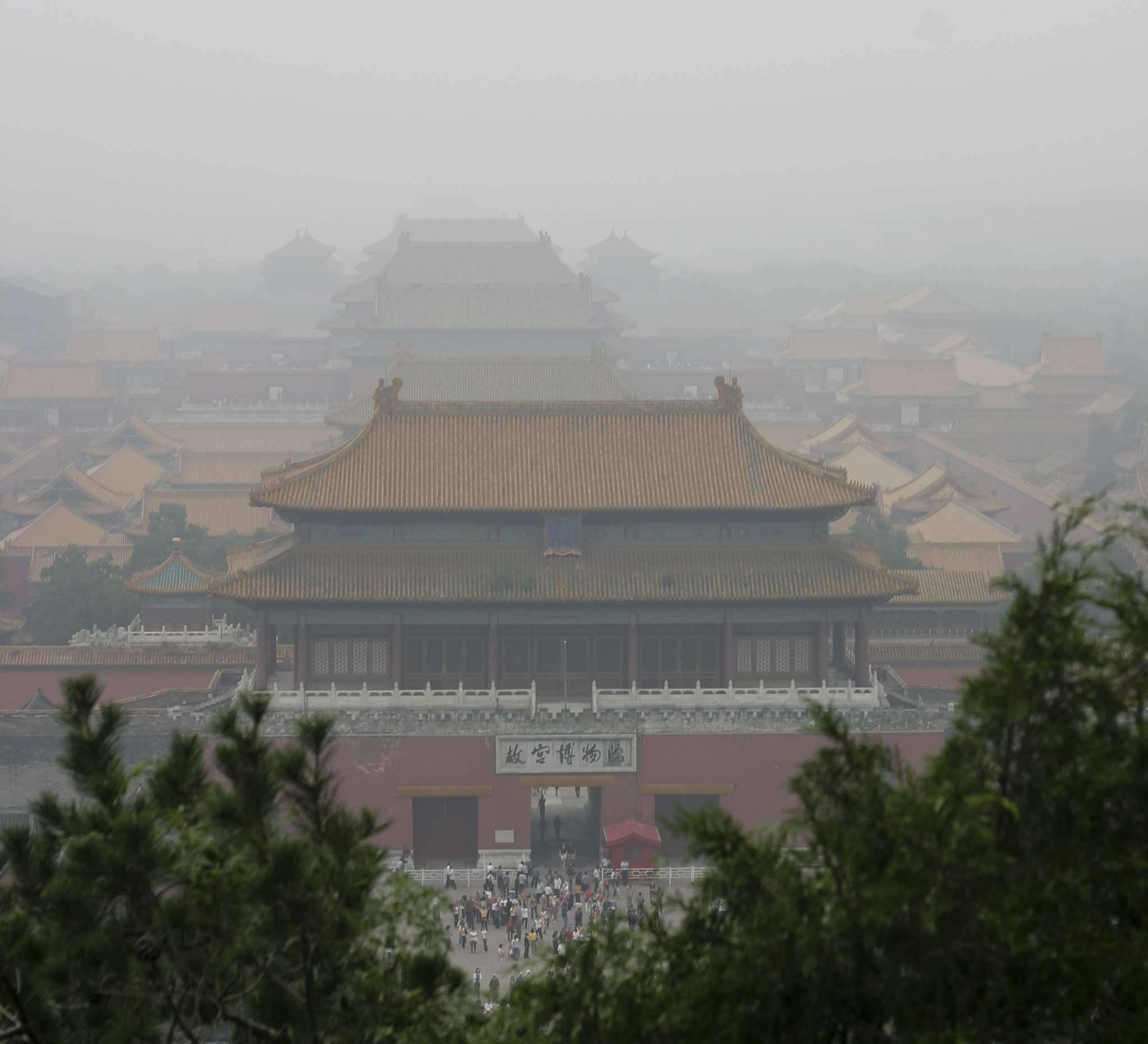
A nuvem de poluição sobre Pequim

Por "mitigação" entende-se as medidas que visam diminuir as emissões de gases estufa e absorver os já emitidos, combatendo diretamente as causas do problema, e por "adaptação" as que objetivam administrar as suas consequências, preparando e adequando a sociedade para os efeitos já desencadeados e os que devem surgir no futuro. O amplo consenso entre os cientistas do clima de que as temperaturas globais continuarão a aumentar tem levado nações, estados, empresas e cidadãos a implementar ações para tentar reduzir o aquecimento global ou ajustar-se a ele. O principal acordo mundial para combater o aquecimento global é o Protocolo de Quioto, uma emenda à Convenção-Quadro das Nações Unidas sobre a Mudança do Clima, negociado em 1997, onde foram definidas metas concretas de mitigação por cada país signatário, com a exceção dos países em desenvolvimento, que não foram obrigados a estabelecer metas. O protocolo abrange mais de 160 países e mais de 55% das emissões de gases do efeito estufa. Apenas os Estados Unidos, historicamente o maior emissor de gases estufa do mundo, e o Cazaquistão, recusaram-se a ratificar o tratado.
Os países menos desenvolvidos e mais pobres em geral são pequenos emissores de gases estufa, mas devem sofrer suas consequências mais pesadamente do que os ricos — que são grandes emissores e os maiores responsáveis pela origem do problema — justamente porque têm menor capacidade de se adaptar aos impactos. Essa desproporção entre a responsabilidade causal e o sofrimento das consequências tem dado margem a uma grande polêmica sobre as políticas internacionais de redução de emissões, e em parte devido a isso os avanços têm sido lentos e modestos. O debate passa também pela questão de saber em que medida é que países recém-industrializados, como China e Índia, deverão ter o privilégio de poder aumentar suas emissões a fim de que seu crescimento não seja prejudicado, especialmente a China, uma vez que ela é atualmente o maior emissor individual do mundo, mas o líder chinês Li Keqiang em 2015 reafirmou o compromisso de iniciar uma redução progressiva das emissões até 2030, e se possível antes.
A fim de auxiliar os países menos favorecidos, o Protocolo de Quioto introduziu três instrumentos principais para a flexibilização das exigências: o Comércio de Emissões, a Implementação Conjunta e o Mecanismo de Desenvolvimento Limpo. O Comércio de Emissões instituiu os chamados créditos de carbono, através dos quais empresas, em conjunto com os governos, concordam em limitar suas emissões ou comprar créditos daqueles que emitiram menos do que as suas quotas. Convencionou-se que uma tonelada de gás carbônico corresponde a um crédito de carbono, que pode ser negociado no mercado internacional. Em 2015, 15 países já haviam instituído impostos sobre a emissão de CO2, e em 17 regiões do mundo o carbono já se tornou uma commodity. Porém, os progressos neste sentido são lentos, os valores de mercado ainda são baixos, o que não incentiva sua adoção, e sua eficiência global, bem como suas bases científicas, são questionadas. Muitos ambientalistas já têm denunciado este sistema como um incentivo indireto à destruição do ambiente e ao incremento de desigualdades e injustiças entre as nações e sociedades. A Implementação Conjunta prevê que países desenvolvidos, os chamados países do Anexo I, possam desenvolver projetos de mitigação em outros países do Anexo I, e o Mecanismo de Desenvolvimento Limpo incentiva projetos de redução de emissões em países em desenvolvimento que não estabeleceram metas no âmbito do Protocolo de Quioto, e estimula a transferência de tecnologia entre países desenvolvidos e países em desenvolvimento. Também nestes campos os resultados são menores do que o esperado, e as isenções de países em desenvolvimento de algumas cláusulas do Protocolo de Quioto têm sido criticadas pelos Estados Unidos e estão sendo usadas como sua justificativa para não ratificar o protocolo.
Outros sistemas de mitigação adotados recentemente como consequência do Protocolo de Quioto são o Bioenergia-CCS para captura de CO2 e produção de biomassa como fonte de energia; o Fundo Verde para o Clima, uma espécie de banco mundial para captação de recursos destináveis à mitigação e adaptação; o Mercado Voluntário de Carbono, destinado a empresas, ONGs, instituições, governos e mesmo cidadãos que assumem a responsabilidade de reduzir as emissões voluntariamente. Uma série de outros projetos e políticas estão sendo desenvolvidos em escala nacional e regional, mas também nestes casos no geral os avanços ainda são tímidos e despertam grandes controvérsias sobre a relação custos-benefícios, eficiência e viabilidade prática.

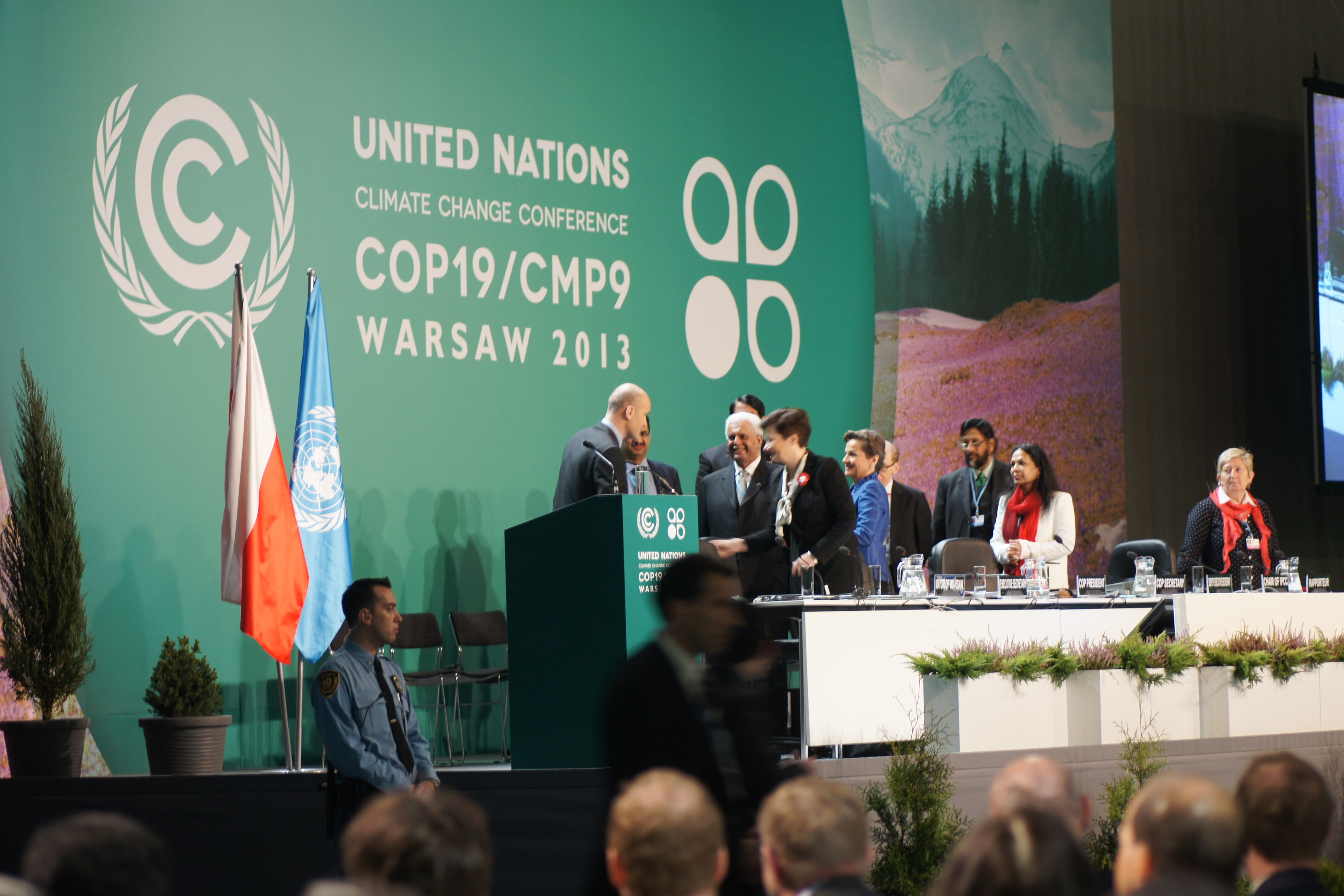
Abertura da COP 19 em 11 de novembro de 2013

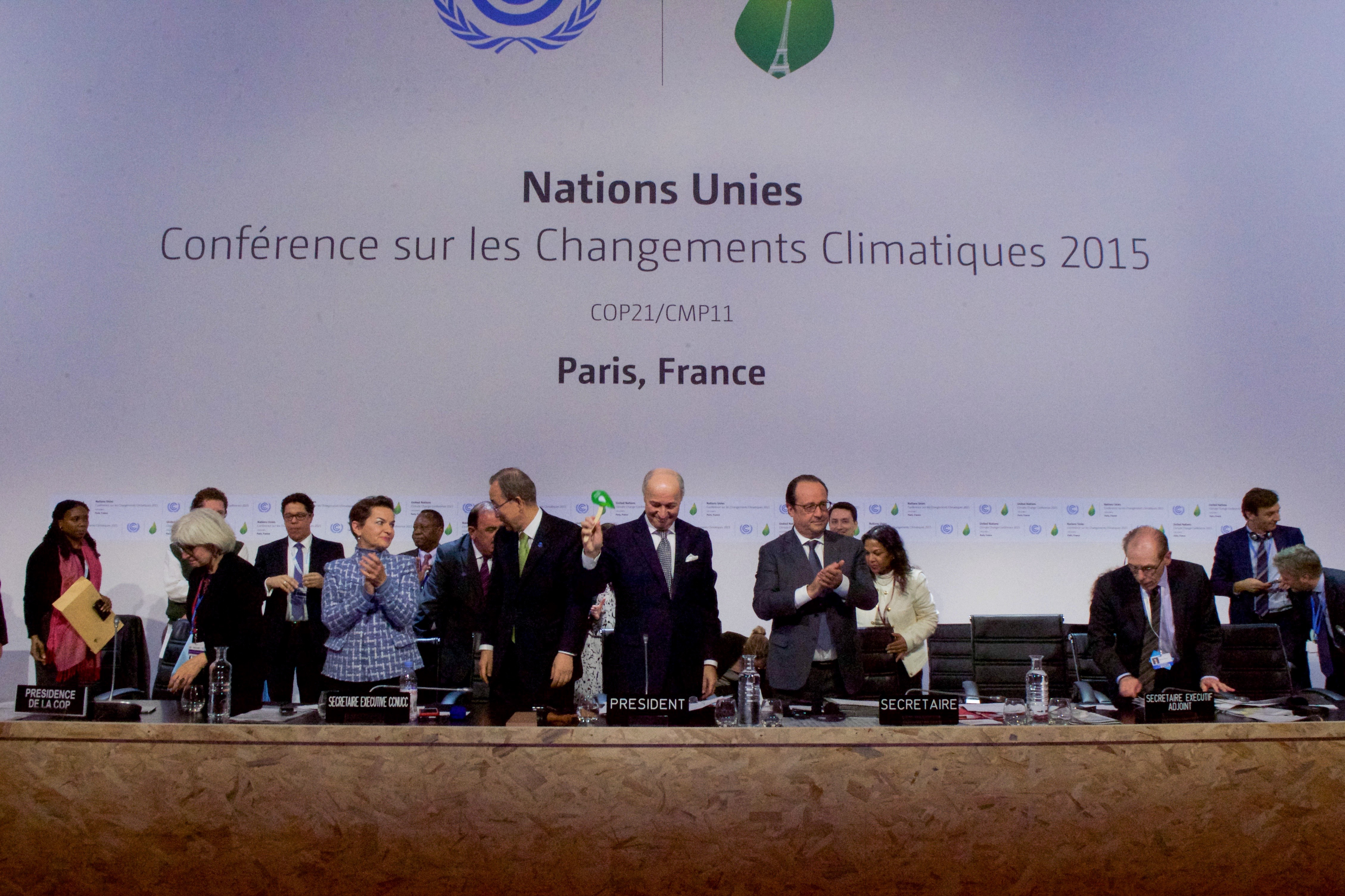
Aprovação do Acordo de Paris (2015)

No ocidente, a ideia da influência humana no clima e os esforços para combatê-lo ganharam maior aceitação na Europa que nos Estados Unidos. A União Europeia pretende, até 2050, reduzir entre 60% e 80% as emissões de gases estufa, aumentar em 30% a eficiência energética, e aumentar para 60% a percentagem de energias renováveis, face ao consumo energético total da UE.
O Protocolo de Quioto expirou em 2012, e há muitos anos se prolongam os debates internacionais sobre um novo tratado para sucedê-lo. A Conferência do Clima de 2013 das Nações Unidas (COP 19), realizada com grande tumulto em Varsóvia, conseguiu chegar a um acordo formal sobre o programa Redução de Emissões por Desmatamento e Degradação de Florestas (REED+), depois de muitos anos de discussão. O programa prevê incentivos econômicos e outras medidas para a redução de emissões. O documento produzido deu ênfase às medidas de prevenção do aquecimento e aos países pobres, e contemplou também, entre outras, ações nas áreas de financiamento, envolvimento institucional, monitoramento de florestas, agilização administrativa, padronização de procedimentos técnicos e manejo de impactos. A definição dos parâmetros do REED+ foi considerada positiva, mas no geral foi um acordo fraco e deu margem a retrocessos ao revogar a obrigatoriedade no cumprimento das metas, que passam a ser contribuições voluntárias, além de criar para as políticas de mitigação uma indesejável dependência do sistema de financiamento, o Fundo Verde, cujas verbas ainda são muito pequenas.
Em 2015 foi realizada em Paris outra Conferência (COP 21), onde foi conseguido um consenso de que deve-se evitar que a temperatura suba acima de 1,5 °C. A aprovação do Acordo de Paris foi louvada internacionalmente como um marco nas negociações climáticas, principalmente pelo reconhecimento de que o aquecimento global é um problema de extrema gravidade, por dar um sinal claro aos mercados de que a transição para a economia verde é inevitável, e pela criação de um vultoso fundo de apoio aos países emergentes. Porém, o acordo foi criticado por não estabelecer um cronograma preciso de ações definidas e por não ter força legal, dependendo de reduções voluntárias, o que pode levar ao descumprimento dos objetivos traçados ou a um excessivo atraso no seu atingimento. Ao mesmo tempo, em conjunto, as metas voluntárias que os países ofereceram não são suficientes para a redução global de emissões considerada necessária, e em muitas nações os objetivos acordados podem ser bloqueados pelos legisladores locais em virtude de pressões econômicas e políticas. Uma revisão da literatura produzida pelo IPCC em 2018 enfatizou que as metas estabelecidas pelo Acordo de Paris são insuficientes para manter o aquecimento abaixo de 1,5 °C.
O IPCC, no seu 5º Relatório, enfatizou que as metas de redução das emissões também não vão ser atingidas se cada região ou país pensar em resolver o seu problema isoladamente e o esforço global for descoordenado. Ao mesmo tempo, o relatório apontou que as medidas de mitigação e adaptação têm se revelado ineficientes em comunidades e nações com problemas crônicos de governança. Políticas climáticas mal-informadas, descoordenadas ou realizadas com dados maquiados e atenuados artificialmente podem produzir efeitos colaterais imprevistos tão indesejáveis quanto os que a inação produziria.

### Ações e recomendações

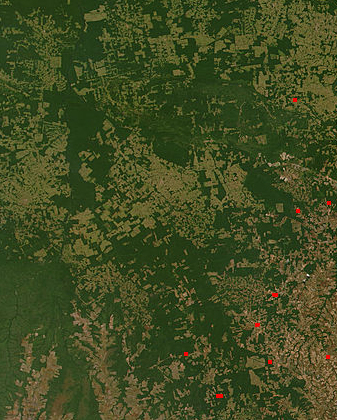
Imagem de satélite mostrando o desmatamento em uma região do Mato Grosso, o estado brasileiro que sofre com as perdas recentes mais agudas. O combate ao desmatamento contribui para conter o aquecimento global, já que as florestas são grandes fixadoras de carbono e têm importante papel na regulação geral do clima

Muitos grupos ambientais encorajam ações individuais contra o aquecimento global, frequentemente por parte dos consumidores, mas também através de organizações comunitárias e regionais. Outros têm proposto o estabelecimento de um limite máximo para a produção de combustíveis fósseis. Também têm sido feito esforços para um melhor manejo de resíduos, o combate ao desmatamento e o mau uso da terra, o aumento da eficiência energética e o uso de fontes alternativas de energia. O IPCC oferece em seus relatórios uma multiplicidade de maneiras para a mitigação e adaptação, sumarizadas abaixo:
- Desencorajar o consumo e a lucratividade dos combustíveis fósseis como o carvão mineral e o petróleo.
- Melhorar o rendimento dos sistemas de captação, distribuição e consumo de água, incluindo uso agropecuário, industrial e doméstico.
- Melhorar as técnicas de manejo da terra, incluindo a pecuária, a agricultura, a silvicultura e o extrativismo, protegendo o solo contra a erosão, degradação e poluição.
- Definir planos de contenção da subida do mar como fixação de dunas, reflorestamento costeiro, construção de represas e outras estruturas.
- Modificar hábitos de produção e consumo de bens e serviços e de descarte de resíduos para um modelo sustentável. Aumentar os incentivos financeiros para projetos de crescimento sustentável.
- Dar educação qualificada para a população, incluindo, decisivamente, a educação ambiental, fomentando a formação de lideranças multiplicadoras do conhecimento.
- Redesenhar as políticas públicas com maior atenção aos fatos científicos e às necessidades reais, prevendo ações integradas em perspectivas de longo prazo. Incrementar a cooperação internacional, a pesquisa e a divulgação livre do conhecimento. Criar uma política transnacional efetiva sobre o aquecimento. Aproveitar conhecimentos de comunidades indígenas e tradicionais.
- Organizar o manejo do provável crescimento de doenças infecciosas e epidemias; melhorar o atendimento médico e as infraestruturas sanitárias urbanas. Organizar planos de assistência social e defesa civil em emergências coletivas e desastres ambientais.
- Diversificar o turismo.
- Adaptar os sistemas de transporte a temperaturas mais elevadas e à possibilidade de inundações mais frequentes.
- Reforçar as infraestruturas de produção e distribuição de energia e de telecomunicações, usar preferencialmente energias renováveis e diversificadas.
- A geoengenharia foi desencorajada devido aos seus altos riscos e incertezas.

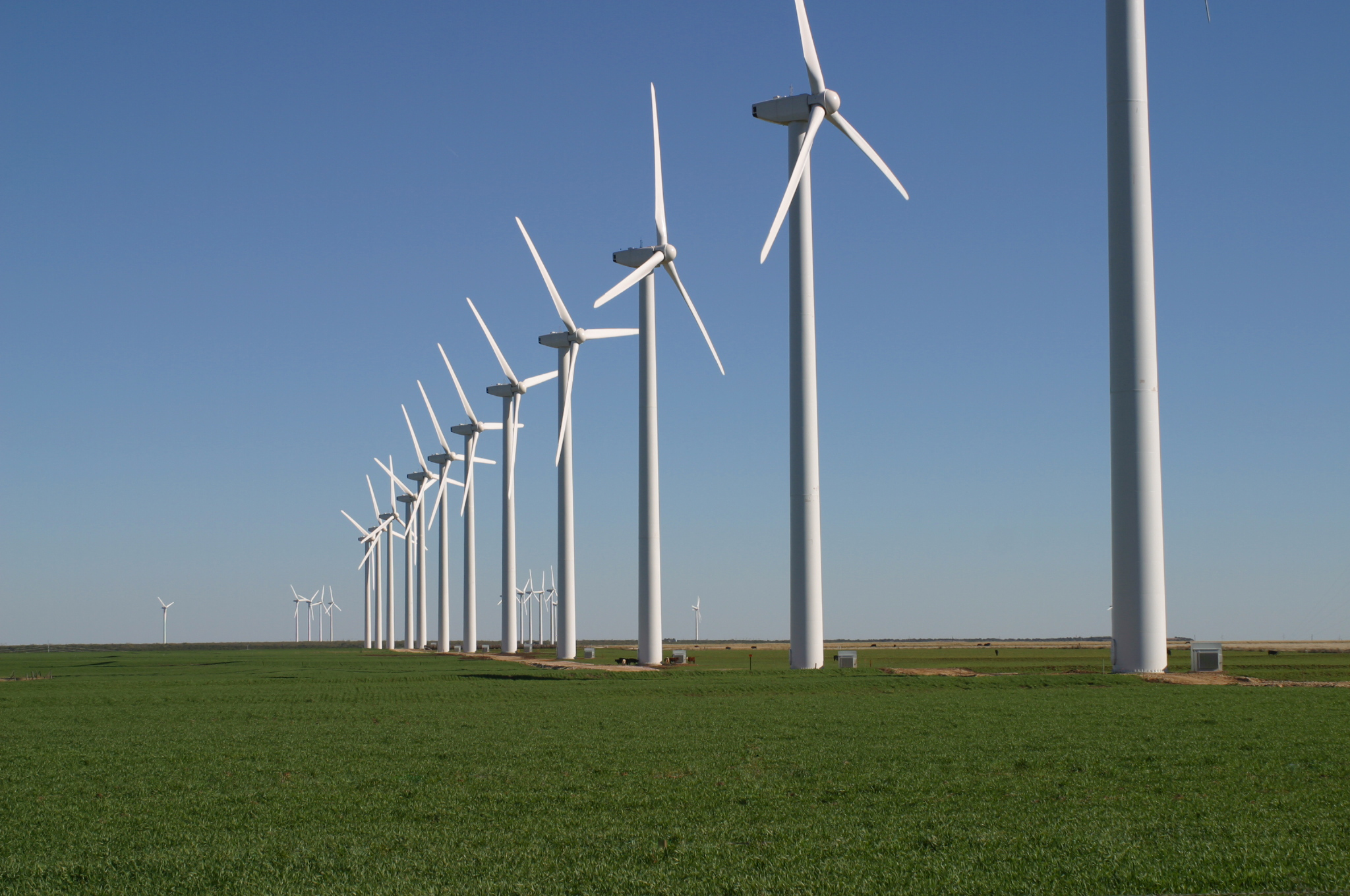
Parque eólico no Texas, Estados Unidos

Entre as várias alternativas energéticas que estão sendo buscadas, o último relatório desencorajou o uso da energia nuclear, devido aos seus altos riscos e a efeitos negativos potencialmente catastróficos em casos de acidentes. Os biocombustíveis, em geral considerados melhores opções para os fósseis, devem ser avaliados com mais cuidado, pois podem ter efeitos colaterais indesejáveis, podendo provocar, por exemplo, a elevação nos preços dos alimentos por induzir a uma redução nos investimentos e na área de produção agrícola alimentar. As evidências disponíveis indicam que os biocombustíveis são opções fracas e incertas na melhoria da qualidade de vida das populações, embora alguns sejam muito econômicos no que diz respeito a emissões de gases. O etanol, que dá uma redução de 8 para 1, é a melhor opção até agora em termos de emissões, mas, por exemplo, se todo o combustível brasileiro em 2007 fosse etanol, metade da área agricultável do país teria de ser convertida ao cultivo da cana, de onde se extrai o etanol. O IPCC indica que no Brasil o etanol gerou muita renda e emprego, mas não corrigiu as desigualdades estruturais no setor. O biodiesel, por sua vez, é pouco vantajoso para a redução das emissões, com uma redução máxima de 3 para 1. Globalmente, os biocombustíveis têm gerado crescente incerteza para o setor da segurança alimentar num cenário de população em crescimento rápido, e têm mostrado significativa capacidade de induzir conflitos sociais e produzir danos diretos e indiretos à biodiversidade e outros recursos naturais como a água, e podem trazer grandes impactos negativos para povos indígenas. Usinas hidrelétricas frequentemente são classificadas como fontes limpas de energia, mas múltiplos estudos recentes vêm mostrando que essa imagem é enganosa. A formação das bacias muitas vezes exige um grande desmatamento, por si um fator de emissão de gases estufa, além de produzir severos impactos ambientais e sociais paralelos: interfere nos ciclos naturais de cheia e vazante dos rios e nos ciclos reprodutivos de peixes migrantes, modifica ecossistemas, pode prejudicar a oferta de alimentos para outras espécies aquáticas, afetar negativamente povos ribeirinhos que dependem da pesca e povos indígenas, dificultar o acesso à água a jusante, pode exigir remoção forçada de populações e muitas vezes gera importantes conflitos sociais. Hidrelétricas também podem ser altas emissoras de gases estufa, especialmente se localizadas em zonas tropicais e se a área inundada é vasta, devido à decomposição de matéria orgânica residual (troncos, folhas e material no solo) após a inundação. Bacias que não são limpas adequadamente antes da inundação emitem mais gases por longos períodos do que plantas produtoras de energia equivalente baseadas em combustíveis fósseis.
As opções mais promissoras atualmente no setor energético são os projetos de aproveitamento da energia do sol e do vento e algumas formas de energia hidráulica que não exijam criação de reservatórios, como o aproveitamento da energia das ondas do mar e moinhos de água. Essas tecnologias de produção de energia limpa já se encontram maduras, seus custos de implantação têm se reduzido sensivelmente nos últimos anos e seus benefícios são altos, e deveriam ser adotadas em larga escala. Também pode ser uma boa opção, em algumas regiões, a energia geotérmica. Projetos de captura e estocagem artificial do carbono atmosférico podem ser uma alternativa no futuro, mas ainda estão em uma fase inicial de desenvolvimento e sua efetividade ainda é incerta.
A atenção principal das nações tem sido dada ao setor energético, mas a mitigação e a adaptação abrangem a totalidade da sociedade, especialmente setores que são grandes emissores de gases, como o mau uso da terra, a indústria, a agricultura, o desperdício de alimentos, os transportes, a construção civil e a urbanização das cidades, além dos hábitos culturais e modos de vida em si que produzem ou perpetuam um modelo insustentável de desenvolvimento. Esses aspectos devem ser igualmente valorizados, pois geram causas de aquecimento igualmente influentes.

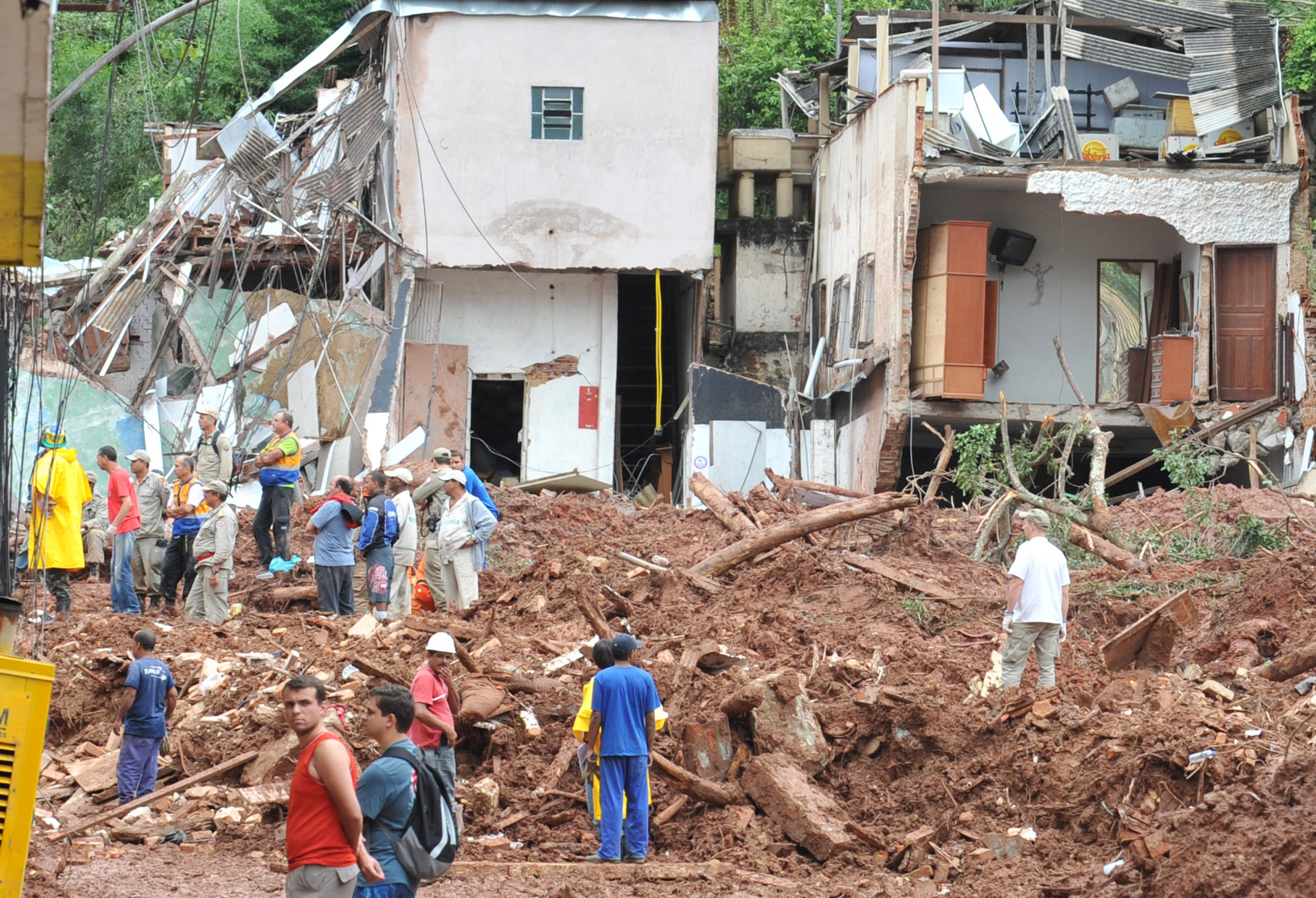
Destruição nas enchentes e deslizamentos de terra no Rio de Janeiro em 2011. Eventos como este devem se tornar mais frequentes e graves num cenário de aquecimento não controlado

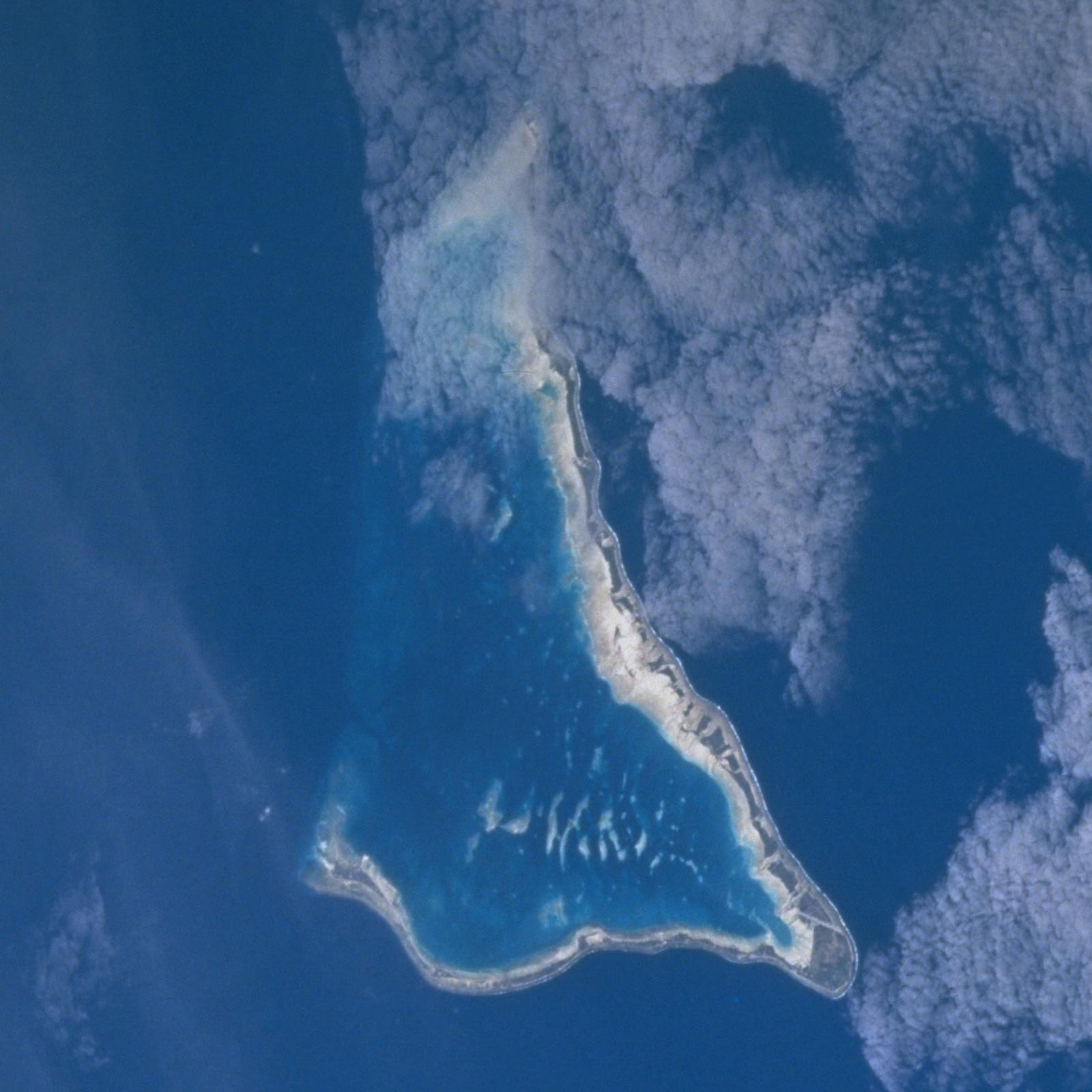
Muitas ilhas e arquipélagos de baixa altitude, como Tuvalu e Kiribati, microestados do Oceano Pacífico, são habitados por expressiva população e estão ameaçados pela elevação dos mares. Na imagem, foto de satélite do atol de Tarawa, em Kiribati, habitado por mais de 50 mil pessoas

O fenômeno da urbanização acelerada da população humana deve receber grande atenção, pois as cidades usam de 67 a 76% da energia disponível e nelas são gerados de 71 a 76% das emissões de CO2 relacionadas à energia. Em torno de 2050 de 64 a 69% da população mundial deve viver em cidades, zonas especialmente vulneráveis aos efeitos do aquecimento global. Muitos dos sistemas mais vitais das cidades, como o abastecimento de energia, alimentos e água, as redes de esgoto e transporte, assistência médica, segurança pública e comunicações, facilmente podem entrar em colapso diante de catástrofes naturais como os tufões e inundações, deixando imensas populações ao desamparo em um único evento. Estudos recentes têm enfatizado uma elevação desproporcional na vulnerabilidade das populações urbanas diante de eventos climáticos intensificados pelo aquecimento, pois se aumentando a população (exposição) aumenta o risco mesmo em eventos normais, o aumento da exposição combinado ao aumento na intensidade multiplica os efeitos. Além disso, o colapso de sistemas urbanos durante catástrofes climáticas gera falhas sistêmicas em cadeia que afetam toda uma grande região suburbana e rural em torno, podendo afetar ainda regiões muito distantes. Assim como as cidades são grandes receptoras e consumidoras de bens e serviços, são grandes produtoras e distribuidoras. Os modelos de urbanismo e de construção civil em geral adotados nas cidades não foram previstos para enfrentar as mudanças climáticas com sucesso e devem ser adaptados rapidamente. Como uma grande parte da população mundial vive em cidades e comunidades litorâneas, ali as medidas de adaptação devem levar em conta com grande cuidado e realismo a questão da elevação do nível dos oceanos. Em muitas regiões as populações litorâneas devem considerar prioritariamente a retirada, e não o combate ao avanço das águas, por ser a opção mais efetiva no longo prazo, especialmente levando em conta a grande incerteza que cerca a previsão exata do nível que o mar vai atingir, podendo chegar a vários metros nos próximos séculos, ultrapassando em muito a capacidade protetora dos projetos atuais de muralhamento costeiro.
Também já se torna cada vez mais claro que a humanidade terá de encontrar formas efetivas de controlar seu crescimento populacional. Os recursos do mundo são limitados, e um aumento infinito da população é obviamente impossível. O aquecimento e todos os outros problemas ambientais de hoje em última análise se devem, de fato, à explosão demográfica e ao acelerado consumo de recursos naturais que ela desencadeou, cujos efeitos de longo alcance modificaram todo o equilíbrio da biosfera. O controle populacional apenas recentemente começou a ser debatido em relação ao aquecimento global, e ainda permanece largamente ausente das políticas oficiais de adaptação e mitigação. Não se prevê solução fácil para este tema espinhoso, cercado como é de controvérsias éticas e científicas, e entretecido a tradições culturais, sociais e religiosas arraigadas. Porém, o controle teria um grande impacto na redução de emissões de gases estufa. Um estudo britânico de 2009 indicou que a cada 4 libras gastas em planejamento familiar uma tonelada de carbono deixaria de ser emitida. Uma redução da mesma magnitude através das tecnologias convencionais exigiria um investimento de 8 libras em reflorestamento, 15 libras em energia eólica, 31 libras em energia solar ou 56 libras em veículos híbridos. Reforçando esse cenário, o Programa das Nações Unidas para o Desenvolvimento publicou em 2013 seu Relatório de Desenvolvimento Humano prevendo cerca de 3 bilhões de pessoas vivendo na pobreza extrema em 2050 em função do aquecimento global não mitigado e outros problemas ambientais, um terço da população mundial estimada para aquela data.

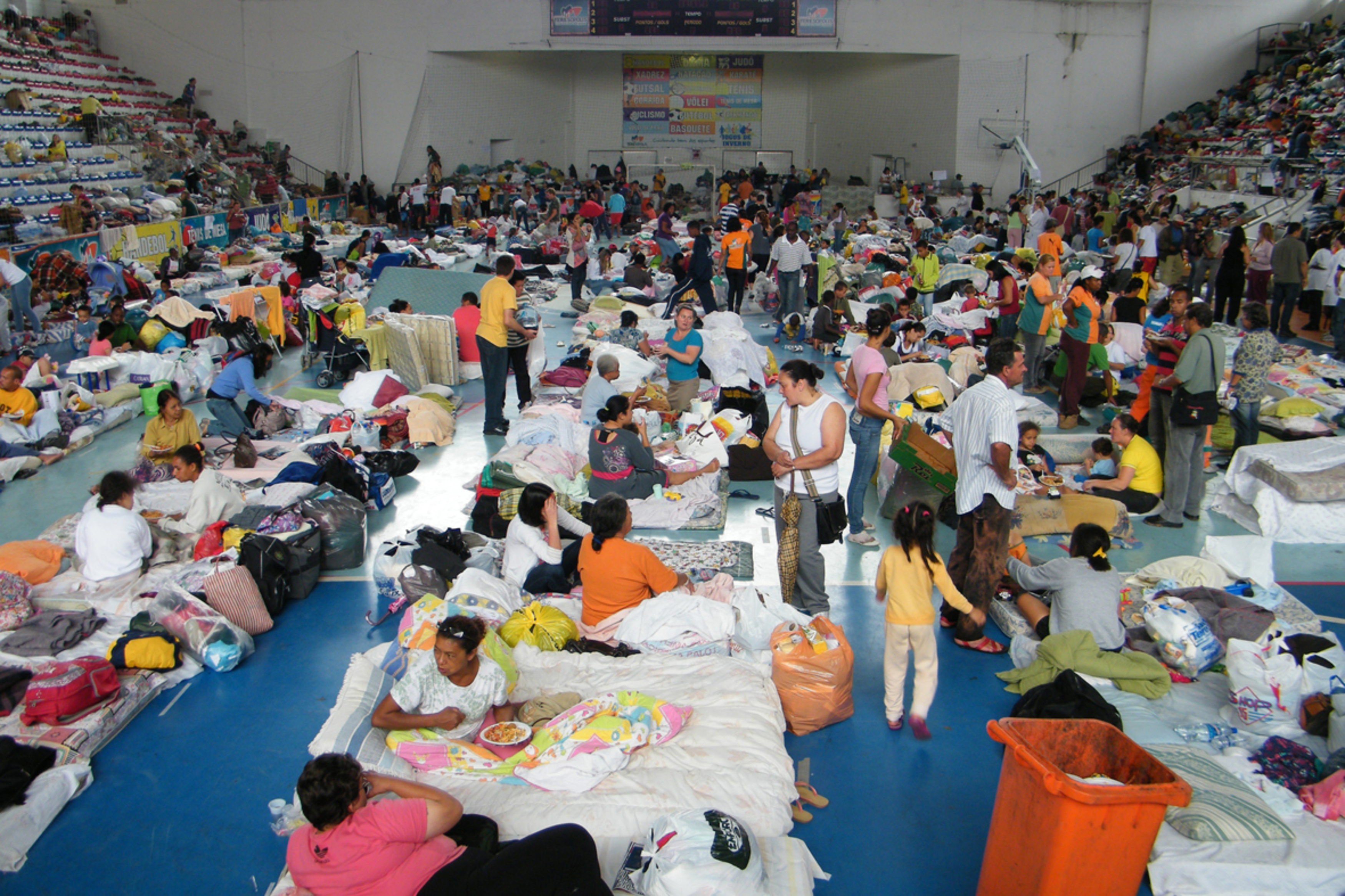
Abrigo improvisado em um ginásio para famílias desabrigadas em Teresópolis nas enchentes de 2011 no Rio de Janeiro

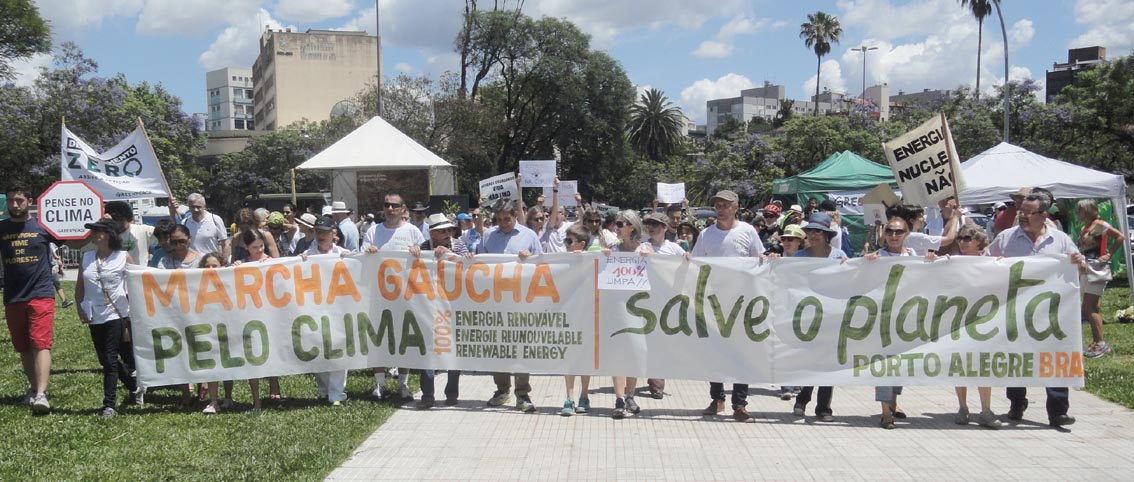
Marcha Gaúcha Pelo Clima, realizada em Porto Alegre, Brasil, em 29 de novembro de 2015, parte de uma mobilização internacional para pressionar os governos a adotarem metas de mitigação mais ambiciosas na 21ª Conferência do Clima em Paris (COP 21)

Embora a polêmica ainda seja grande sobre os mais variados aspectos, os estudos recentes mais qualificados já deixaram cristalinamente claro que a mudança para um modelo sustentável não é mais uma questão de escolha, é questão de sobrevivência. Essa mudança, se pode trazer alguns problemas imediatos de adaptação, abre muitos outros campos para investimento e é mais lucrativa no médio e longo prazo do que a persistência no modelo atual, coisa que também não parece ter sido ainda bem compreendida pelos legisladores, políticos e grandes empresários. Segundo o Banco Mundial, investimentos e subsídios para novas tecnologias, para difusão de conhecimentos e para a tomada de outras ações de mitigação salvam vidas, preservam safras agrícolas da quebra, reduzem os riscos do surgimento de novos problemas, estimulam o crescimento econômico, aumentam a eficiência energética, criam empregos, reduzem custos operacionais e perdas econômicas em vários níveis, produzem benefícios sociais, elevam a qualidade de vida e incentivam a competitividade e a inovação em larga escala.
Hoje o consumo de recursos naturais do planeta já é maior do que sua capacidade suporte. Além da população mundial estar em crescimento rápido, o consumo de recursos per capita também está aumentando. O IPCC prevê que se não houver modificações nas tendências atuais, até 2100 o consumo mundial aumentará de 300 a 900%. Percebe-se assim o enorme impacto que a humanidade impõe aos recursos naturais e a urgência de medidas que limitem o consumo à capacidade suporte do planeta. Manter o atual curso de ação significará impor um pesado fardo às gerações futuras, pois espera-se que importantes desafios sociais, hoje já difíceis de enfrentar, se agravem ainda mais, como a fome, a pobreza e a violência.
Além disso, existe uma questão ética ligada a uma modificação ambiental em tão ampla escala e tão desenfreada como a que hoje está em curso, que tem desencadeado tão nefastos efeitos para o homem e para a biodiversidade, que põe em xeque o futuro de todas as nações e da riqueza natural hoje existente. Em resumo, questiona-se o direito do homem de agir com tamanha imprudência, prepotência e descaso em relação a tudo o que vive e que sustenta sua própria vida. A Declaração de Estocolmo, adotada pela ONU, por exemplo, afirma que o homem tem "a responsabilidade especial de salvaguardar e manejar sabiamente o patrimônio da vida selvagem e seus habitats, que estão atualmente em grave perigo", e a Carta da Terra, elaborada durante a conferência Rio 92 e adotada pela UNESCO em 2002 como um código de ética global, diz explicitamente que "a proteção da vitalidade, diversidade e beleza da Terra é um dever sagrado". Esta questão poucas vezes tem sido levada em conta, mas de acordo com o IPCC deveria ser encarada com a mesma seriedade que as questões técnicas.
O último relatório da UNEP sobre o descompasso entre as medidas de adaptação adotadas até agora e as necessárias mostra que além de fazer aumentar os riscos, a inação provoca uma constante elevação dos custos de adaptação: "As estimativas anteriores dos custos de adaptação nos países em desenvolvimento eram de 70 a 100 bilhões de dólares por ano para o período de 2010-2050. Contudo, a literatura resumida neste relatório indica que os custos de adaptação podem se elevar para 100 a 300 bilhões por ano em 2030, e de 200 a 500 bilhões em 2050". Em 2015 foram aprovados apenas 35 bilhões para adaptação em nível internacional. O relatório continua: "Este descompasso é grande e provavelmente vai aumentar substancialmente nas próximas décadas, a menos que seja feito um significativo progresso para assegurar novos fundos para adaptação e se coloque em prática ambiciosas medidas de mitigação. Os fundos de adaptação têm crescido mas ainda ficam muito aquém das necessidades atuais, e provavelmente esta desproporção deve continuar no futuro". Este contexto enfatiza a necessidade de que sejam tomadas medidas urgentes antes de 2020 para que a futura adaptação aos efeitos já desencadeados do aquecimento global seja bem-sucedida.

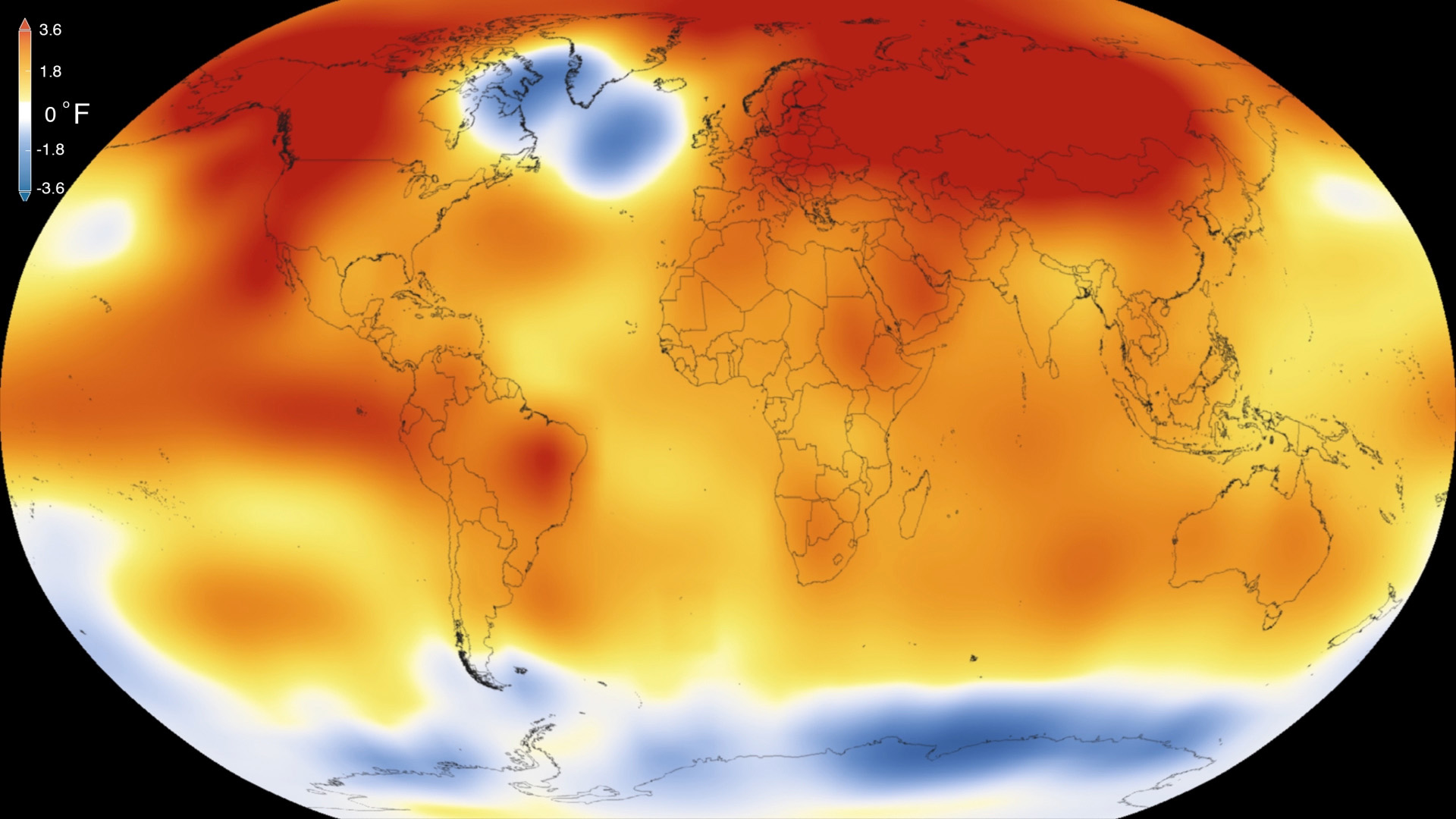
Este gráfico da NASA mostra a intensidade da anomalia térmica global no ano de 2016 em relação à média do período de 1951 a 1980

O último relatório do IPCC e outros documentos recentes vêm deixando bastante clara a importância e a realidade da sua mensagem e seu caráter de urgência, ressaltando que as opções de mitigação e adaptação são maiores do que foram no passado, e muitas delas vêm tendo seus custos de implantação significativamente reduzidos em anos recentes, cabendo aos governos e à sociedade fazer bom uso das oportunidades e dos avanços tecnológicos e científicos que se colocam à disposição. Caso contrário, dificuldades em larga escala seguramente se concretizarão e só tenderão a crescer. Outra conclusão importante foi o reforço do consenso que já se formara antes de que as decisões positivas tomadas nas próximas duas décadas terão efeitos decisivos e de longo prazo. Ainda há algum tempo para evitar o pior previsto nos modelos teóricos, mas esse tempo está chegando rapidamente ao fim.
O último relatório do IPCC considerou, em suma, que o mundo agora tem apenas cerca de 50% de chance de conseguir manter a elevação da temperatura abaixo dos 2 °C, e para conseguir manter os níveis abaixo de 1,5 °C as emissões precisariam cair 45% até 2030, e chegar a zero em torno de 2050. Isso não será possível sem uma ação rápida e uma mudança em larga escala nos sistemas produtivos e nos hábitos de consumo. Se a sociedade optar por deixar para a última hora tudo o que precisa ser feito, será tarde demais, pois muito ainda precisa ser feito e o tempo corre contra. Processo de mudança social em tal escala requererá muito esforço, honestidade e boa vontade, e levará necessariamente muitos anos, não se justificando mais, portanto, a demora.